# Rinascimento napoletano

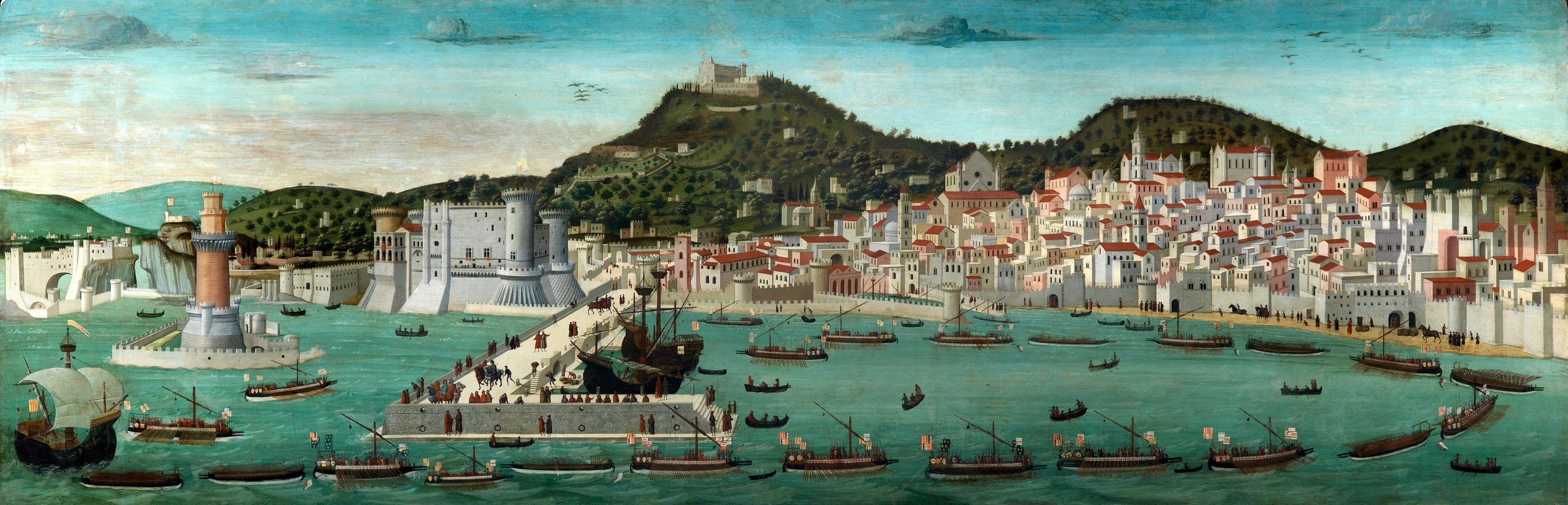
Tavola Strozzi - prima rappresentazione della Napoli quattrocentesca

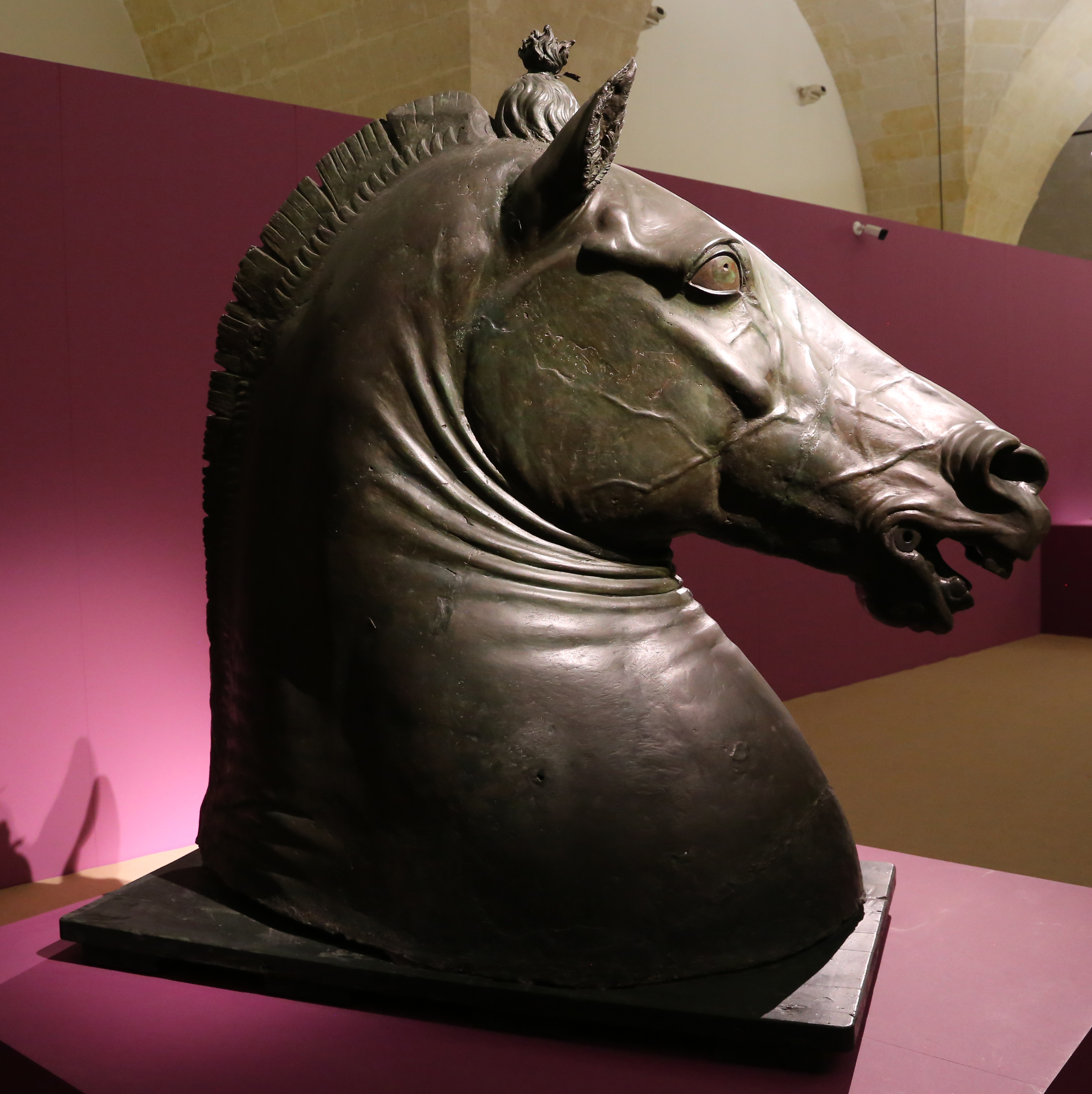
Protome Carafa - Donatello

Il Rinascimento a Napoli indica la declinazione dell'arte rinascimentale e umanistica sviluppatasi nella capitale e nei confini del Regno di Napoli. La stagione ebbe inizio con i primi decenni del Quattrocento, già con l'arrivo di opere di Donatello e di altri scultori e pittori fiorentini a servizio della corte angioina, raggiungendo il periodo di maturità dopo la conquista del regno sotto la Corona aragonese, negli anni Quaranta del Quattrocento, che rafforzò ulteriormente i legami con Firenze e Milano.
La produzione di questo periodo non fu sempre opera di artisti locali, ma spesso di forestieri che giungevano come delegazioni autorizzate negli accordi commerciali e di pace stabiliti dalle condizioni della geo-politica internazionale. Per avere una prima produzione propria si dovette attendere la fine del Quattrocento, e coincise con la diffusione della maniera moderna di Michelangelo Buonarroti, Leonardo da Vinci, Bramante, Raffaello Sanzio, Jacopo Sansovino e Polidoro da Caravaggio come principali influenze presso gli artisti regnicoli.
Inoltre la Napoli aragonese rappresentò uno dei principali porti di scambio del Mediterraneo meridionale, insieme a quelli siciliani, tessendo relazioni commerciali e culturali con ciò che restava dell'Impero bizantino a oriente e con i regni spagnoli. Con questi ultimi, il proficuo rapporto, legato anche alla comunanza della corona regnante, divenne vettore per la diffusione nella penisola iberica del Rinascimento italiano.
Questo fenomeno storico, artistico, che investì i campi che dalla filologia vanno alla riflessione politica e che nell'arte investe vari rami quali pittura, scultura, e architettura, raggiunse il suo apice tra la fine del XIV secolo e gli ultimi anni del XV secolo. L'epopea si concluse, come del resto in quasi tutta la penisola, intorno alla fine del terzo decennio del Cinquecento per le vicende politiche che interessarono tutto il continente.

## Prodromi storici: il protoumanesimo angioino

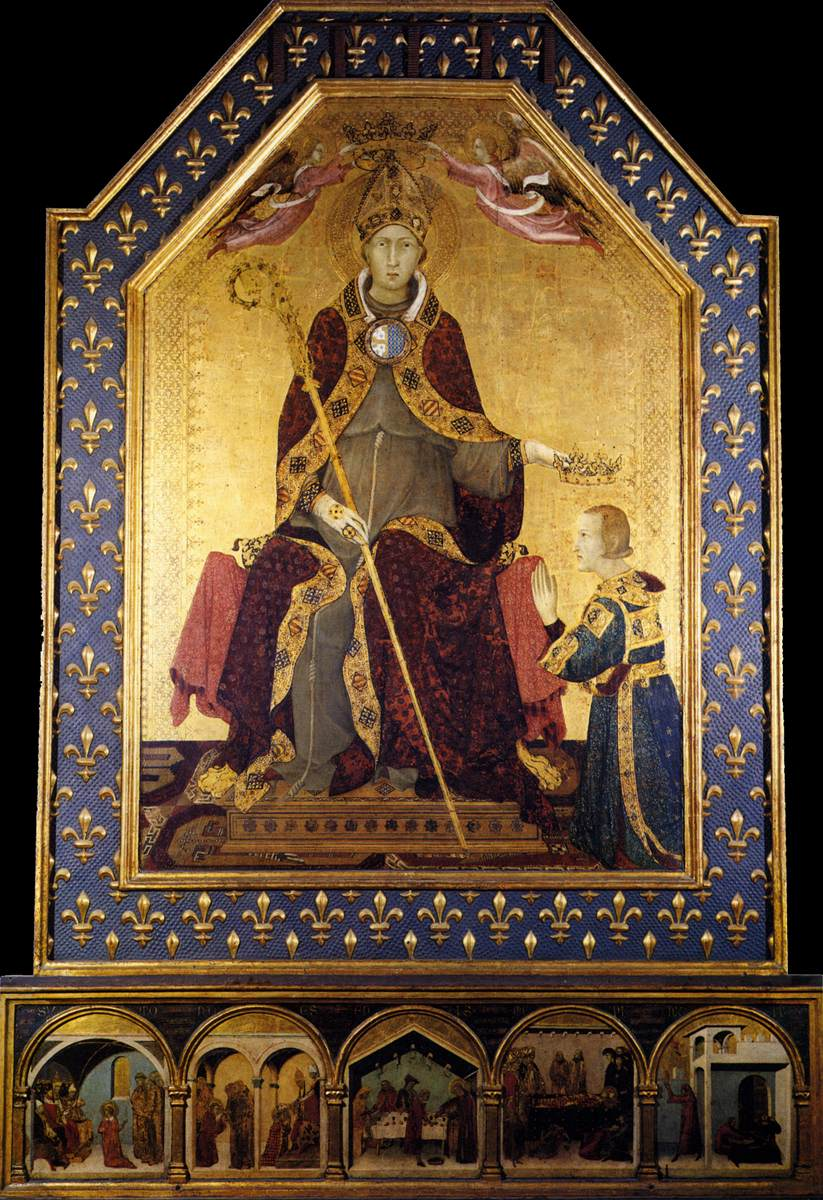
Simone Martini San Ludovico di Tolosa che incorona il fratello Roberto d'Angiò, tempera su tavola, 138x200 cm, dalla Basilica di san Lorenzo Maggiore, Napoli, Museo di Capodimonte, Napoli.

Con il consolidarsi del dominio angioino Napoli assunse una graduale, maggiore importanza politica ed economica nel contesto italiano ed europeo. Dopo la Pace di Caltabellotta del 1302, il regno visse un periodo di prosperità economica e culturale grazie anche alla stabilità politica, ottenuta anche  attraverso la protezione reciproca con lo Stato Pontificio, circostanze che favorirono già nel XIV secolo un mecenatismo che si svilupperà ulteriormente nel secolo successivo.

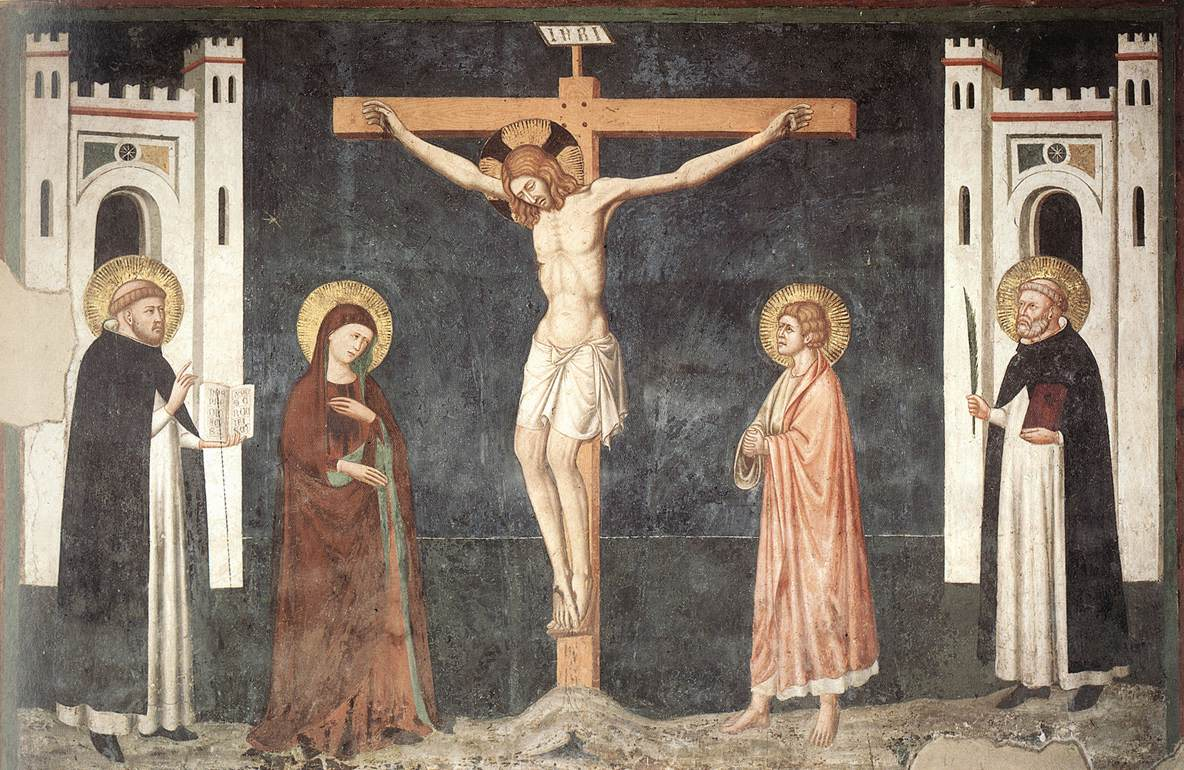
Pietro Cavallini, Crocifissione, Napoli, cappella Brancaccio, San Domenico Maggiore

La corona angioina, seppur molto legata agli usi e costumi medioevali francoprovenzali, seppe farsi promotrice di una cultura artistica autoctona sulla falsariga delle innovazioni culturali apportate da Federico II di Svevia. Nel frattempo la più importante istituzione laica del Regno, l'Università dei regi studi, con la presenza di nuovi e brillanti personaggi del calibro di Tommaso d'Aquino, rese la capitale uno dei centri di eccellenza del pensiero europeo e italiano soprattutto nel campo della giurisprudenza. La figura centrale del cosiddetto Trecento napoletano fu Roberto d'Angiò, detto il Saggio, ricordato da illustri letterati quali Petrarca e Boccaccio come un regnante colto e mecenate. Dopo il secondo matrimonio con Sancha d'Aragona, Roberto promosse un'intensa attività edilizia conventuale e religiosa volta alla promozione dei rapporti con la Santa Sede, politica religiosa che comportò anche la necessità di un rinnovamento artistico. Iniziarono ad arrivare artisti fiorentini, senesi, lombardi a corte per la costruzione di monumentali complessi, come Tino da Camaino per il cantiere della certosa di San Martino e per le basiliche di Santa Chiara e San Lorenzo; Giotto in Santa Chiara e nel rinnovamento generale di Castel Nuovo; Pietro Cavallini in San Domenico; Simone Martini che arrivò nella capitale due lustri prima del suo rivale summenzionato.
Grazie a questo profondo clima di pace l'arrivo di letterati, artisti e intellettuali, Napoli assunse un ruolo importante nella cultura italiana e internazionale e un'identità cosmopolita, come descritto anche da Boccaccio. La formazione di una cultura franco-italiana consentì inoltre la commistione tra la letteratura cortese e cavalleresca d'oltralpe con la classicità degli autori latini presenti nella biblioteca reale, tanto che influenzarono le opere napoletane di Boccaccio e parte del Decamerone.
Intanto la città crebbe verso la zona portuale arricchendosi di nuovi mercanti provenienti da lontano, che fondarono le cosiddette logge. La popolazione passò, quindi, da 30 000 unità a circa 60 000 all'indomani della funesta epidemia di peste del 1348. I conseguenti flussi economici condussero alla creazione dei primi sportelli bancari stranieri, principalmente fiorentini, aprendo in questo modo anche rapporti commerciali con città della penisola più interne. 

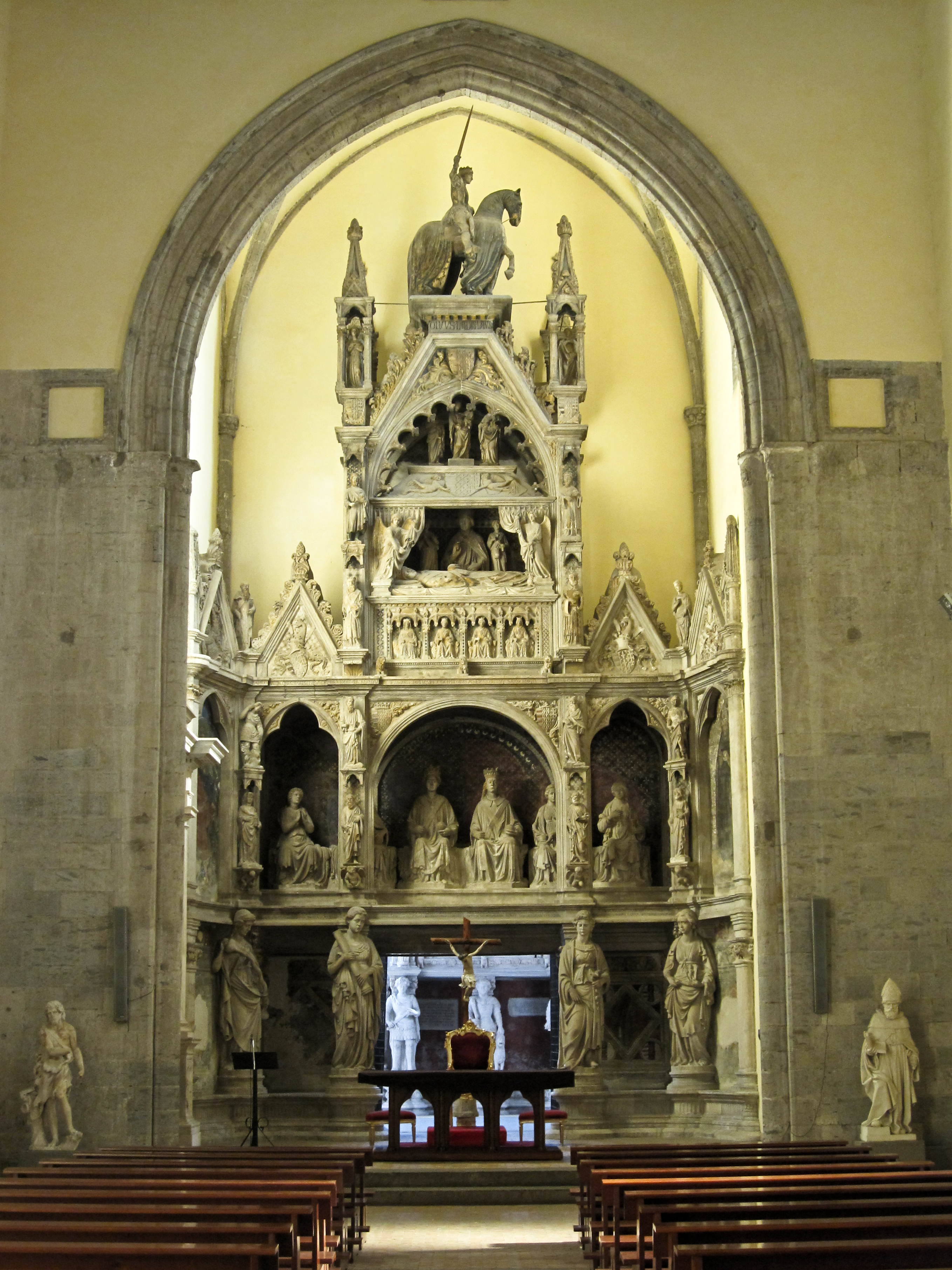
Monumento funebre a Ladislao di Durazzo, Andrea Ciccione, chiesa di San Giovanni a Carbonara, Napoli

Con la morte di Roberto il Saggio nel 1343 e la peste nera cinque anni dopo, cominciò il lento declino della dinastia angioina, nonostante il perdurare di vivissimi scambi commerciali in tutto il mediterraneo occidentale e con il Nord Europa. A partire dalla seconda metà del Trecento s'iniziò a parlare della così chiamata congiuntura nord-sud e che raggiunse l'acme tra la fine del secolo e il primo trentennio del Quattrocento. I regni di Giovanna I, del cugino Carlo III di Durazzo e di Ladislao I furono caratterizzati da lotte interne che condussero alla destabilizzazione della lunga pace promossa nella prima parte del regno angioino. Si combatterono guerre contro il Regno d'Ungheria, in quanto della morte del marito di Giovanna I, Andrea d'Ungheria, era sospettata la moglie stessa.
Il culmine dell'instabilità politica si raggiunse nel trentennio a cavallo tra il Trecento e il Quattrocento, quando il figlio di Carlo, Ladislao I, propose di creare uno stato unitario, progetto che provocò la reazione dello Stato Pontificio, di Firenze, Pisa e di Luigi II d'Angiò di Francia. Con l'impresa di Ladislao e la sua morte misteriosa si aprì una nuova stagione culturale in tutto il regno, favorito dalla progressiva distensione delle tensioni verso le altre signorie italiane sotto i regni di Giovanna II e Renato I, ultimo angioino regnante al meridione.

## Il Quattrocento

### Gli anni del trapasso dal regno Angioino a quello Aragonese

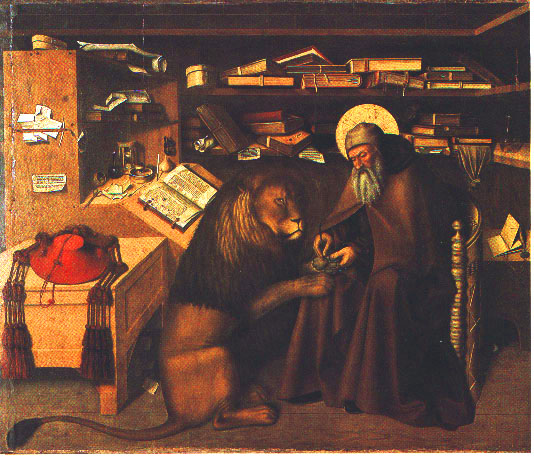
Colantonio, San Gerolamo

Con l'ascesa al trono di Giovanna II dopo la morte del marito il regno ritrovò quell'apparente pace del secolo precedente e la fioritura delle arti liberali come nel resto della penisola. A ostacolare il percorso distensivo ci fu Martino V che chiese alla regina sostegno economico per ricostruire l'esercito pontificio, ma questi negò sotto consiglio di Sergianni Caracciolo, il più fidato consigliere del regno. Sotto il regno di Giovanna II iniziarono a manifestarsi le prime e timide espressioni dell'umanesimo quattrocentesco. La corte, da sempre sensibile alle manifestazioni artistiche, in questa fase tarda del regno intraprese un rinnovamento figurativo dapprima in architettura, nella scultura e nella pittura, e in seguito anche nelle altre arti. Cardine di tale cambiamento divenne il cantiere di ampliamento della chiesa di San Giovanni a Carbonara voluto proprio da Ladislao.

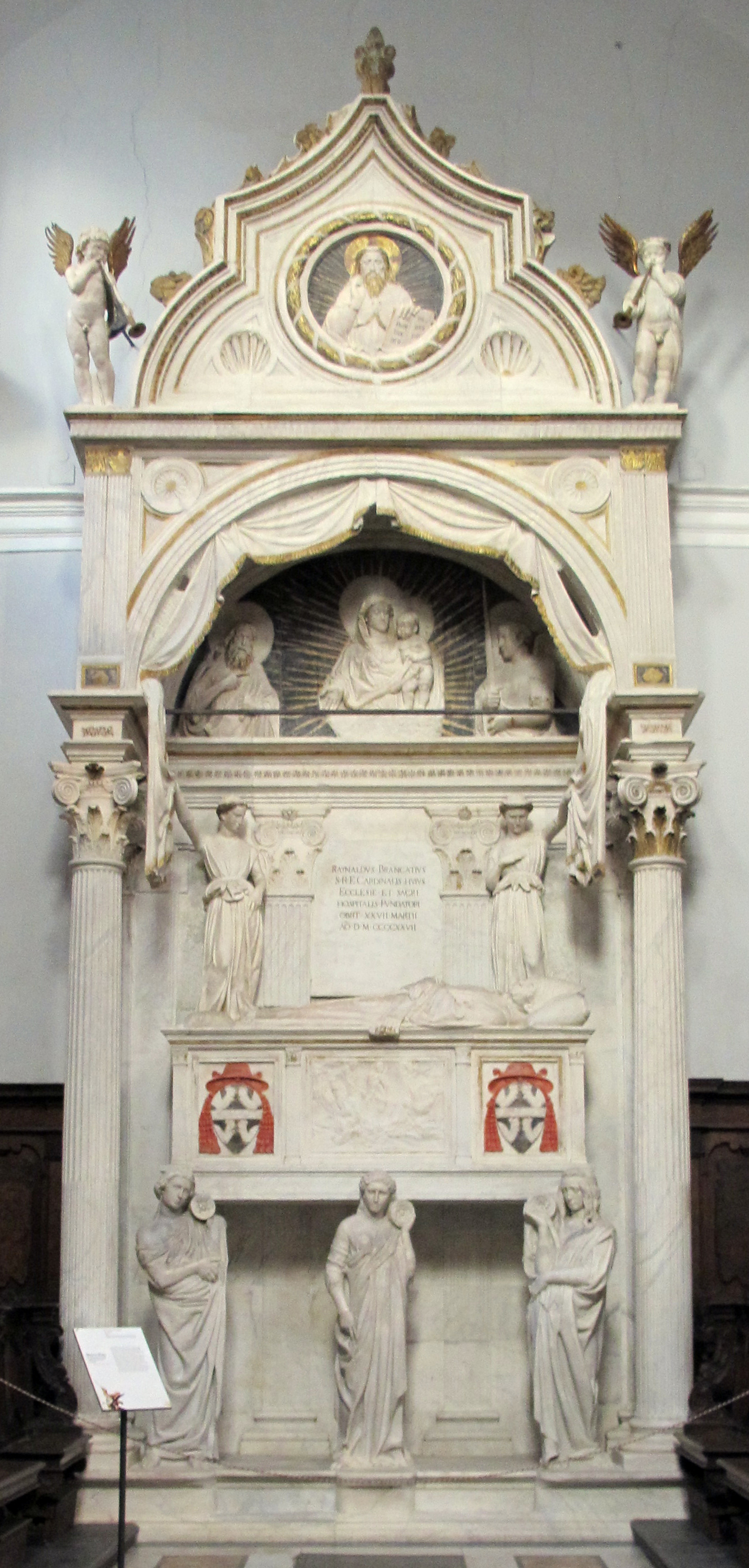
Donatello, Michelozzo e Pagno di Lapo, Sepolcro del cardinale Rainaldo Brancaccio, chiesa di Sant'Angelo a Nilo

I continui scambi economici tra la comunità fiorentina presente nella capitale e la stessa città fondata sulle rive dell'Arno divennero vettore delle novità che stavano accadendo nei cantieri di Firenze, iniziarono a diffondersi i nomi di Filippo Brunelleschi, Masaccio e Donatello, questi è l'unico della prima età dell'umanesimo fiorentino a realizzare un'opera scultorea a Napoli: il Sepolcro del cardinale Rainaldo Brancaccio tra il 1426 e il 1428 con l'aiuto di Michelozzo e Pagno di Lapo Portigiani. La particolarità del sepolcro, fu quella di essere stato scolpito a Firenze e inviato, via mare, a Napoli per poi essere assemblato. Innovativo fu anche l'aspetto iconografico della tomba gentilizia, rinnovando il tema del baldacchino, già visto nelle sculture funebri di Tino da Camaino in Santa Chiara e in Donnaregina Vecchia. Nell'opera di Donatello si percepisce un senso di teatralità dovuto alla sapiente gestione della prospettiva introducendo per la prima volta la tecnica dello stiacciato a Napoli. L'influenza di Donatello divenne di notevole portata nella capitale tanto da influenzare anche i piccoli scultori regnicoli come nel Sepolcro di Ludovico Aldomorisco di Antonio Baboccio da Piperno, che seppur realizzato qualche anno prima del monumento Brancaccio, già presenta passaggi compositivi donatelliani, probabilmente dovuti ai suoi continui spostamenti lungo la penisola italiana prima di fermarsi a Napoli. Nel cantiere di ampliamento di San Giovanni a Carbonara si assistette al superamento dell'arte tardogotica attraverso la costruzione della Cappella Caracciolo del Sole. L'impostazione architettonica dello spazio interno risente ancora dell'influenza delle grandi volte a ombrello costolonate. A un primo e timido superamento delle istanze medioevali sono i cicli pittorici realizzati da pittori non locali, ma ancora debitori verso i modi rappresentativi giotteschi e cavalliniani e misti alle influenze d'oltralpe, in special modo verso l'approccio fiammingo che in quegli anni andava diffondendosi massivamente presso le varie botteghe cittadine. Particolarmente innovativi sono i cicli di Leonardo da Besozzo, dove emerge una spinta sensibilità alla figurazione dello spazio in profondità, senza però raggiungere la scientificità brunelleschiana della rappresentazione, come nei dipinti di Masaccio. Gli altri autori sono Perinetto da Benevento e Antonio da Fabriano.
Discorso a parte merita il sepolcro di Sergianni Caracciolo, datato tra gli anni venti e gli anni trenta del Quattrocento. La composizione è inquadrata ancora in una visione del monumento sepolcrale medioevale, l'opera è ascrivibile a un autore di ambiente toscano non ancora maturo nel raggiungere l'espressività classicista. Gli storici attribuiscono la paternità ad Andrea Ciccione o ad Andrea Guardi, entrambi scultori fiorentini e collaboratori di Donatello, la cui influenza è ravvisabile nelle sculture a figura intera alla base. Attribuita sempre ad Andrea da Firenze è l'enorme macchina sepolcrale dedicata a Ladislao. L'opera commissionata da Giovanna, sorella del defunto, si erge per circa venti metri di altezza rendendo la scultura uno dei più complessi manufatti realizzati nei primi anni del Quattrocento. La composizione si eleva su quattro ordini, dove nel settore centrale del secondo, sotto a un arco di gusto moderno sono collocate le statue dei due regnanti e sostenute da quattro virtù cardinali. A cingere il monumento, terzo e quarto ordine, c'è il canonico baldacchino funebre già riproposto negli altri sepolcri angioini di Tino da Camaino. 
Significativo per l'arte napoletana del primo quattrocento fu il regno di Renato d'Angiò. In questo periodo molto breve e intenso, patrocinato dal re quale mecenate di diversi artisti di corte, si assistette al raggiungimento dell'apice della congiuntura Nord-Sud. A Napoli arrivarono numerosi artisti fiamminghi, il più rappresentativo fu Barthélemy d'Eyck, che a Napoli impiantò una scuola di pittura, dove si formò il maestro di Antonello da Messina, il Colantonio. 

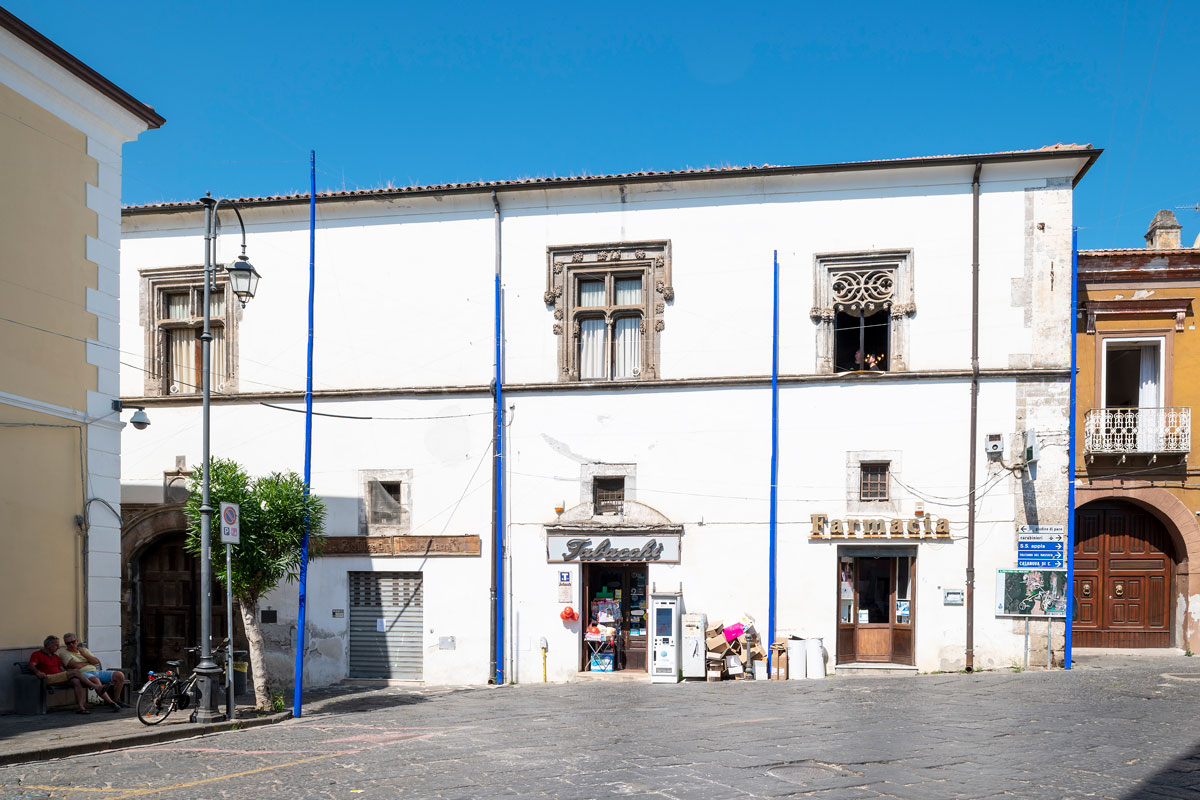
Scorcio della facciata di Palazzo Petrucci a Carinola

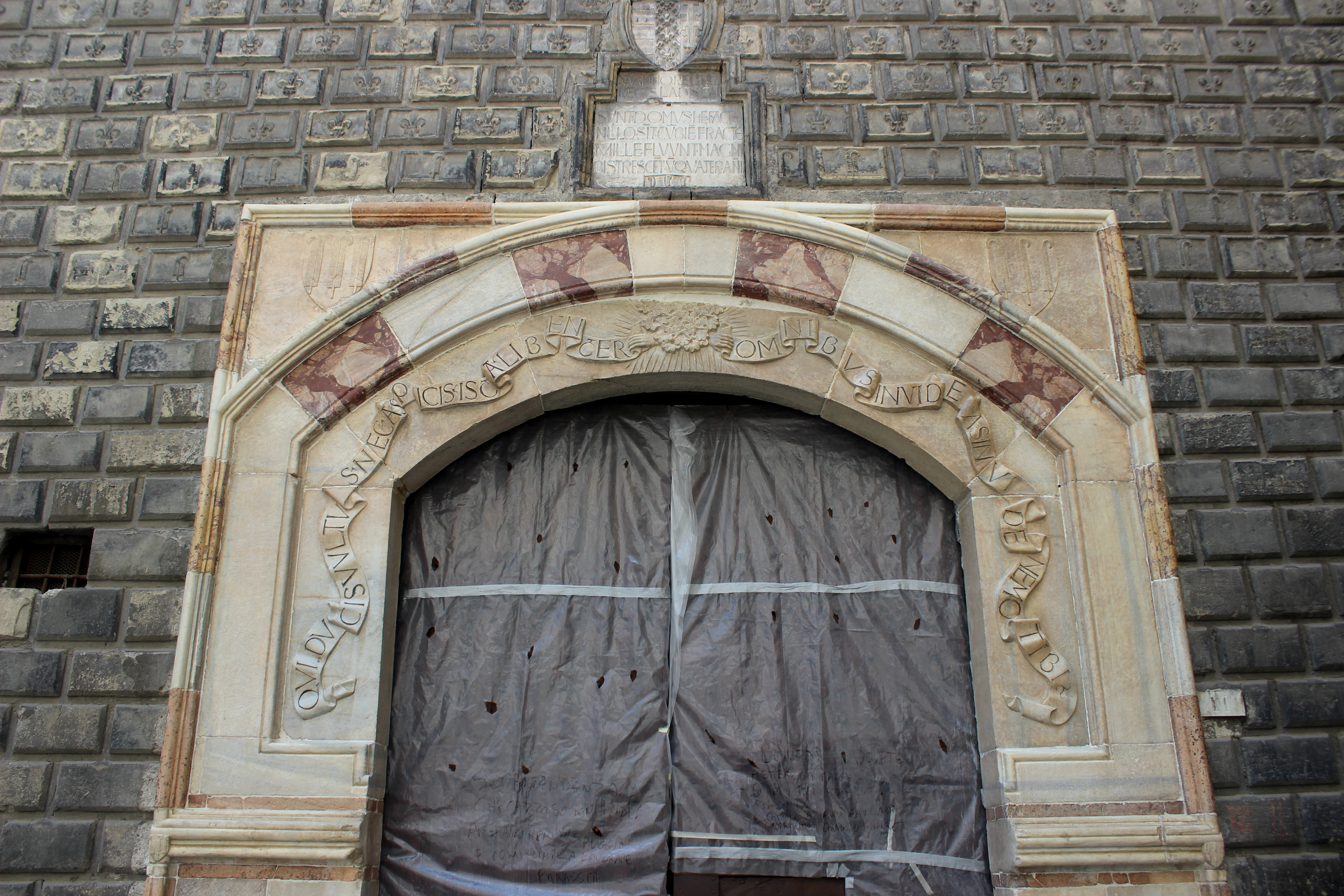
Dettaglio della facciata di Palazzo Penne, esempio paradigmatico dell'architettura della prima metà del secolo

In architettura si assistette al superamento delle forme gotiche italiane per approdare a un linguaggio sintetico nordeuropeo, italiano e rinascimentale. Il passaggio non fu caratterizzato dallo studio delle antichità romane come avvenne per Brunelleschi, ma all'implementazione delle stesse antichità in una matrice ancora di stampo francoprovenzale e che risulta ancora visibile nei piccoli centri dell'entroterra. Il simbolo del passaggio tra i due riferimenti culturali è proprio l'abbandono dell'arco ogivale a favore dell'arco romano a tutto sesto, ma quest'ultimo è ancora declinato all'interno di un decorativismo desunto dal gotico, come ad esempio le costine trilobate o addirittura impiegando profili trabeati, ma con ricche decorazioni vegetali eseguite al traforo o impiegando il motivo della finestra, entrambi i motivi sono presenti in palazzo Petrucci - Covelli a Carinola.
Nel 1438 il Regno venne assediato da Alfonso di Trastamara, mettendo alle strette Renato che chiese aiuto al Pontefice e alla signoria di Milano, gli Sforza. Questi ultimi vennero sbaragliati nel 1443 e nello stesso anno venne dichiarata l'unione tra il regno di Sicilia e di Napoli. I primi anni del regno aragonese furono molto difficili, la capitale perse parte dei privilegi, con conseguenze catastrofiche per gli intellettuali locali dopo la chiusura temporanea dello studiorum federiciano. L'idea di Alfonso fu quella di adattarsi allo stile e alla cultura delle signorie centrosettentrionali. Iniziò una politica di controllo dei feudatari locali iniziando quel processo che ebbe il suo maggior sviluppo nel secolo successivo, il progressivo inurbamento dei nobili presso la corte aragonese. Napoli divenne un grande cantiere di edilizia civile e religiosa, mentre nelle parti più interne del regno persistevano ancora modelli costruttivi e decorativi legati agli strascichi del gotico internazionale di matrice angioina. 
Alfonso fu un sovrano mecenate ed erudito come furono i suoi coetanei centrosettentrionali costituendo a corte una delle più importanti biblioteche della penisola. La chiusura dello studiorum servì come atto dimostrativo a far capire i regnicoli che la cultura ufficiale fosse quella propugnata a corte. L'umanesimo aragonese vide tra i protagonisti Lorenzo Valla e Giovanni Pontano tra gli autori più rappresentativi della prima età aragonese. A essi seguirono il Panormita e Bartolomeo Facio.

### Il superamento del tardogotico e l'inizio di uno stile meridionale del Rinascimento

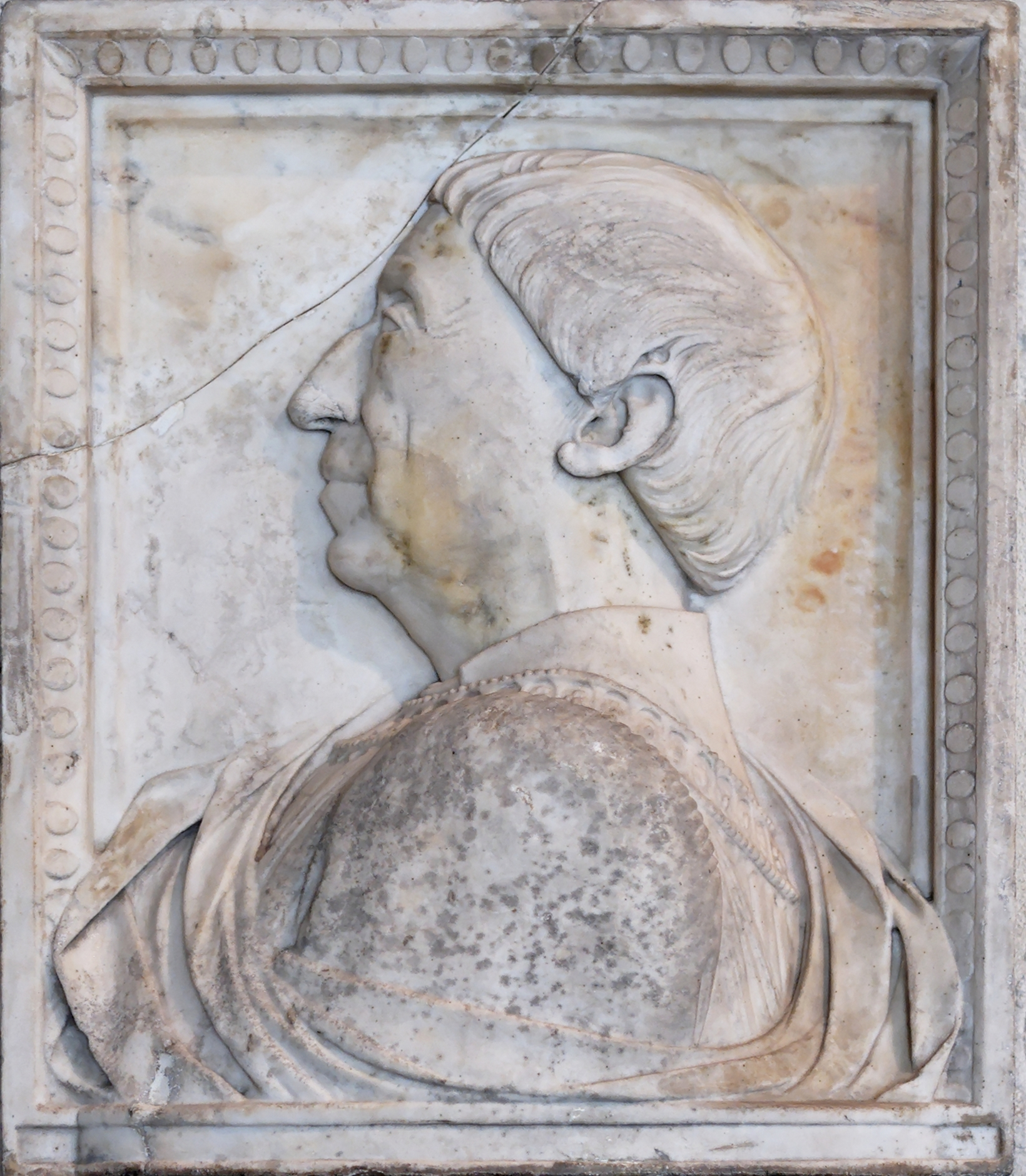
Mino da Fiesole, Ritratto di Alfonso V d'Aragona - Museo del Louvre

Con l'avvento degli Aragonesi al potere ci si apprestò a un generale rinnovamento dei costumi e dell'arte. Il recepimento delle forme toscane non è ancora maturo, ma i primi timidi tentativi già avviati sotto il regno degli ultimi angioini diedero la prova di un vivo fermento culturale in grado di recepire da ogni luogo linguaggi e artisti dotati di esperienze singolari all'interno del magma intellettuale della nuova corte.
Da buon regnante Alfonso sapeva far leva su due programmi per affermare il proprio potere presso un regno ancora legato alla precedente corona. Sviluppò un potente programma di sviluppo edilizio del tessuto cittadino, continuamente ripreso dai suoi successori, e un rinnovamento graduale dell'arte figurativa che in linea di massima sottostava a quello edilizio.

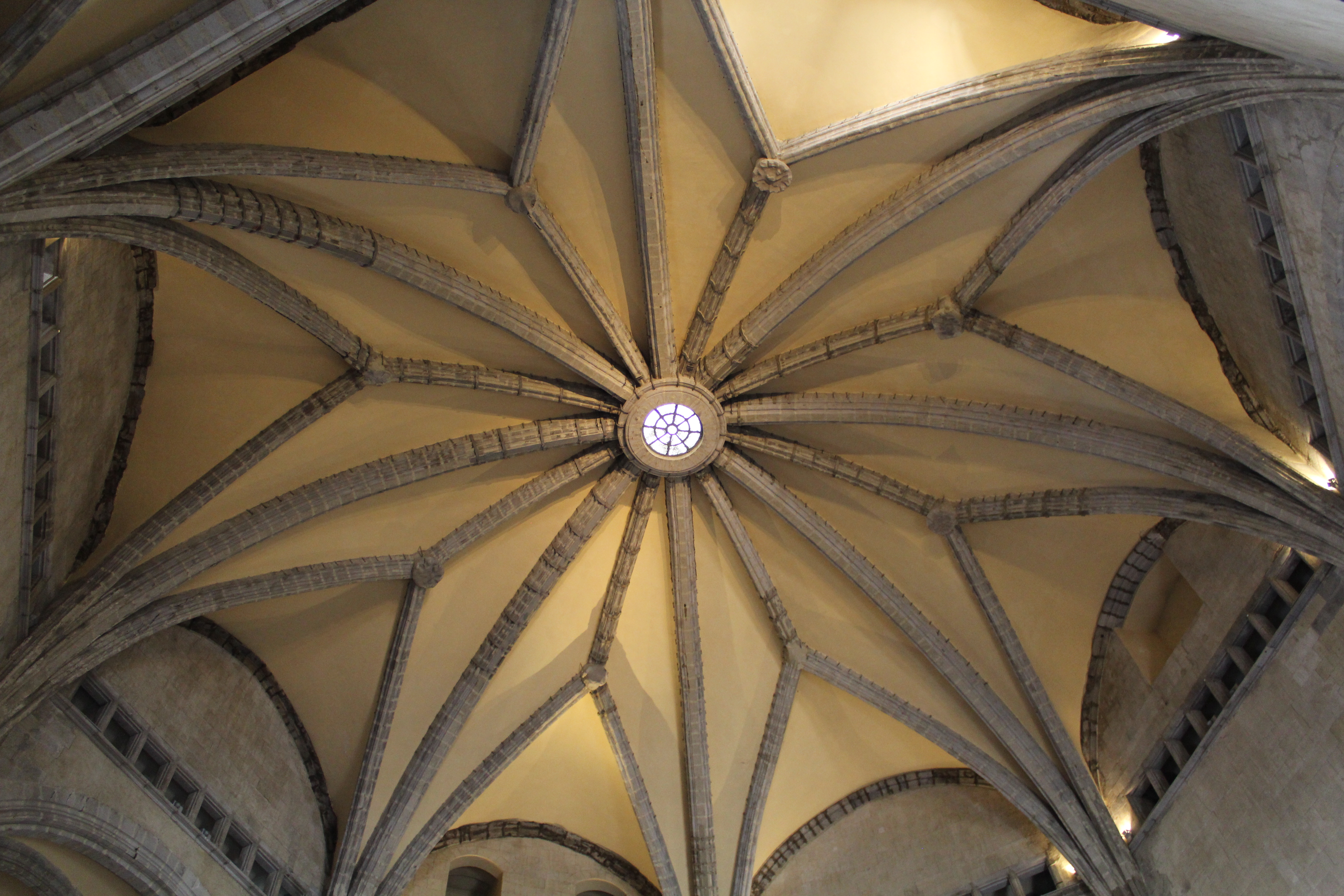
Castel Nuovo, volta della Sala dei Baroni

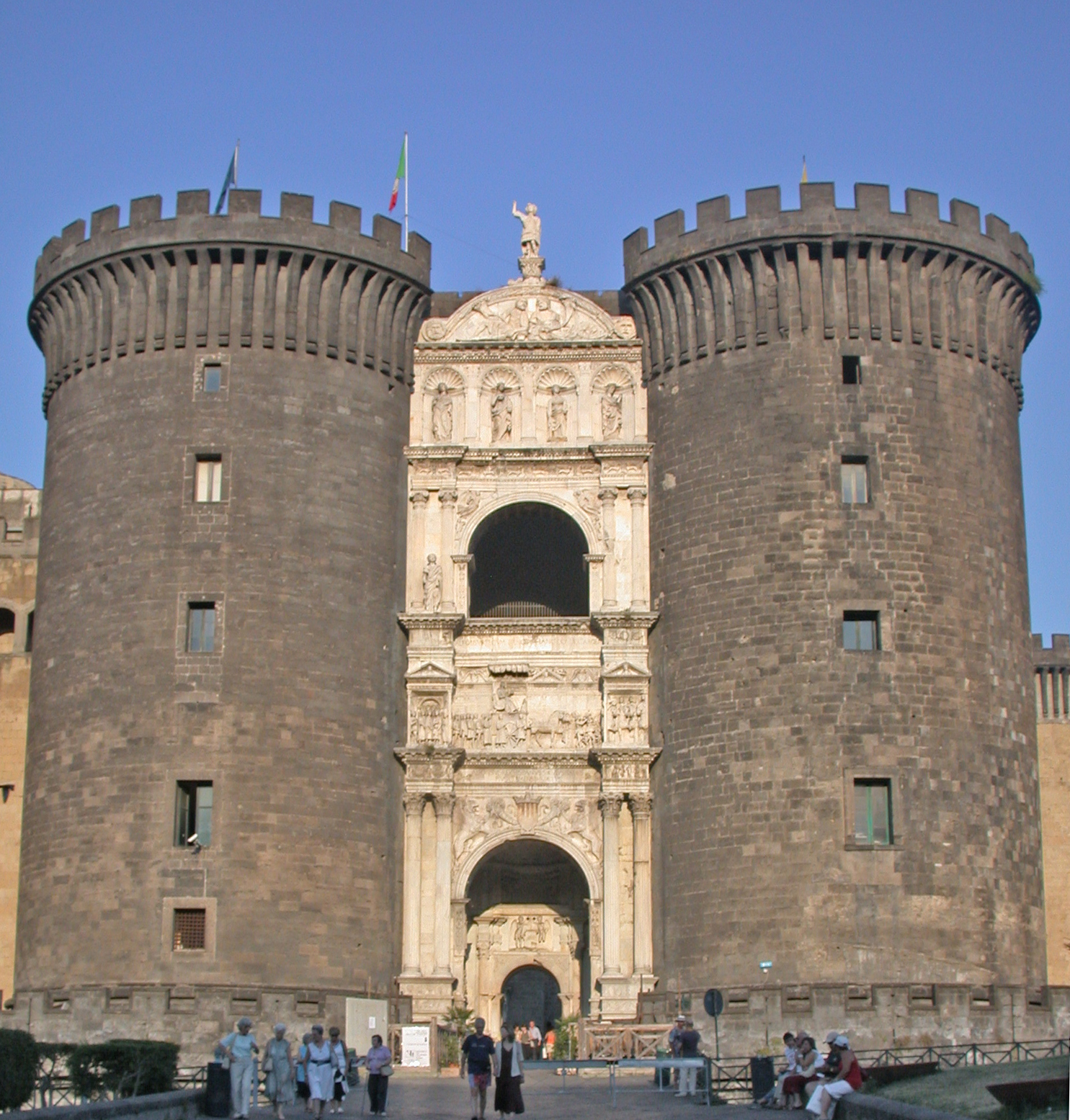
Castel Nuovo, l'arco trionfale di Alfonso d'Aragona, prima opera architettonica in stile rinascimentale a Napoli

Chiamò a corte architetti del calibro di Guillem Sagrera, incisori come Pisanello e pittori come Jean Fouquet e Jaime Baço. A Sagrera fu affidato il delicato compito di architetto di corte fino alla sua morte nel 1456, suo fu il progetto di adeguamento di Castel Nuovo da roccaforte reale puramente militare come nei canoni medioevali a residenza principesca più consona al mutamento dei tempi. Sagrera, natio delle isole Baleari, importò un nuovo stile compositivo degli spazi tipico della Catalogna iniziando così un processo di ibridazione stilistica tra i residui esperimenti fiammingo-provenzali e classici. Il suo capolavoro assoluto è proprio la Sala dei Baroni in Castel Nuovo con una volta a ombrello ottagonale caratterizzata ancora da un assetto formale tardomedioevale con costoloni estradossati finemente ornati e raccordati da una pietra di volta con oculo centrale, molto probabilmente a tributo del Pantheon. Nei lavori di adeguamento fu predisposta, in segno di ricordo celebrativo, la zona dove poi sorse quello che è stato considerato lo spartiacque del linguaggio architettonico e scultoreo del Quattrocento napoletano: l'arco di trionfo. La complessa opera commemorativa del nuovo reame fu inizialmente abbozzata da Pisanello, ma subito scartata per l'assenza di una visione innovativa dell'apparato decorativo. In tal occasione fu chiamato Francesco Laurana, allora attivo presso i domini della Serenissima. La complessa matrice formativa di Laurana implementava le più recenti ricerche nel disegno approntate da Piero della Francesca e dalla trattatistica classica riscoperta agli inizi del secolo e reinterpretata dall'intellettuale e artista Leon Battista Alberti. Secondo gli storici una delle fonti che hanno ispirato il progetto fu proprio quello della porta federiciana di Capua che a sua volta riprendeva il tema della sovranità imperiale del mondo antico. Ai lavori di edificazione parteciparono tanti artisti forestieri e di varia estrazione formativa, erano presenti scultori donatelliani come Antonio di Chellino e Isaia da Pisa; lombardi come Paolo Taccone, Pietro da Milano e Tommaso Malvito e addirittura scultori ticinesi come Domenico Gagini, i cui figli ebbero grande fortuna a Palermo.
Il cosiddetto clima dell'arco, in questa fase di rinnovamento, restò un caso isolato di completo aggiornamento figurativo e compositivo nel panorama artistico locale, seppur con tentennamenti compositivi e semiologici nella costituzione dell'ordine architettonico dell'opera come afferma Roberto Pane. Fino agli anni settanta del Quattrocento si diffusero in architettura e in scultura modelli ibridati tardomedioevali e catalani. I nobili, non ancora edotti del nuovo stile preferirono ammodernare le loro fabbriche cittadine secondo una tendenza marcatamente tradizionalista. Fautori della diffusione di modelli ibridati furono le varie botteghe locali debitrici del linguaggio di Antonio Bamboccio da Piperno. Nel frattempo personalità artistiche regnicole minori iniziarono viaggi sistematici verso Roma per dedicarsi allo studio e al rilievo della antichità della città eterna e al contempo aggiornandosi attraverso la trattatistica classica e albertiana. Al presunto artista rinascimentale Angelo Aniello Fiore furono attribuite, nel corso del Settecento e dell'Ottocento, opere di spicco come il portale di Palazzo Petrucci, il portale del Palazzo Diomede Carafa e tombe in San Domenico Maggiore e in San Lorenzo.
Il re Alfonso non mancò di imparentarsi con la nobiltà locale, la figlia Eleonora andò in sposa all'ammiraglio regio Marino Marzano. Il genero, ormai consapevole della sua potenza acquisita dopo le nozze, decise di dare forma alla propria residenza in Carinola chiamando molto probabilmente lo stesso Sagrera a definire il progetto o suo figlio Jaume. Il palazzo che oggi mostra solamente una porzione di quello che doveva essere in origine a causa delle condizioni precarie che ha versato nell'ultimo secolo prima del recupero odierno. La fabbrica è organizzata intorno a una corte che si eleva su due livelli in stile catalano puro e raggiungibile attraverso una suggestiva scala a loggia che piega ad angolo retto. L'edilizia minore andò intensificandosi dopo i danni del violento sisma del 1456 con rigorose ricostruzioni di isolati diroccati, questo offrì la possibilità a famiglie nobiliari di fare insula e agli ordini monastici di espandere i propri monasteri indisturbatamente.

### La maturazione degli stili e l'arrivo di maestri fiorentini nella scena napoletana

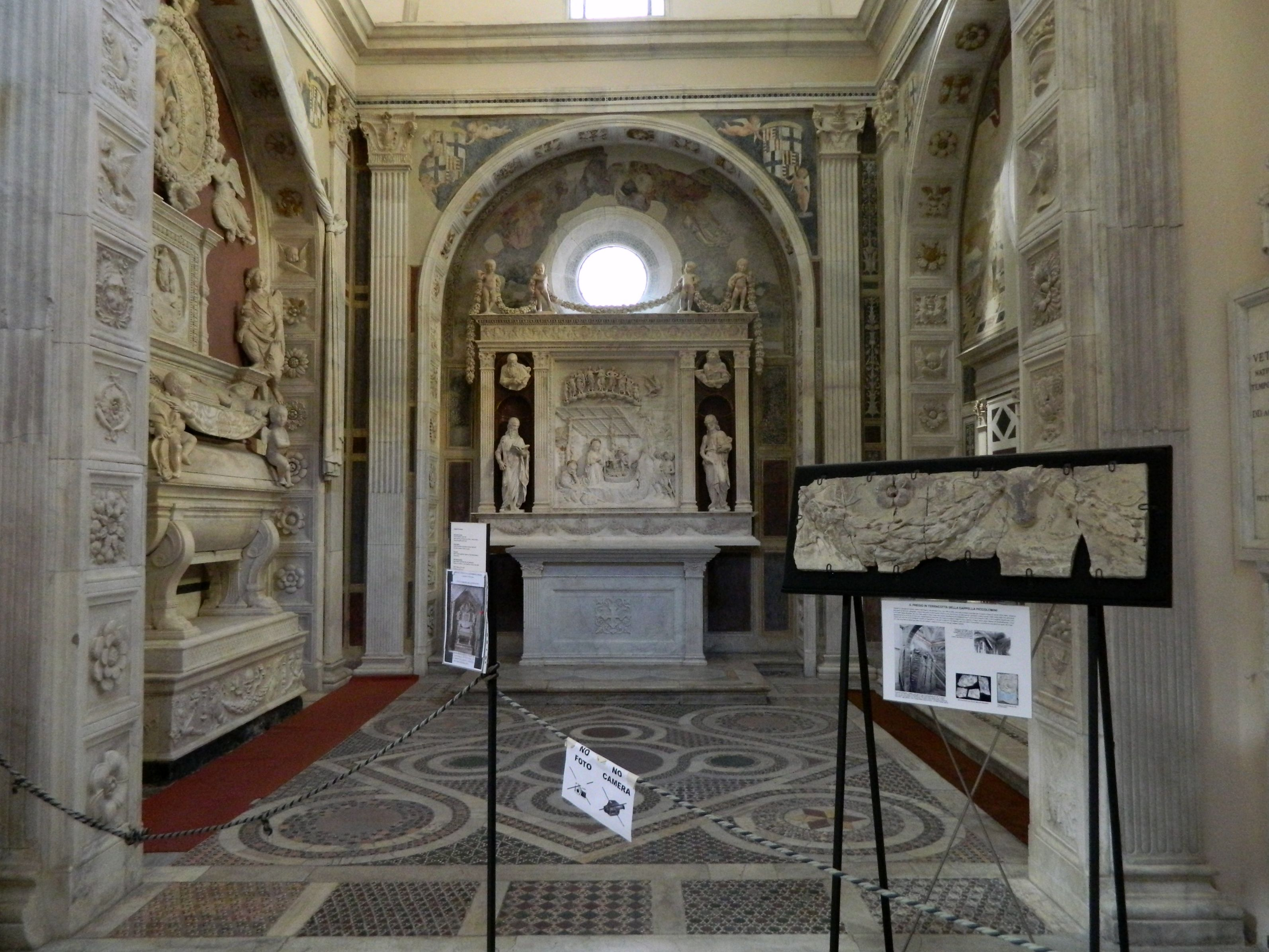
Antonio Rossellino, Giuliano e Benedetto da Maiano, Cappella Piccolomini

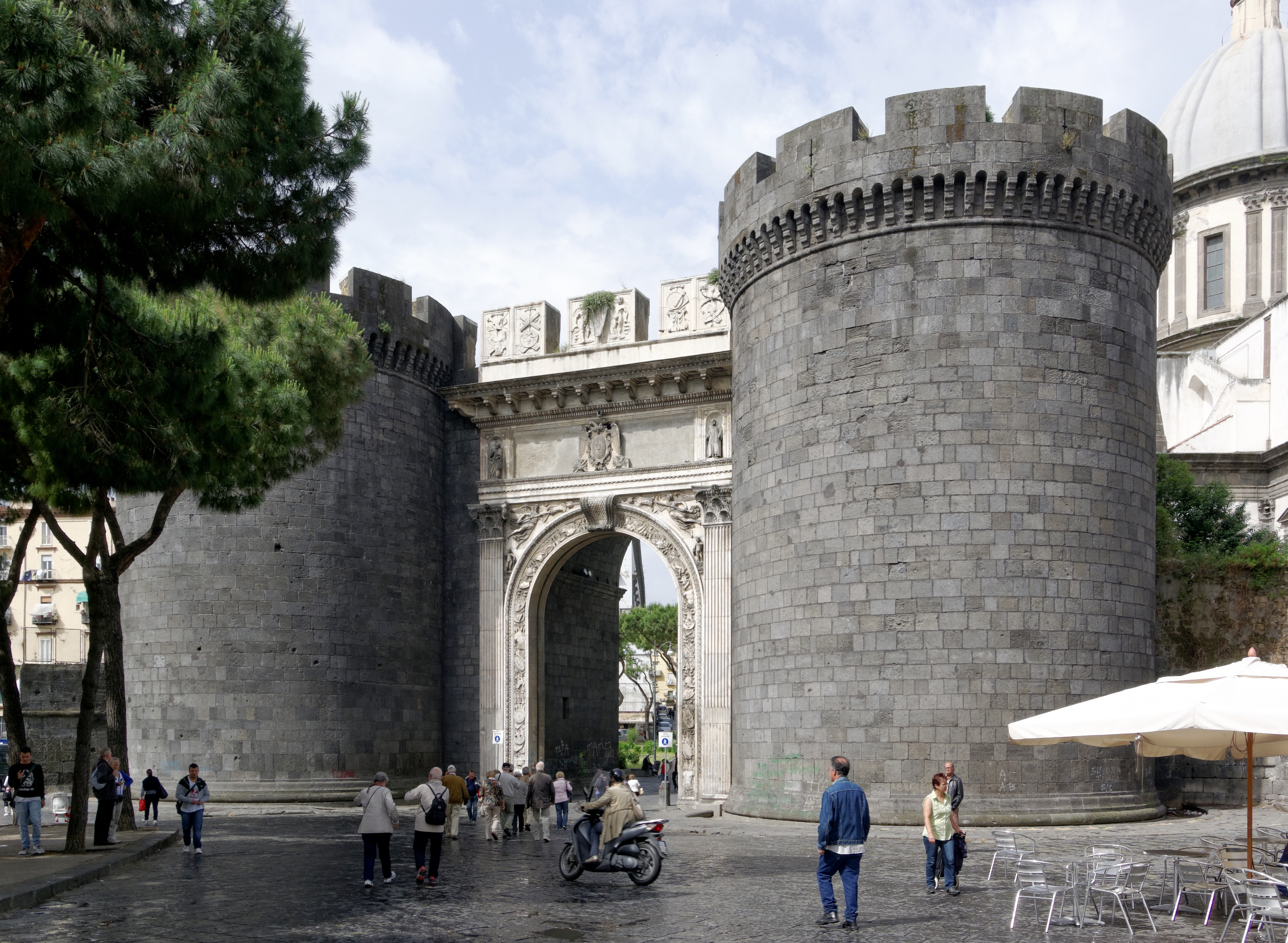
Giuliano da Maiano, Porta Capuana

Durante tutto il regno di Alfonso e per buona parte del successivo, guidato dal figlio Ferrante, la scena artistica venne dominata dalle ibridazioni catalane e rinascimentali interpretati con buona sintesi stilistica da parte delle maestranze locali, come ad esempio accadde in Palazzo Maiorani, nell'omonimo vico e nei resti di Palazzo D'Afflitto e del dirimpettaio Palazzo di Ludovico di Bux. Nel primo caso la scala viene introdotta da una coppia di archi a tutto sesto dal profilo esagonale, tipico del linguaggio catalano, mentre nei secondi edifici il linguaggio ibridato è testimoniato proprio dai resti di logge coperte e dagli androni ribassati. In questa fase transitoria più tarda sono documentabili i famosi portali a sesto ribassato inscritti in una cornice quadrangolare a mezzo toro che ripiega all'altezza d'imposta.

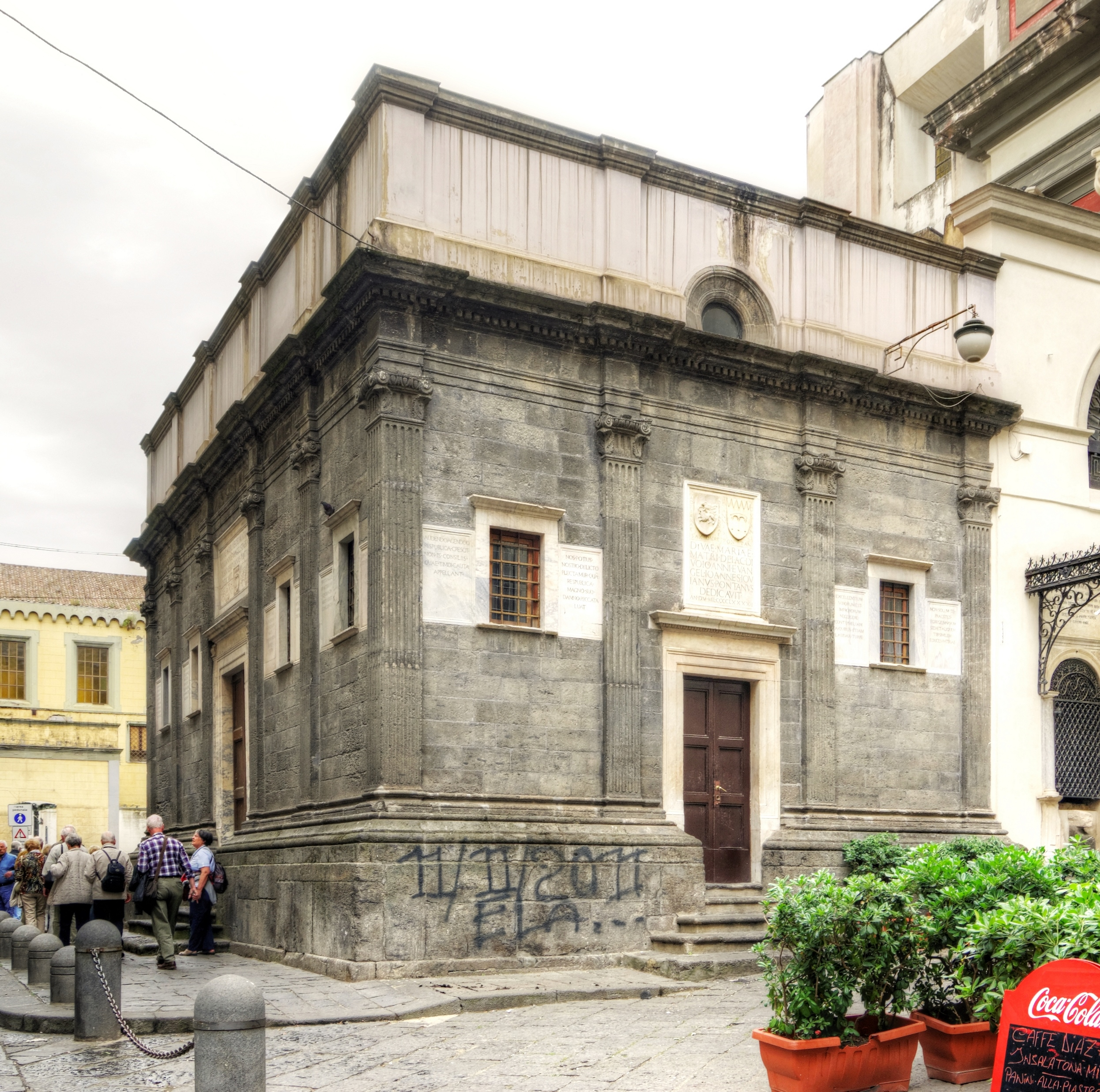
frà Giocondo o Francesco di Giorgio Martini, Cappella Pontano

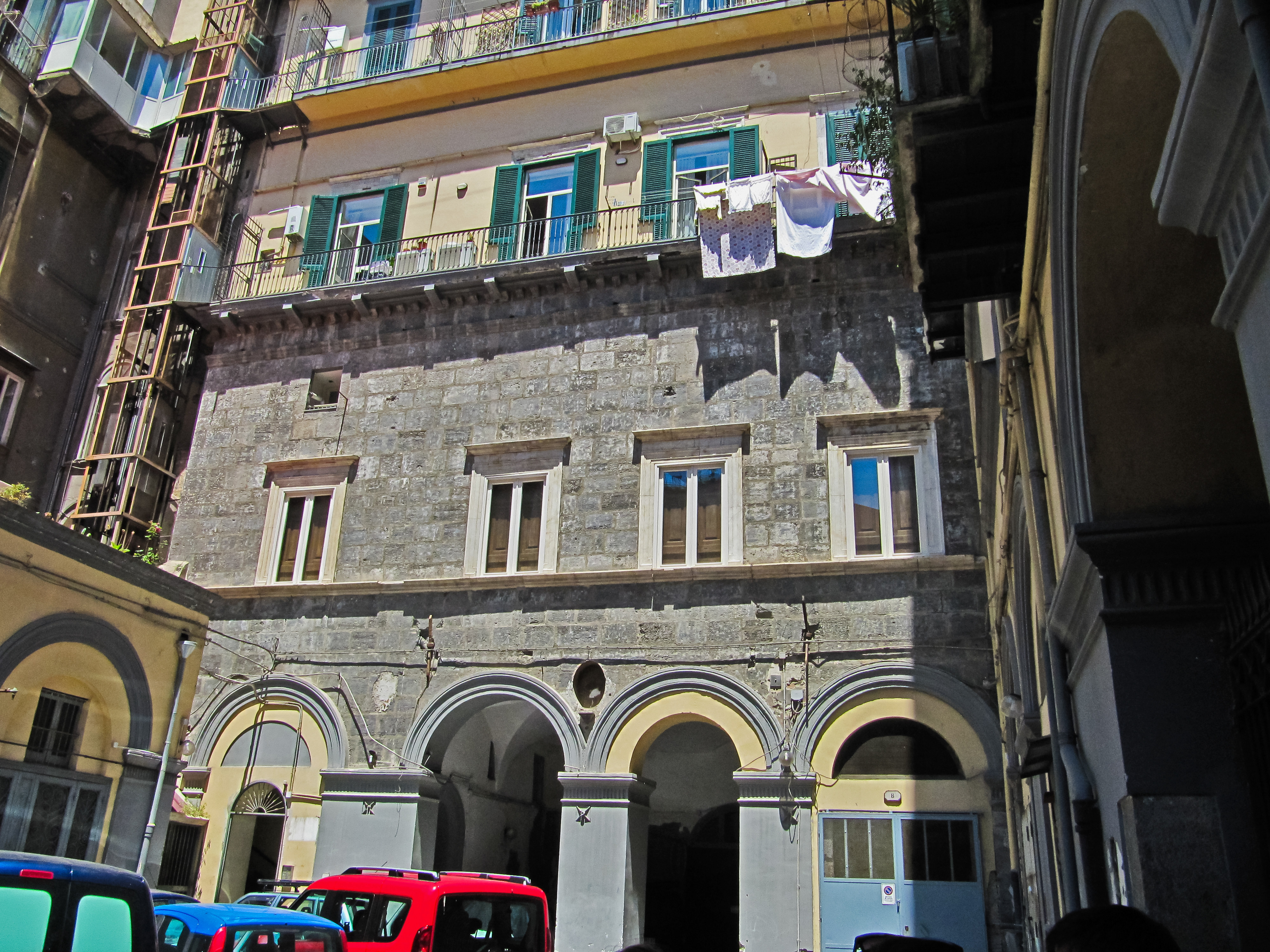
Giuliano da Maiano, resti de La Conigliera di Alfonso II

Durante il regno di Alfonso e Ferrante la scena politica della penisola subì intensi periodi di crisi. Dapprima con la ratifica della Pace di Lodi nel 1454, dopo le guerre tra Milano e Venezia sul predominio dei territori lombardi, e dopo le guerre antimedicee che culminarono nella cosiddetta Congiura dei Pazzi, il Regno si trovò a trattare la pace con Lorenzo il Magnifico. L'attività diplomatica di equilibrio propugnata dai Medici nei confronti dei vari stati peninsulari comportò la formazione di intensi rapporti culturali e lavorativi tra Firenze e le varie corti attive in Italia, tra queste anche la corte aragonese partenopea. A partire dalla metà degli anni Settanta del Quattrocento iniziarono ad arrivare in città diversi scultori e architetti toscani, e in misura minore anche pittori dotati di una sensibilità più moderna. L'opera cardine che segnò il passaggio dai modi ibridati tardoangioini e catalani divenne la chiesa di Monteoliveto. L'edificio, sorto per volere di Ladislao, fu ampiamente rivisto nell'ultimo quarto del secolo con l'arrivo di personalità come Antonio Rossellino e i fratelli Benedetto e Giuliano da Maiano.
Dei tre, colui che lasciò il segno nella capitale del regno fu Giuliano che venne ricompensato con la carica di architetto e ingegnere militare regio. A lui sono state attribuite le ville regie di Poggioreale, La Conigliera, La Ferrandina e villa Duchesca. In ambito militare fu autore di Porta Capuana e Porta Nolana, mentre in ambiente religioso progettò in Monteoliveto sia gli spazi sia le sculture di Cappella Piccolomini e di Cappella Tolosa. Essi rappresentano gli esempi organicamente più riusciti di rinascimento fiorentino al di fuori della città medicea. Le due cappelle hanno proporzioni compositive ben calibrate e risentono dell'ascendenza brunelleschiana dello spazio attraverso la semplificazione dell'invaso in moduli e sottomoduli facili da gestire. Giuliano da Maiano divenne quindi un riferimento per tutti i nuovi architetti che sorsero nella seconda metà del secolo. Non mancarono committenze private come quella di Angelo Como per l'ampliamento e l'ammodernamento di Palazzo Como. La paternità dell'opera è stata oggetto di disputa con Antonio Fiorentino della Cava, anch'egli toscano. A Fiorentino della Cava inoltre sono stati attribuiti i primi interventi presso la chiesa di Santa Caterina a Formiello.
Intanto gli intellettuali di corte, come Giovanni Pontano, fecero affidamento al lavoro di altri illustri architetti e scultori di ambiente toscano. Contemporaneamente fecero la loro apparizione in città personaggi del calibro di Francesco di Giorgio Martini, progettista anche delle opere difensive della cittadella bastionata di Castel Nuovo e fra Giocondo. Anche in questo caso è stata disputata la paternità di Cappella Pontano su questi due nomi. A fra Giocondo si deve il completamento della villa di Poggioreale dopo la morte di Giuliano da Maiano. La villa di Poggioreale ha rappresentato per secoli il principale cantiere rinascimentale napoletano.

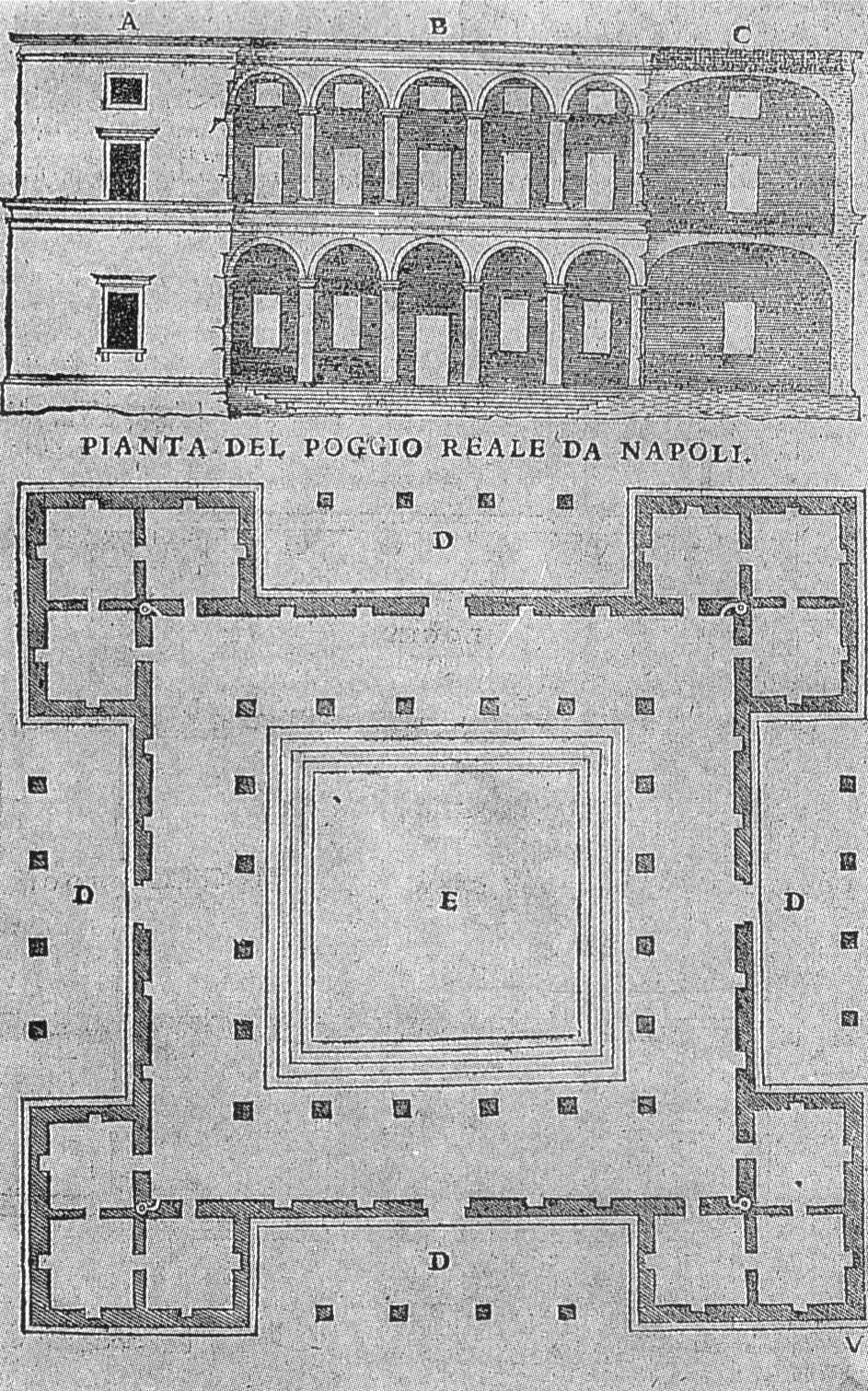
Pianta e spaccato della villa di Poggioreale

La residenza reale fu oggetto di visite anche di architetti illustri come Baldassarre Peruzzi che lasciò alcuni schizzi planimetrici dell'opera, oggi conservati nel gabinetto disegni degli Uffizi. A lasciare parole d'encomio sulla qualità del progetto ci pensò Sebastiano Serlio nei suoi quattro libri. Il Serlio fornì anche una rappresentazione, molto idealizzata, dell'impianto planimetrico della villa. Essa si configurava come un tipico edificio di delizie fiorentino, dotato di una corte interna che si trovava a una quota inferiore del piano di campagna ed era raggiungibile solo attraverso una gradonata continua. Roberto Pane nel suo testo sull'architettura rinascimentale napoletana ne documenta una porzione di fabbricato utilizzato molto probabilmente come foresteria della grande residenza e di cui, allo stato attuale, non sono pervenuti resti dopo i massicci bombardamenti e le successive manomissioni urbanistiche della zona. A completare l'intervento ci furono i celebratissimi giardini con ricchi giochi d'acqua e che si estendevano fino al mare attraverso un boschetto per la caccia, essi furono realizzati da fra Giocondo e con l'aiuto di Pacello da Mercogliano. Entrambi furono prelevati dal cantiere di Poggioreale durante l'invasione francese di Carlo VIII di Francia nel 1495, portarono presso la corte di Francia la nuova concezione del giardino che andava maturando in Italia, oltre ad altri artigiani e artisti che lavoravano a Napoli, tra cui lo scultore Guido Mazzoni, che contribuirono alla diffusione della cultura classicista italiana e allo sviluppo del Rinascimento francese.
Le delizie di Alfonso, duca di Calabria, divennero significativamente importanti anche per il linguaggio adottato dei paramenti. Nella Conigliera si fece ampio uso di piperno per le murature e inserti marmorei per le cornici delle finestre. Questo approccio bicromatico alla decorazione delle facciate divenne tipico delle nuove costruzioni fino ai primi decenni del Cinquecento poiché l'accostamento dei due materiali è dovuto al fatto che il piperno non si prestava a rendere le ornamentazioni con assoluta nettezza d'intaglio. Inoltre giovava a dare risalto alle membrature, anche quando le sporgenze sono timidamente pronunziate.
Fondamentale in questa fase fu anche la presenza, seppur breve, di Giuliano da Sangallo alla corte di Ferrante. Il re chiese a Lorenzo de Medici il favore di procurargli un valente architetto per la costruzione di un sontuoso edificio reale che potesse sostituire la costruzione medioevale di Castel Nuovo. La scelta cadde sul Sangallo che fornì nel 1488, al re, il progetto e il modello del palazzo. Il disegno autografo dell'architetto è tuttora esistente ed è conservato presso la Biblioteca Barberini. L'edificio, pur non essendo a pianta centrale, si presenta raccolto in un quadrato, al centro del quale, lo spazio è sfruttato in modo da contenere un vero e proprio anfiteatro, con gradinate, il cui disimpegno è dato da quattro rispettive scale. Tale soluzione potrebbe essere stata suggerita dal committente sulla base della corte coperta di Poggioreale. In linea generale l'immensa costruzione sangallesca avrebbe dovuto superare per mole ogni altra fabbrica civile del Quattrocento. Secondo Pane, in un passaggio del suo testo sul rinascimento napoletano, la pianta del Sangallo manifesta una complessità che fa pensare al Palladio. Somiglianze con il progetto partenopeo sono ravvisabili anche in un coevo progetto, mai realizzato, per la famiglia Scala della Gherardesca a Firenze. Anche qui Sangallo adotta un impianto palaziale molto aperto e con una corte del tutto analoga a quella di Ferrante.

### L'urbanistica aragonese

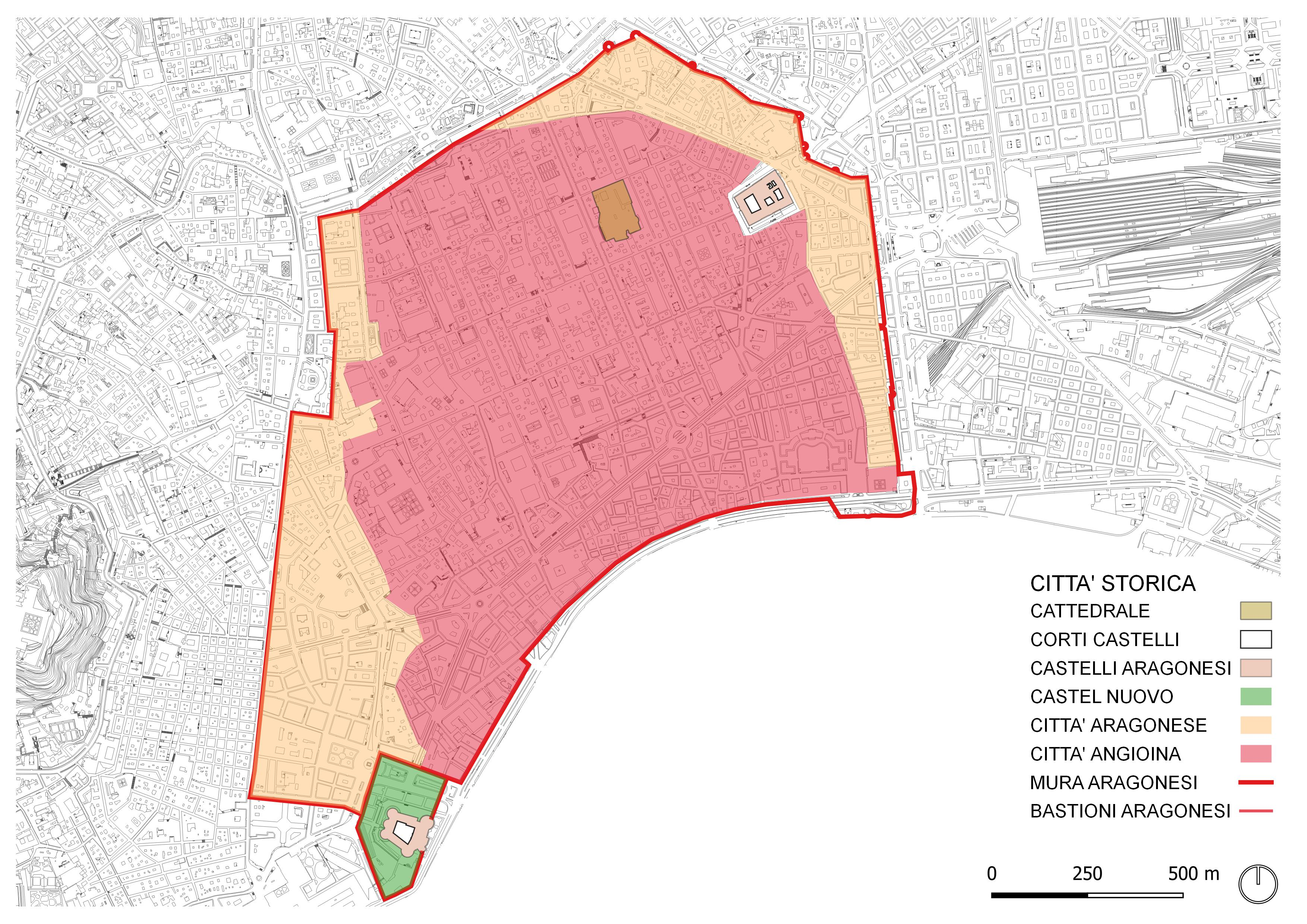
Estensione della città aragonese (in giallino)

La capitale del regno durante il passaggio tra una dinastia e l'altra non subì grandi cambiamenti urbani. La città angioina era strutturata su quella greco-romana e bizantino-ducale. Il ruolo di Napoli come grande piazza commerciale andò consolidandosi nel corso del Trecento e la città contava circa sessantamila abitanti. Con l'affermarsi della dinastia aragonese, in particolare nella figura del monarca Ferrante I che promise privilegi a mercanti locali e stranieri come spagnoli, genovesi, fiorentini e milanesi. Il risultato del rinnovamento generale condusse il raddoppio della popolazione alla fine del Quattrocento raggiungendo le centomila unità. L'incremento della popolazione comportò la riorganizzazione urbana della capitale che ampliò la sua superficie edificatoria di circa duecento ettari (due chilometri quadrati) con un riassetto complessivo della cinta muraria che inglobò all'interno del circuito difensivo tutti i suoli a nord-ovest intorno Castel Nuovo e tutta la zona a est verso le campagne di Poggioreale. Segno degli ampliamenti difensivi sono le tracce delle torri di difesa nella fascia tra via Rossaroll e il forte del Carmine.
Il progetto di rinnovo dei sistemi difensivi urbani fu affidato a Giuliano da Maiano che ideò la nuova Porta Capuana e lo spostamento più avanti della porta di Forcella che divenne Porta Nolana. L'espansione verso est fu giustificata anche dalla bonifica delle paludi di Sant'Anna e di Poggioreale, i terreni vennero quindi trasformati in quello che fu definito l'orto della città. A favorirne fu anche la creazione di due residenze reali, la Duchesca, alle spalle di Castel Capuano e interna al perimetro difensivo, e la Villa di Poggioreale appena fuori Porta Capuana. La riorganizzazione della cittadella militare di Castel Nuovo fu curata dal più importante architetto e ingegnere militare Francesco di Giorgio Martini. Probabilmente a lui è ascrivibile l'ampliamento della difesa cittadina verso nordovest.

### La pittura napoletana del Quattrocento

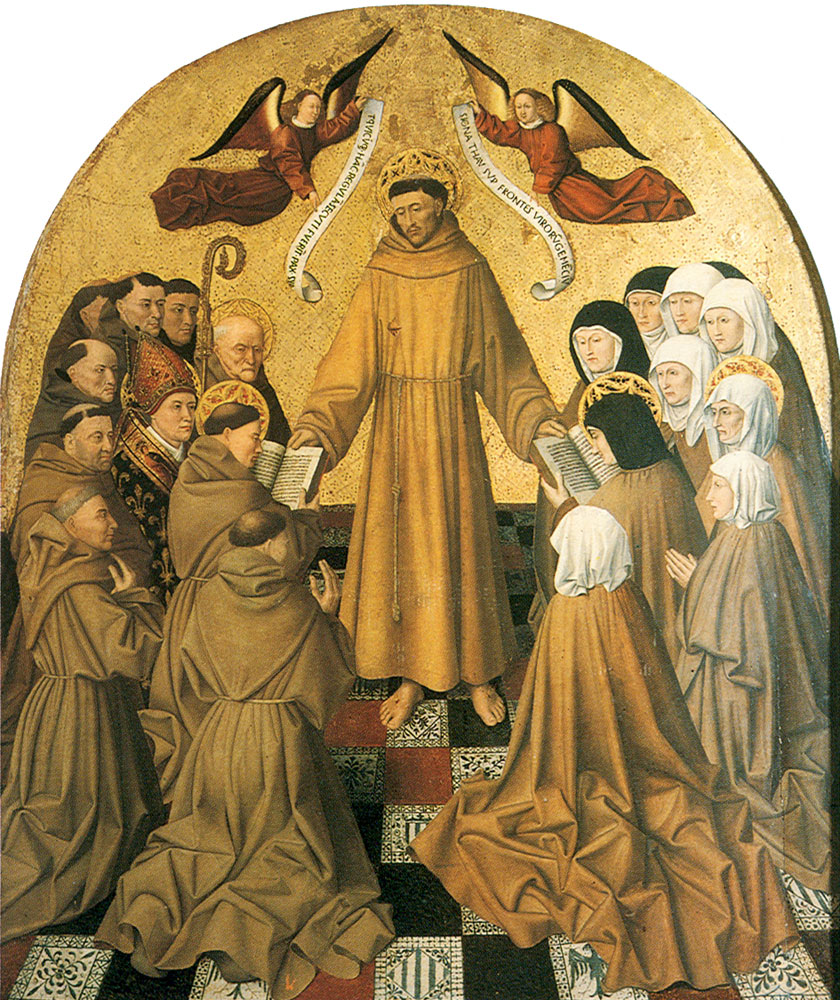
Consegna della regola francescana, Museo di Capodimonte, Napoli

A influenzare la pittura napoletana e meridionale in genere ha contribuito non poco la posizione culturale della Borgogna nel XV secolo, divenendo anello di congiunzione tra l'Europa settentrionale e il mondo mediterraneo e in secondo luogo il carattere del naturalismo fiammingo, che si mostrava recettivo nei confronti della multiforme apparenza della realtà, non disdegnando la raffigurazione del fasto e della ricchezza, e che dunque poteva essere più facilmente accettato nelle corti europee
A contribuire alla diffusione ci pensarono le rotte commerciali e strategie politico-militari stabilite nell'ultimo periodo angioino e successivamente da Alfonso di Aragona. Infatti la dominazione francese contribuì a far affluire nella capitale mode e stili provenienti dalla Francia, in particolare dalla regione della Provenza. Renato d'Angiò, ritenuto come grande mecenate dei suoi tempi, si fece promotore delle innovazioni artistiche fiamminghe e borgognone. Negli anni del suo regno avvenne la formazione di Colantonio, che divenne il riferimento della pittura meridionale nella seconda metà del Quattrocento. In Colantonio le esperienze fiamminghe vengono recepite pienamente, tanto che Pietro Summonte, nella sua nota lettera cita tali influenze legate anche a viaggi formativi.
Nel trapasso dagli angioini agli aragonesi viene confermato un orientamento diffuso nelle corti del continente, che riconoscevano una certa continuità di stile e di gusto tra il gotico internazionale e la pittura fiamminga, trascurando gli esiti della pittura italiana. Non a caso nel regno circolavano opere di maestri fiamminghi del calibro di Jan van Eyck e Rogier van der Weyden, riferimenti significativi, insieme a figure catalane e valenziane, nella formazione e maturazione culturale di Colantonio, ben visibile nel ‘'San Francesco consegna la regola'' e nella sua interpretazione del tema del San Gerolamo nello studio, entrambe facenti parte del polittico per San Lorenzo Maggiore e oggi conservati alla Pinacoteca di Capodimonte.
Il più rappresentativo pittore del quattrocento meridionale fu Antonello da Messina, formatosi nella bottega del Colantonio egli ne assorbì gli influssi fiamminghi ben visibili nei suoi ritratti e nelle sue prime opere a cavallo della metà del secolo e, a differenza del suo maestro, fece un passo avanti recependo la cultura centroitaliana e fiorentina del Verrocchio, Masaccio e le teorie sulla prospettiva di Piero della Francesca. Emblematico è il San Girolamo del 1475, dove sono accostati il linguaggio essenziale e naturalistico tipicamente fiammingo alle complessità raffigurative della prospettiva e della rappresentazione spaziale in generale tipicamente italiane. Dalla bottega di Colantonio, oltre ad Antonello da Messina, fiorirono altri pittori meno conosciuti di quella temperie culturale come Angiolillo Arcuccio e Buono de' Buoni.
Nel frattempo, i continui scambi culturali tra la corona aragonese e Lorenzo il Magnifico, anche a Napoli approdarono pittori del tutto estranei ai fermenti culturali locali. Il loro ingresso segnò il punto di rottura con la pregressa tradizione pittorica e sancì il cambio di rotta verso una lettura più classicista dei temi che andò consolidandosi nel secolo successivo. Si affiancarono ai napoletani anche i due fratelli Pietro e Ippolito del Donzello come pittori delle opere civili commissionate dalla famiglia reale e a loro seguirono diversi allievi e collaboratori.

### La formazione e la presenza di scultori e architetti locali educati al gusto umanista
L'avvento di maestri fiorentini e lombardi che funsero da apripista alle nuove tendenze del gusto si diffuse a macchia d'olio, soprattutto tra le corti principesche del regno che sentivano la necessità di ingraziarsi la nuova dinastia regnante. Dopo i primi tentativi di ammodernamento con i portali di Palazzo Petrucci e Palazzo Diomede Carafa per opera dei primi scultori locali, a partire dagli ultimi anni del settimo decennio del secolo comparvero scultori e architetti regnicoli pienamente formati a tali tendenze che comunque non trascurarono le precedenti esperienze linguistiche dell'arte catalana.
Rilevante in questa fase fu la data del 1484 dove iniziò a essere documentata la presenza in città del comasco Tommaso Malvito e l'arrivo in città di Giuliano da Maiano. La figura di Malvito, che precedentemente non è stata trattata, si potrebbe ascrivere a quella degli architetti regnicoli, non tanto per gli aspetti della sua formazione estera e la stretta collaborazione con Francesco Laurana per quanto riguarda il cantiere della cattedrale di Marsiglia e in Castel Nuovo, ma per il fatto di impiantare a Napoli una delle botteghe più prolifiche per la formazione di nuove personalità locali educate alla cultura fiorentina e milanese (o bramantesca) che coinvolse anche il figlio Giovan Tommaso Malvito e che contribuiranno alla maturazione dello stile nei primi sei lustri del successivo secolo. Nella formazione di personalità locali nel mondo dell'architettura e della scultura non possono esimersi gli strascichi delle esperienze maturate in ambito francoprovenzale e catalano. Importante fu quindi la presenza di una ricca e densa comunità locale di tagliapietre, capomastri e mastri fabbricatori provenienti dalla città di Cava de' Tirreni e dalla valle dell'Irno. Oltre al già noto Onofrio de Giordano, che da capomastro iniziò lentamente, agli inizi del Quattrocento, a imporsi come esperto ingegnere e architetto presso la città di Ragusa in Croazia grazie agli intensi scambi culturali tra Regno di Napoli e le città adriatiche, e a un suo successore Francesco de Giordano che continuò l'attività con onore, sono da citare anche figure del calibro di Novello de Paparo e Novello da San Lucano. 

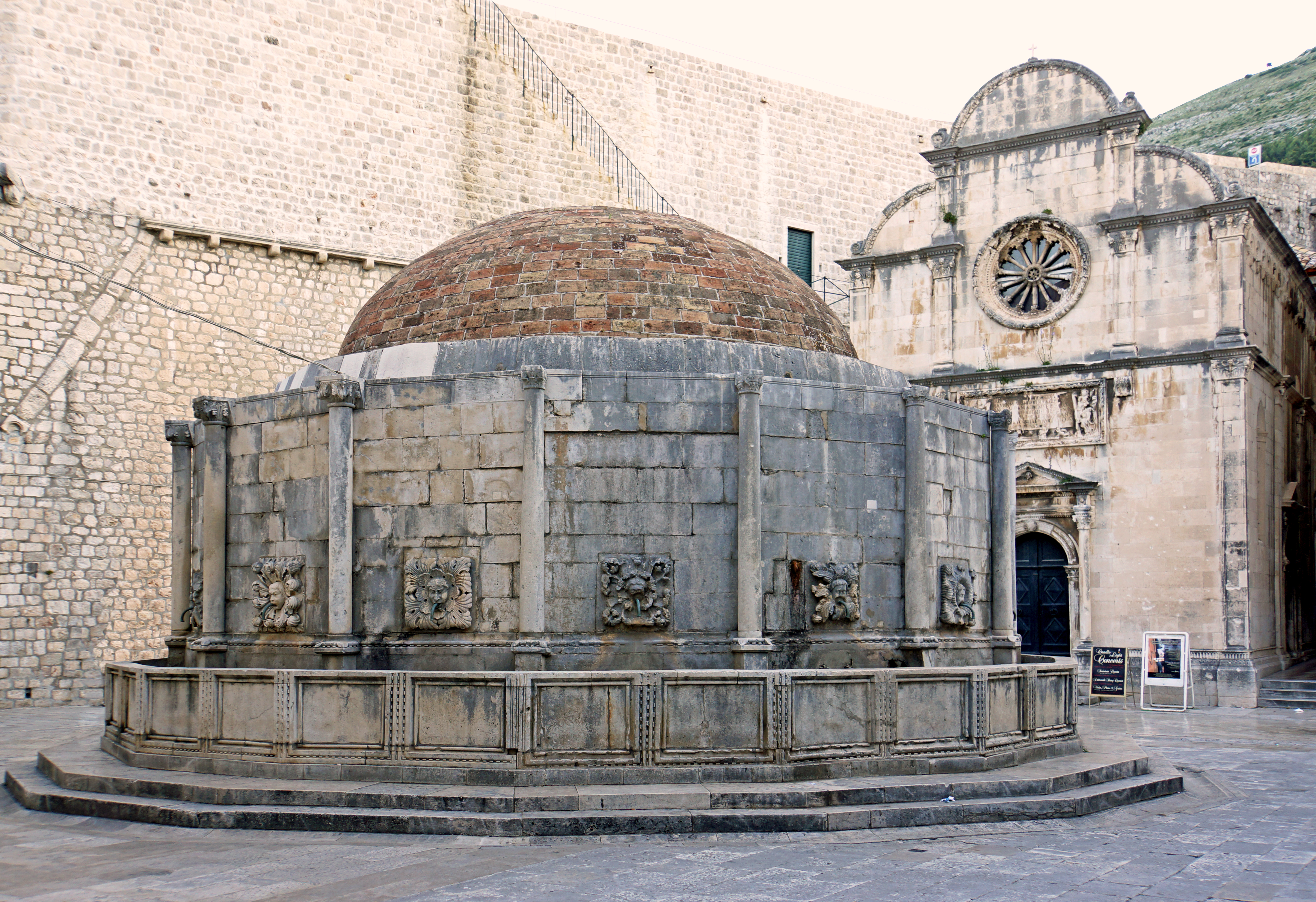
Onofrio de Giordano, Fontana di Onofrio (Dubrovnik, Croazia)

Del primo si conosce molto poco a causa della perdita di documenti originali d'archivio risalenti alla fase aragonese. Della sua attività si è potuti risalire attraverso trascrizioni parziali di tali documenti. Di egli si conosce che era natio della piana del Sele, precisamente Eboli, e che iniziò la propria attività come capomastro per poi specializzarsi ed evolversi come architetto, e a quale la documentazione divenne più copiosa. Già dal 1472 apparve come architetto di fiducia della casata dei Pignatelli in una vertenza contro lo scultore lombardo Pietro de Martino relativo alla realizzazione di un sepolcro in San Domenico Maggiore. Nel biennio 1475-1476 lo si vide impegnato nella fornitura di materiale da costruzione dell'ospedale dell'Annunziata e nella fabbrica di Castel Capuano. Nel 1479 sposò, come risultò da documenti trascritti dal Filangieri di Satriano, Agata di San Barbato, sorella di un notabile napoletano. Il matrimonio contratto portò quindi a una progressiva ascesa sociale e professionale del Nostro inquadrabile in quei diritti rinascimentali che emanciparono le attività liberali da quelle manuali attraverso una formazione rigorosa e la scalata nella società come liberi professionisti. Nel 1488 riapparve come procuratore di Scipione Pandone per l'acquisto di una casa che divenne, poi, Palazzo Conca. Dalla fine degli anni Ottanta del Quattrocento lo si vide nuovamente attivo presso la corte aragonese, a dimostrazione delle sue notevoli condizioni economiche e sociali, per la realizzazione di opere in Castel Capuano e presso la Conigliera al Cavone.

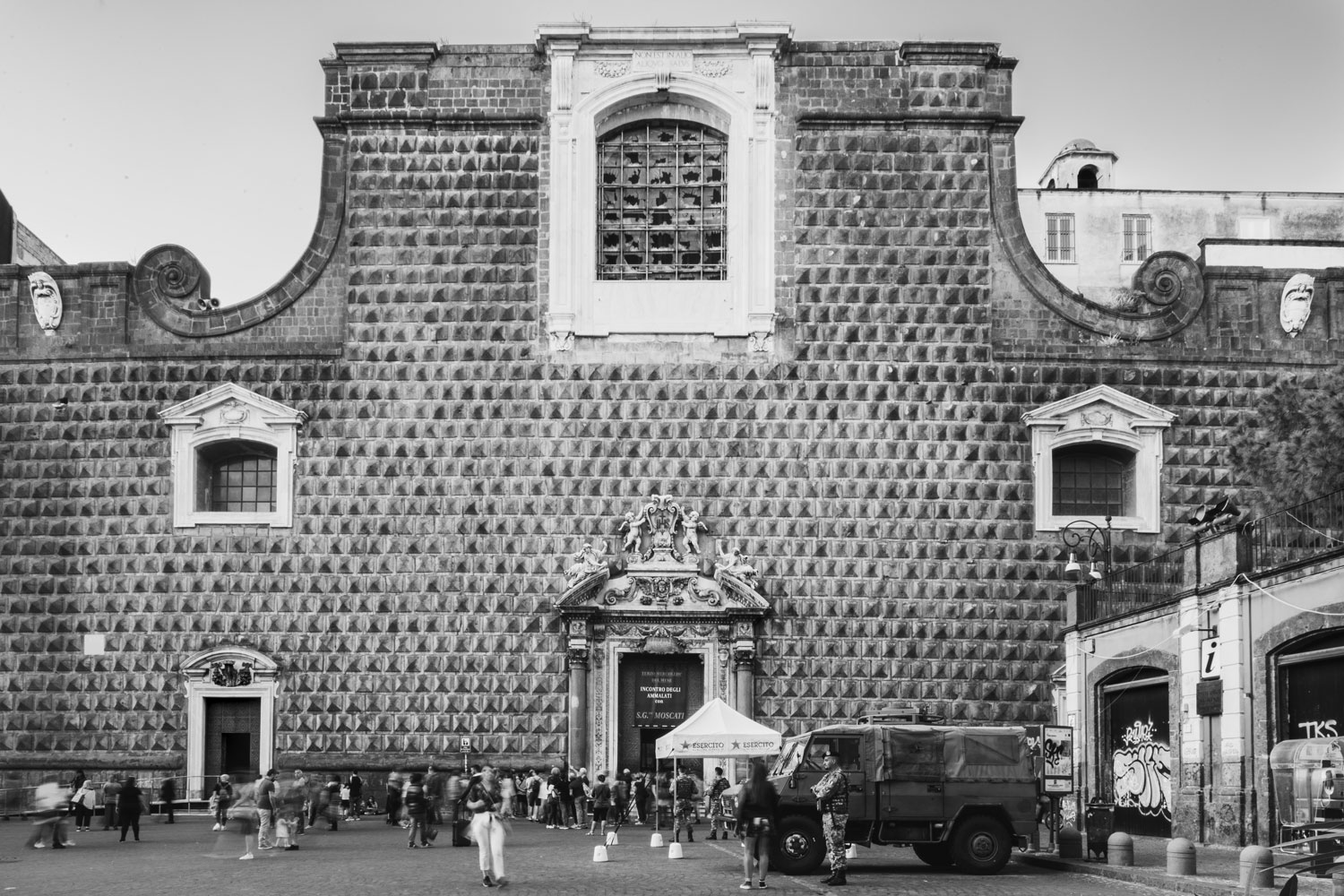
Novello da San Lucano, Palazzo Sanseverino oggi chiesa del Gesù Nuovo

Del secondo architetto si conoscono notizie sporadiche, sempre legate alla distruzione degli archivi aragonesi, ma risultò alla critica specializzata più noto per aver lasciato la sua traccia incastonata nella facciata di Palazzo San Severino, opera più nota del San Lucano. Ordinato frate, contribuì non poco allo svecchiamento artistico del regno attraverso una profonda conoscenza di ciò che avveniva nel regno con profondi e intensi scambi culturali nel mediterraneo. La facciata di Palazzo San Severino divenne la dimostrazione di queste contaminazioni avvenute con contatti in area adriatica e mitigato nelle precedenti esperienze catalane come ad esempio la fascia toroidale del basamento e con le coeve esperienze milanesi in ambito sforzesco che entrarono in contatto con Filarete. L'introduzione nell'architettura campana del bugnato a punta di diamante fu un'innovazione figurativa che ebbe come precedente le torri circolari del Castello Sforzesco e progressivamente diffusosi a partire dagli anni Sessanta del Quattrocento con la residenza partenopea dei Sanseverino e poi nei successivi Palazzo Bevilacqua di Bologna (1472-82) e in Palazzo dei Diamanti del 1493 anche a seguito di delicate alleanze politiche tra il regno e le signorie centro-settentrionali. Un secondo edificio venne realizzato nella zona della Selleria con analoghe caratteristiche, ma di cui oggi non resta alcuna traccia dopo le demolizioni del Risanamento.

### La fase transitoria al nuovo secolo e la comparsa di Giovan Francesco Mormando

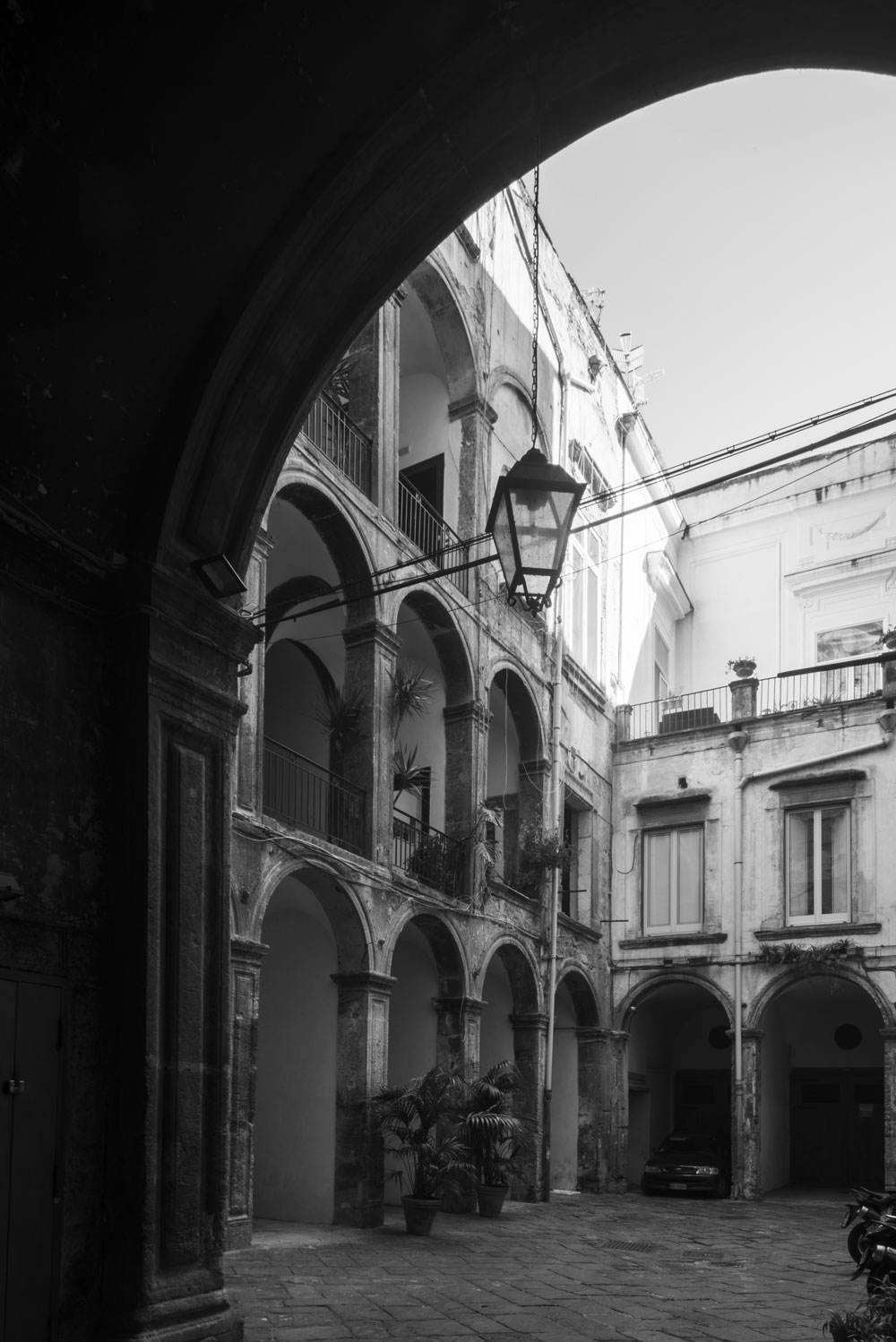
Esempio di corte tardoquattrocentesca del centro antico in Palazzo d'Afflitto

Sul finire del Quattrocento il fermento culturale partenopeo e del regno in generale raggiunse la sua acme, grazie anche agli esiti della Congiura dei baroni che vide il rafforzamento della stessa dinastia regale sul territorio. Oltre alle figure sopracitate di San Lucano e il de Paparo si affiancarono altri giovani protagonisti che proseguirono sulla strada tracciata dalle prime delegazioni di artisti e architetti toscani e lombardi chiamati a corte. Oggi molti di essi sono ancora immersi nel più profondo anonimato storiografico dovuto anche alle massicce distruzioni belliche del ricchissimo fondo aragonese conservato presso l'Archivio di Stato. Le tracce di questi nomi, seppur con invenzioni di carattere agiografico, vennero riportate dal De Dominici nel suo testo. 

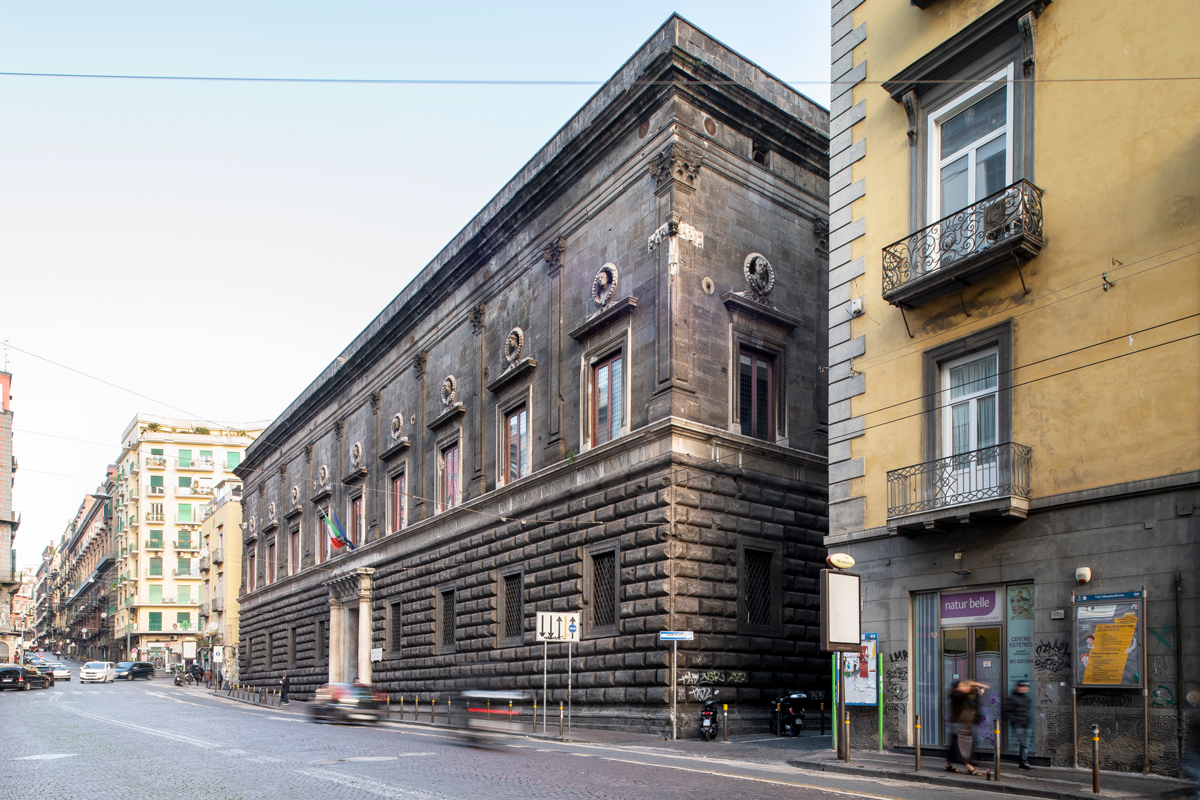
Gabriele d'Angelo, Palazzo Orsini di Gravina

Iniziarono a emergere due nomi, in particolare Gabriele d'Agnolo e Giovanni Francesco Mormando. Sul d'Agnolo le notizie sono particolarmente scarne, la prima volta che venne citato nella storiografia artistica fu nel Cinquecento da Benedetto di Falco che scrisse “Gabriel d'Angelo napoletano fabricò con mirabil magisterio il palazzo dell'illustre duca di Gravina colle comode stanze basse come il palazzo di Frenesi in Roma a corte Savella”, ma a trattare della sua opera, seppur non in modo scientifico, fu Bernardo De Dominici nel successivo secolo. Restò, come per Novello da San Lucano, legato alla sua opera più nota: Palazzo Orsini di Gravina. Nonostante si trattasse di un'opera dei primi decenni del Cinquecento, essa è considerata, da Roberto Pane, come l'ultima del secolo precedente per le caratteristiche compositive risolte secondo schemi non ancora rintracciabili nel classicismo cinquecentesco.
Il palazzo che in origine era dotato di impianto a C con corte sostenuta da una teoria di arcate di ordine toscano e che viene doppiato in controfacciata da un secondo ordine di arcate, questa volta cieche, di ordine composito ed intervallate da finestre in piperno e nicchie in marmo bianco. Le facciate, sia quelle laterali sia quella principale, presentano una partizione orizzontale delineata da una trabeazione continua in marmo. Il piano terra viene risolto con un paramento in bugne a cuscino in piperno, spezzate dalle sole cornici delle finestre. Retaggio delle composizioni di facciata tipiche del Quattrocento.
Inoltre è confrontabile con il coevo Palazzo Marigliano per il quale Pane avanza l'ipotesi della presenza di Giovanni Francesco Mormando dietro la figura oscura del d'Agnolo. 
Giovan Francesco Mormando, l'altra persona chiave del passaggio dalle forme puramente quattrocentesche al rinascimento maturo. Per Roberto Pane, il Mormando restava un architetto d'occasione e apprezzato costruttore di organi. Partendo da tale premessa si può ipotizzare la complessa formazione del Donadio, dapprima come mastro organaro e successivamente, a partire dagli anni ottanta del Quattrocento, come allievo di Giuliano da Maiano apprese le nozioni di architettura. Quel bizzarro connubio tra due attività completamente diverse tra loro può aver contribuito alla rapida ascesa del Donadio architetto. Nel Quattrocento l'architettura veniva insegnata, nella trattatistica classica, accostandola alla musica attraverso il filtro della cultura neoplatonica di Marsilio Ficino. Significativa fu la costruzione dell'organo della chiesa di Santa Maria della Pace a Roma, dove poté osservare il lavoro di Bramante.

## Il Cinquecento

### Giovan Francesco Mormando architetto

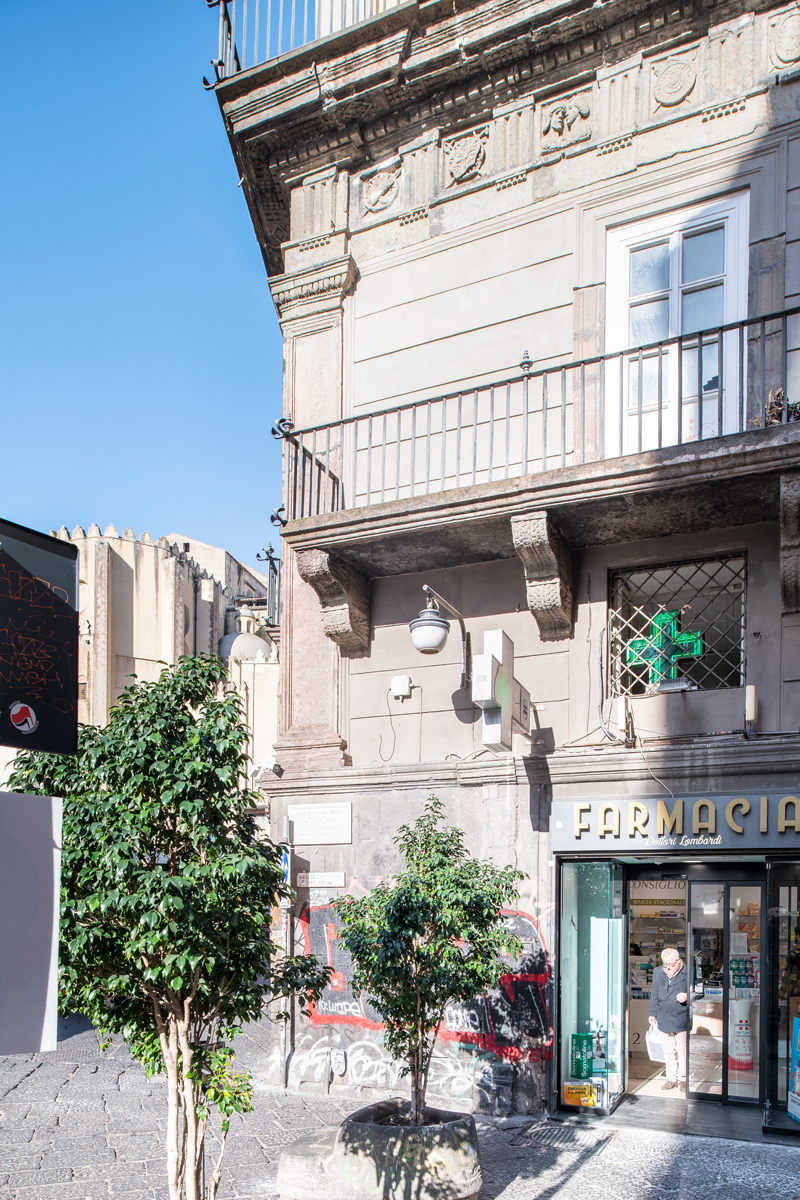
Dettaglio d'angolo di Palazzo Corigliano - già palazzo dei duchi di Vietri

Come si è già accennato al paragrafo precedente, di particolare rilievo fu la figura di Giovan Francesco Mormando. Le prime tracce che testimoniano la sua carriera da architetto civile e di fabbriche religiose risale ai primissimi anni del XVI secolo, quando ebbe in concessione dei suoli dal monastero di San Gregorio Armeno per edificare la propria modesta abitazione nel centro cittadino. Questa prima opera non mostrava particolari segni di un'architettura pienamente sviluppata, probabilmente trattandosi di un edificio a uso privato dello stesso artigiano/architetto non richiese particolare attenzione compositiva trattandosi molto sicuramente di un riadattamento di precedente edificio da come si evince dalla presenza di un arco in pieno stile catalano e poco inquadrabile nelle prossime realizzazioni della nobiltà di rango napoletana.
La sua complessa formazione avvenne in più fasi, le scarse informazioni relative a quel periodo fanno supporre un primo apprendistato presso l'anziano Giuliano da Maiano dove ebbe l'opportunità di apprendere i modi e metodi tipici del rinascimento toscano e albertiano, la cui presenza fisica nella città di Napoli è stata rivalutata e ridiscussa da studiosi dell'architettura napoletana sul contributo dell'evoluzione nelle forme pienamente mature del rinascimento nell'Italia meridionale e dal già citato incontro con la figura più importante a cavallo dei due secoli nell'ambito dell'architettura italiana quale era Bramante forgiarono una personalità complessa e al di sopra della media degli architetti che circolavano in quel periodo nella capitale, tanto da ritenerlo in modo improprio la figura capostipite - da parte della critica artistica dell'Ottocento - del rinascimento napoletano. La sua formazione diede caratteristica al Mormando di saper leggere criticamente i repentini cambi di tempi della fine del Quattrocento, fino a quel momento dominato dalla Firenze di Lorenzo il Magnifico e all'indomani delle Guerre d'Italia che furono causa dell'instabilità generale della politica della penisola italiana per oltre la metà del Cinquecento e che di li a pochi decenni decretarono la fine della cultura rinascimentale in seno al classicismo.

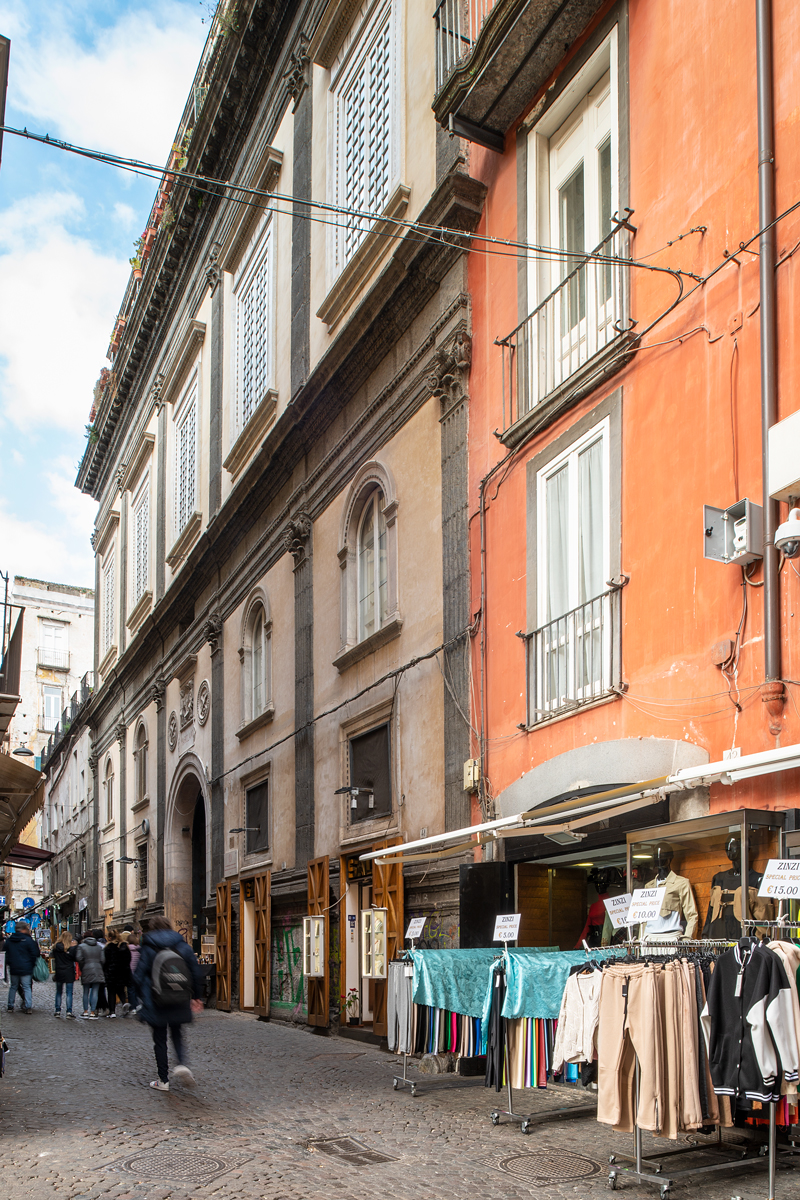
Palazzo di Capua, il prospetto cinquecentesco del Mormando

Dopo l'esperienza di progettare su un suolo particolarmente pendente del cardine di Via Atri a Napoli, il palazzo Acquaviva d'Atri, del quale restano il poderoso basamento in piperno, alcune soluzioni nella corte come la sequenza di arcate classiche delle scuderie e lo scalone principale. Il palazzo fu oggetto di importanti rimaneggiamenti in stile tardo barocco da parte di Giuseppe Astarita che ne snaturarono la complessiva lettura rinascimentale del grandioso palazzo principesco degli Acquaviva. Interessante in questa prima costruzione del Mormando che verrà ripetuta in altre sue fabbriche, la presenza di un giardino pensile a uso esclusivo del piano nobile. Con il palazzo dei duchi di Vietri vennero raggiunte per la prima volta le capacità sintetiche dell'architetto nella mitigazione delle istanze più moderniste provenienti da Roma, che raggiunsero il culmine nell'impostazione del cornicione marcapiano in ordine dorico ripartito in metope e triglifi. Espediente raro nelle fabbriche napoletane di quel periodo e riconducibile solamente a esperienze maturate in ambito bramantesco, di Baldassarre Peruzzi e Antonio da Sangallo il Giovane. Della fabbrica originaria di piazza San Domenico restano pochi elementi dello splendore rinascimentale che poteva avere il palazzo. Un antico dipinto secentesco mostra, prima degli interventi barocchi e rococò, l'aspetto esteriore tipico delle opere civili più mature dell'architetto calabrese: un alto basamento sul quale s'innesta una teoria di lesene di ordine dorico che inquadrano finestre ad arco in piperno finemente decorate del piano ammezzato, il piano nobile riprendeva la griglia sottostante in un altro ordine architettonico, probabilmente corinzio come ripreso nel Settecento. Il tutto era concluso da una poderosa trabeazione - cornice che riprendeva, nel fregio, figure della famiglia nobile proprietaria del palazzo.

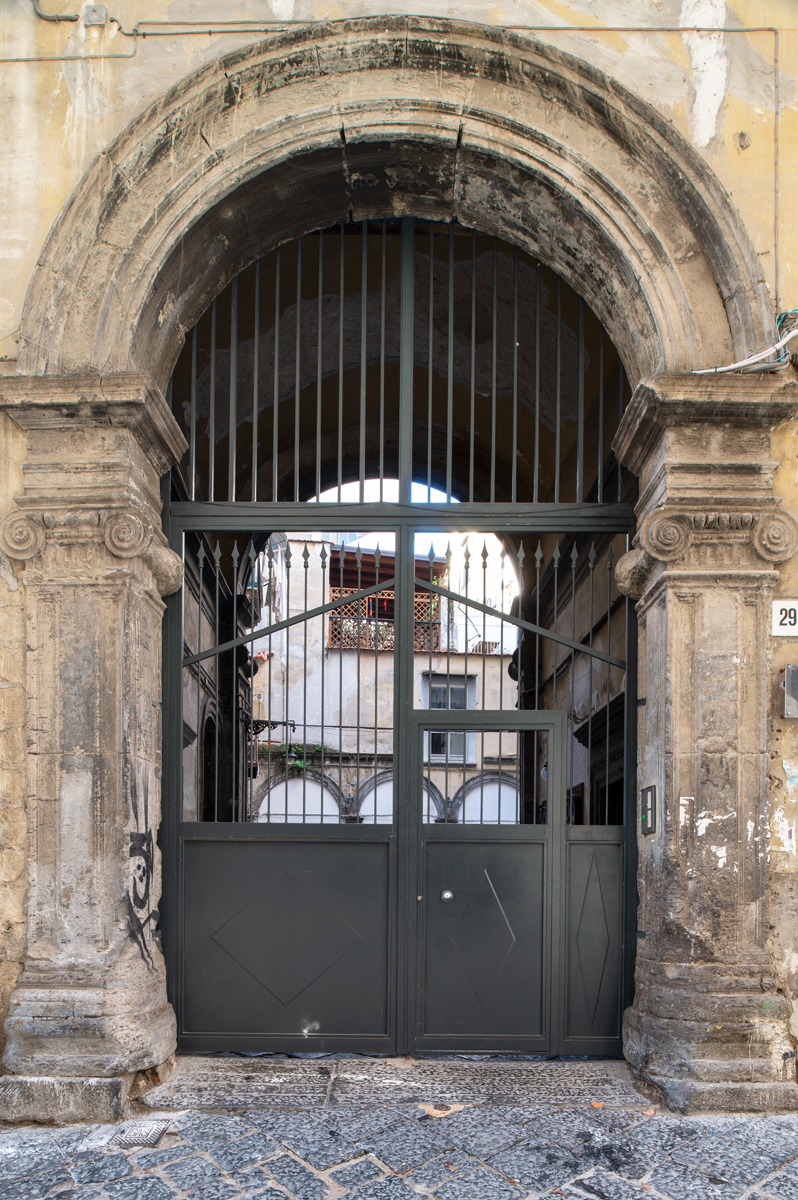
Palazzo in via San Giovanni Maggiore dei Pignatelli, esempio di portale mormandeo

Il banco di prova del palazzo di piazza San Domenico, fece da apripista alla più rappresentativa architettura del Mormando, Palazzo di Capua. L'edificio, costruito negli anni dieci del Cinquecento, è diventato, nel tempo, la costruzione più rappresentativa dell'architetto calabrese in città. Costantemente debitore dei formalismi di derivazione albertiana, il Mormando definisce l'unico fronte del palazzo secondo la classica scansione elevato basamento in piperno con cornicetta di conclusione, primo ordine architettonico con il piano ammezzato, secondo ordine con il piano nobile e conclusione con imponente cornicione. Più evidente, rispetto al palazzo di Piazza San Domenico, lo spazio del fondale risulta distribuito uniformemente, secondo un rapporto impeccabile. Una sottile fascia, formata da gola e da un pianetto, si svolge lungo le lesene, l'architrave e il basamento, contornando tutto il rettangolo interno allo scopo di accentuare il limite di questo ed evitare, con un graduale passaggio, il brusco risalto delle lesene e della trabeazione sulla parete di fondo. Il Mormando, per preservare l'eleganza compositiva del prospetto in una strada larga scarsa cinque metri, ricorse allo stratagemma dell'inversione ottica della statica. Egli invertendo le regole visive della statica, il primo piano appare molto più leggero, di trama più preziosa che robusta rispetto al maggior risalto plastico, alla maggior robustezza del secondo piano, chiamato a reggere, si direbbe in modo quasi avulso dalla struttura complessiva il pesante cornicione. Questa fantasiosa inversione sembra concepita per attirare verso l'alto lo sguardo dell'osservatore. Il palazzo di Capua, quindi, rappresenta la vetta più alta del linguaggio sintetico dell'architetto calabrese, in grado di racchiudere in sé la lezione di Alberti, le esperienze maturate presso l'anziano Giuliano da Maiano e le istanze architettoniche più recenti provenienti da Roma e dal Bramante. L'invenzione mormandea non si ferma solamente agli aspetti compositivi generali, interessante è la soluzione del portale, ormai scomparso e sostituito con una banale fascia marmorea ottocentesca. Esso era composto di due pilastri ionici con trabeazione e arco a tutto sesto. Questa tipologia di portale, riscontrabile in diversi edifici ancora presenti in città, sia di sua mano sia altri realizzati da probabili emuli della sua maniera, è la cifra stilistica caratterizzante i primi due decenni del secolo.

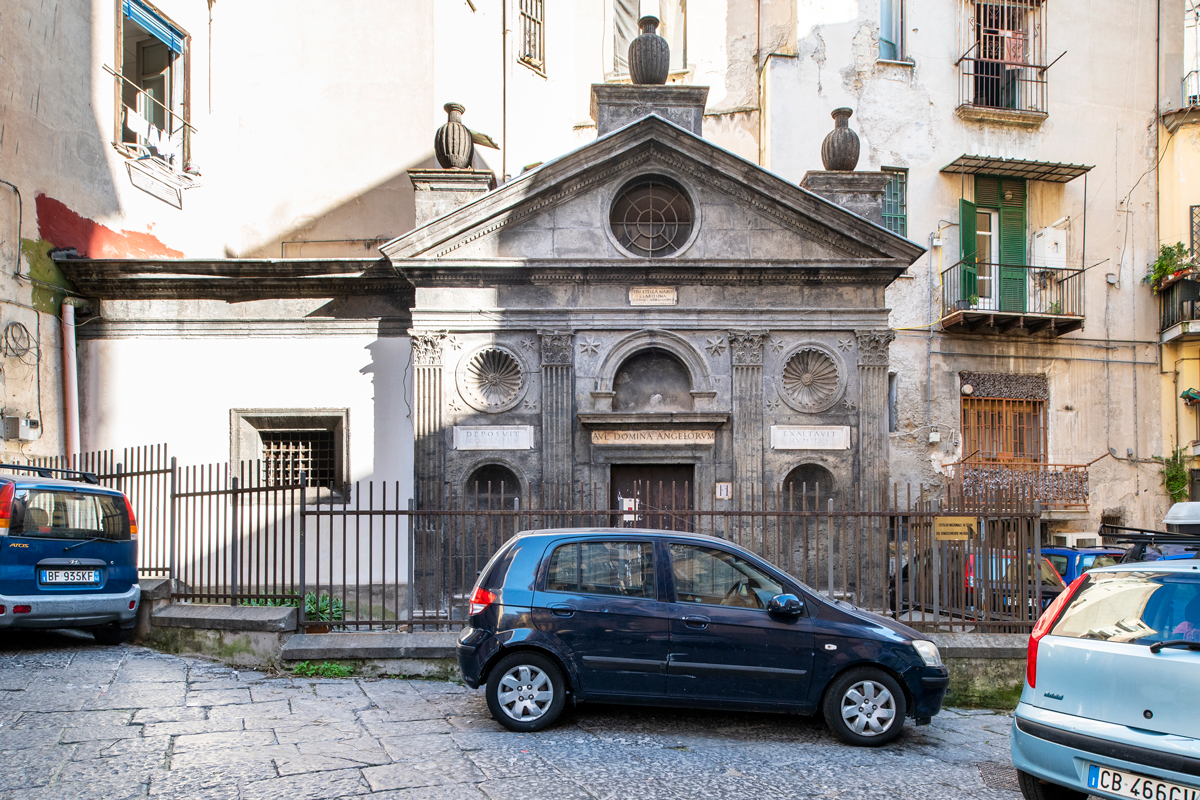
Chiesa di Santa Maria della Stella alle Paparelle - ultima opera documentata dal Mormando a Napoli

L'attività del Mormando, seppur caratterizzata dal rinnovamento e superamento stilistico della matrice fiorentina dell'architettura civile, fu anche significativa nel lasciar traccia in quella sacra. Una delle sue prime opere realizzate fu la chiesa inferiore del monastero dei Santi Severino e Sossio, attualmente non visitabile. La chiesa, databile a prima del 1537, sarebbe una tra le prime chiese erette a Napoli interamente in stile rinascimentale. La chiesa presenta una navata centrale con cappelle laterali sul solo lato sinistro, mentre su quello opposto, specularmente, si aprono delle sequenze di arcate poco profonde. Il Mormando affida ancora una volta la decorazione delle partiture al piperno regalando un profondo senso di equilibrio cromatico. In origine la copertura doveva essere affidata a una costruzione lignea a capriate, poi sostituita da volta a botte nel Settecento. Caratteristica atipica, nelle chiese di inizio cinquecento napoletane, invece è la presenza di una scansione di un ordine binato. In questo caso per l'eleganza formale viene scelto l'ordine corinzio completo di piedistallo. Interessanti sono le chiavi di volta del presbiterio e delle cappelle che evidenziano ancora una volta la formazione presso Giuliano da Maiano, le stesse sono rintracciabili in quella di Porta Capuana. L'altro capolavoro sacro è il piccolo tempietto a uso privato di Santa Maria della Stella alle Paparelle. La facciata, alterata nelle sue proporzioni dal rialzo delle quote stradali durante il Risanamento, si presenta come quella di un piccolo tempietto tetrastilo corinzio che definisce tre specchiature identiche: in quella centrale, su un piccolo crepidoma d'invito si apre un portale trabeato di tradizione romana al quale è sormontata una piccola lunetta - edicola, le due laterali, simmetricamente, sono dotate invece di una piccola nicchia alle quali sono sovrapposte lapidi dedicatorie incastonate nel piperno in caratteri lapidari e rosette con al centro un motivo a conchiglia, di chiara ispirazione bramantesca. L'interno, analogamente alla Cappella Pontano, si presenta spoglio in contrappunto con la facciata esterna completamente in piperno. Di incerta attribuzione è la chiesa di San Michele a Vibo Valentia, datata al 1519. La facciata presenta elementi compositivi desumibili dalla facciata della chiesa di Santa Maria della Stella, ma questa volta adattandola e ibridandola con elementi desunti dall'architettura civile, quale l'alto piedistallo a supporto delle paraste, questa volta ioniche riprese dal motivo dei pilastri del palazzo di Capua. L'interno, a navata unica con cappelle laterali, è scandito dalla sequenza di colonne corinzie binate su piedistallo nella stessa composizione della chiesa inferiore dei Santi Severino e Sossio. Dopo il 1520 non si conoscono altre opere del Mormando, a partire da questa data numerosi emuli, tra questi il Giovanni Francesco Di Palma, diffusero il linguaggio mormandeo anche in altri centri del viceregno dando, in questo modo, inizio contemporaneamente agli ultimi strascichi del classicismo cinquecentesco al manierismo architettonico napoletano fatto di continue citazioni, dirette e indirette, al Mormando.

### Giovanni Merliani da Nola
(Pietro Summonte, Lettera a Marcantonio Michiel, 1524)

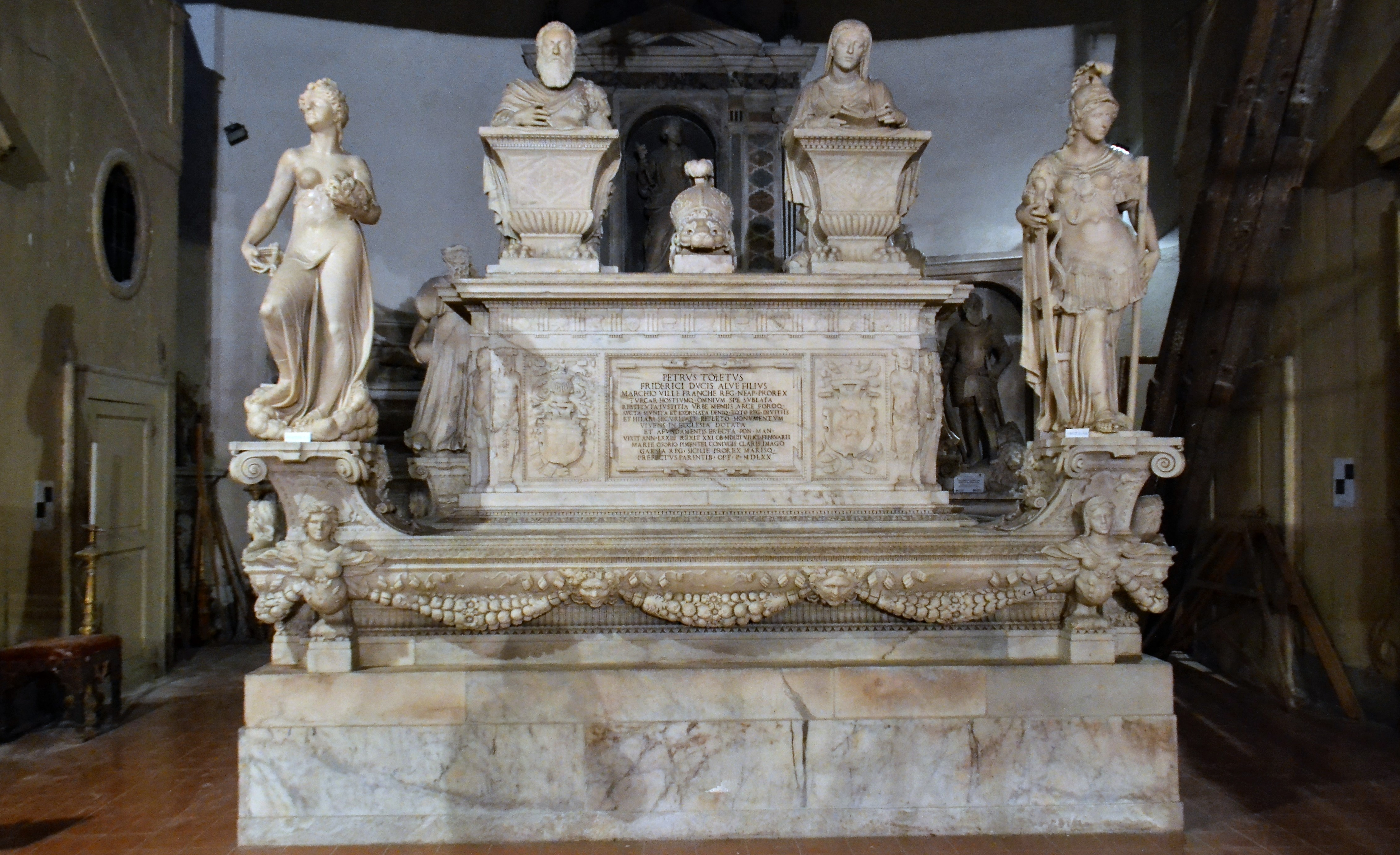
Sepolcro di Don Pedro de Toledo, basilica di San Giacomo degli Spagnoli

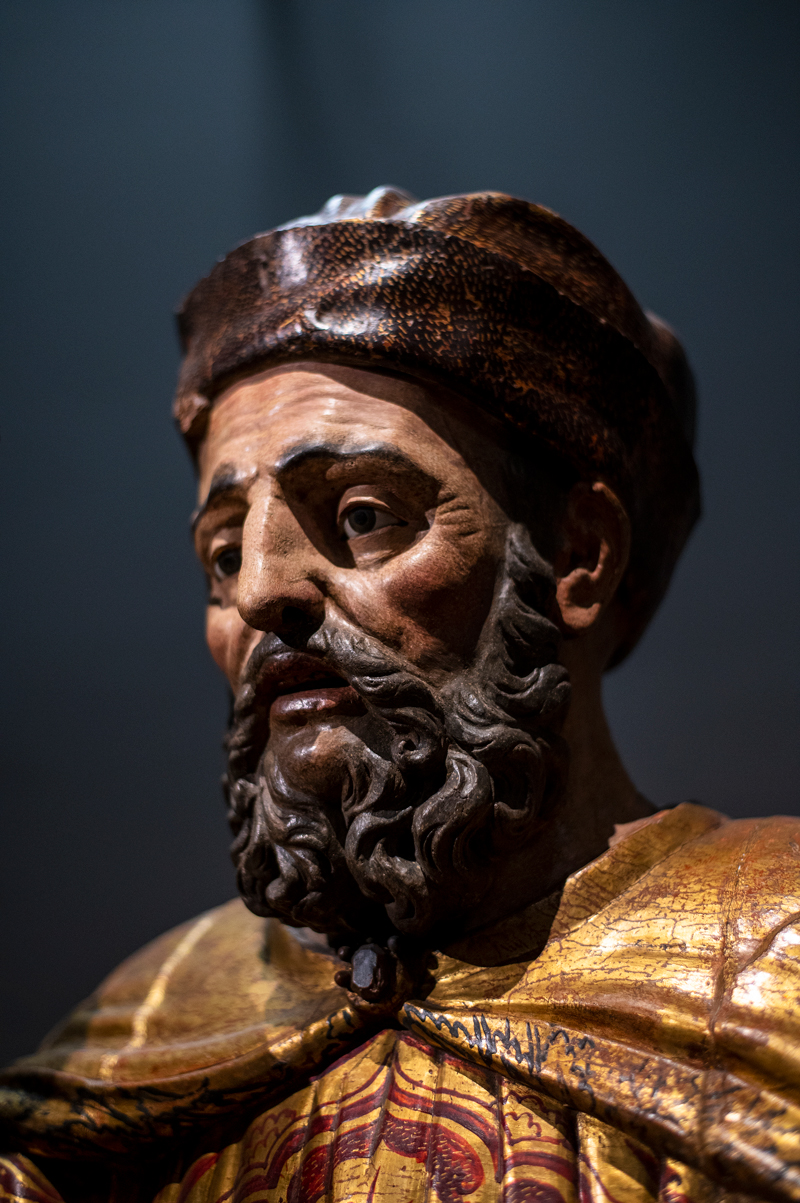
Ritratto del San Giuseppe (Presepe della Natività), Basilica di San Domenico Maggiore, Pietro Belverte e aiuti

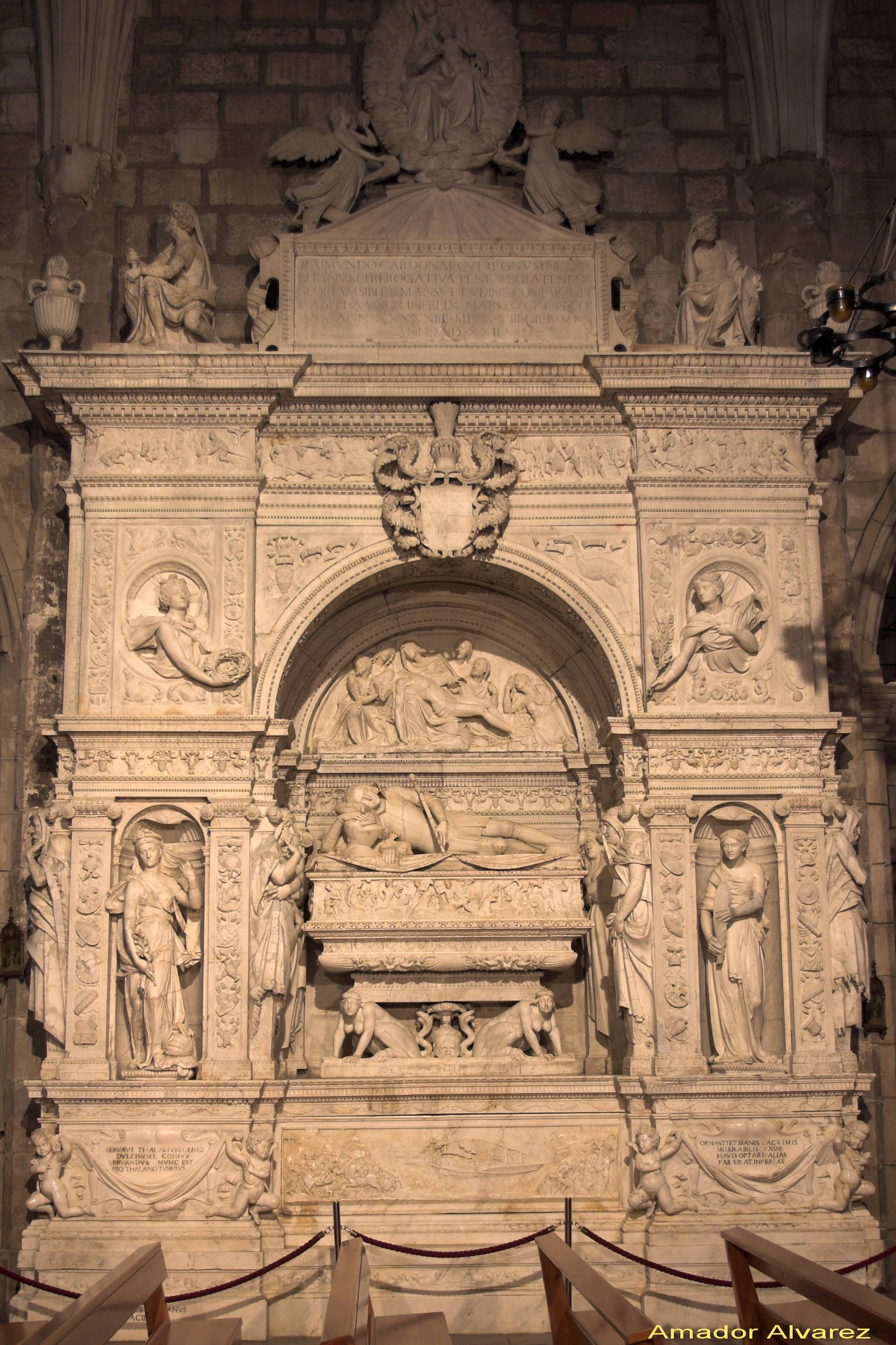
Sepolcro di Don Raimondo de Cardona, Bellpuig (Spagna)

Giovanni Merliani da Nola è considerato, al pari di Giovan Francesco Mormando nell'architettura a cavallo dei due secoli, nel campo della scultura e in minore misura nell'architettura una figura di primo piano nel processo di interiorizzazione e maturazione degli stimoli e degli scambi culturali con artisti di formazione non locale. Le informazioni relative alla sua formazione sono molto scarse. È citato nella lettera di Pietro Summonte al cardinale Marcantonio Michiel, che sintetizza lo stato dell'arte a Napoli durante i primi anni del Cinquecento. Dalla lettera si evince, come testimonianza diretta del Summonte, che il Merliani da Nola si fosse formato presso la bottega di Pietro Belverte, uno scultore e intagliatore ligneo di provenienza veneziana-lombarda e arrivato a Napoli probabilmente a seguito del programma di rinnovamento artistico voluto dagli Aragonesi a metà del XV secolo. La formazione presso un maestro dell'intaglio ligneo come il Belverte, fornì all'artista nolano gli strumenti base per la creazione di delicate opere marmoree e continuare quella delle sculture in legno, come ad esempio il San Sebastiano Martire presso la basilica e convento di Sant'Antonio a Nocera Inferiore, datato al 1514; oppure il gruppo scultoreo del Presepe voluto da Jacopo Sannazaro intorno al 1520.

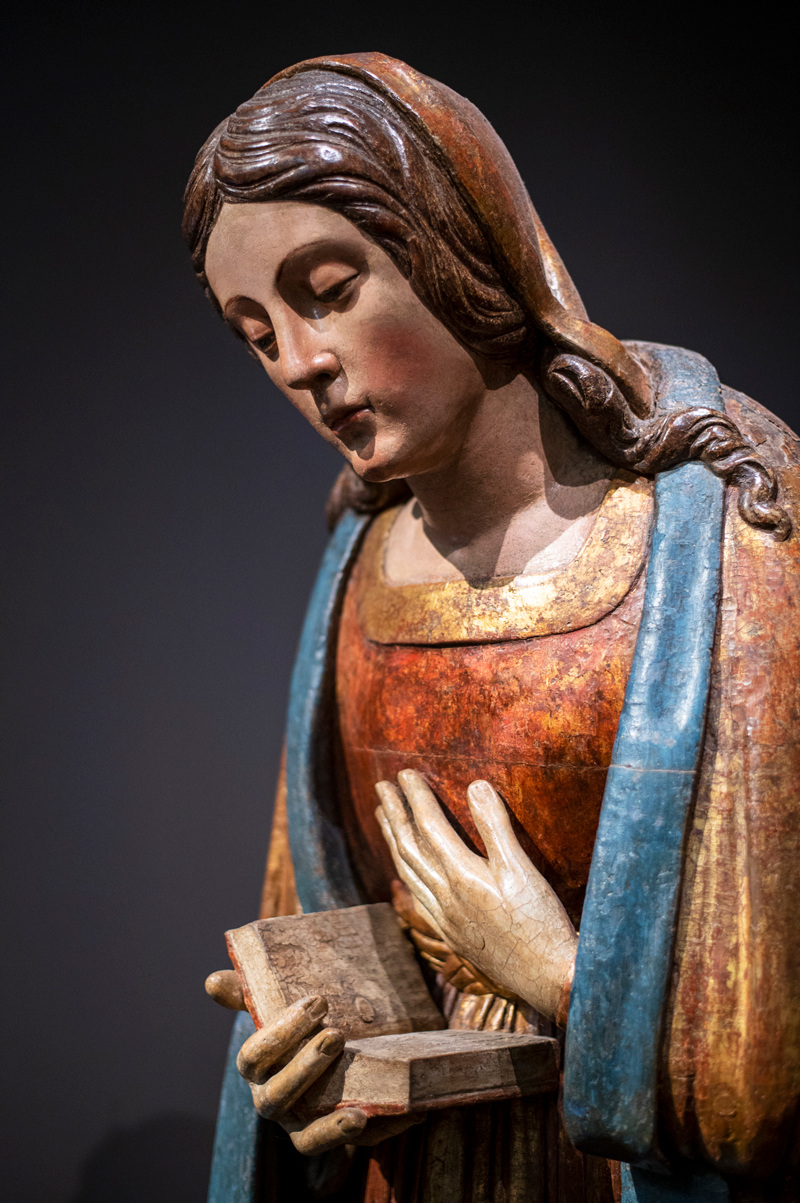
Giovanni da Nola, Vergine Annunciata. 1508-1511, Museo nazionale di Capodimonte

Le prime notizie riguardanti il suo operato, sia come allievo del Belverte sia successivamente in maniera autonoma, risalivano al 1508. L'influenza del maestro, come già detto di ambito veneziano-lombardo, fu determinante per indirizzare l'orientamento stilistico di Giovanni da Nola verso aperture linguistiche non più di tradizione fiorentina, ma ascrivibile agli echi linguistici lombardi e veneziani. Il suo inizio come scultore di opere in marmo risaliva intorno al 1516. L'approccio a realizzare con un materiale diverso dal legno, fu un modo per cercare di ampliare la cerchia delle clientele più prestigiose della città per fronteggiare la concorrenza di artisti forestieri. Questo crogiolo culturale presente nella vicecapitale del Viceregno nei primi tre decenni del secolo, favorì molto al Merliani di apprendere e fare propri linguaggi estranei alla propria formazione. L'avvento di artisti di ambito romano favorì alla diffusione del linguaggio raffaellesco, molto sentito dallo scultore nolano, e in tono minore anche echi della scultura michelangiolesca. L'influenza indiretta fu, quindi, favorevole a creare modelli di una sintesi linguistica che traesse da elemento di unione tra il classicismo cinquecentesco, ben visibile nelle composizioni delle tombe a parete e negli altari marmorei, e il linguaggio lombardo - veneto caratterizzato da delicate soluzioni ornamentali ritrovabili nelle architetture immaginarie di Carlo Crivelli.
Attraverso i modelli figurativi già introdotti da personalità di ambito lombardo, come il già citato Jacopo della Pila, dove veniva proposto il modello dell'arcosolio come elemento scultoreo indipendente arricchito da statue, Giovanni da Nola, lo ripropone secondo una propria lettura arricchita dal classicismo, interrompendo di fatto la continuazione degli episodi concepiti ancora secondo un retaggio quattrocentesco. Al pari delle esperienze michelangiolesche a Roma con la Tomba di Giulio II anche nelle principali chiese della vice capitale dell'Impero spagnolo dove il Merliani operò iniziarono a sorgere composizioni a parete sempre più articolate. Già in composizioni tarde, risalenti al terzo quarto decennio del Cinqucento come l'Altare Ligorio in Monteoliveto si notano evoluzioni figurative non indifferenti, la scena centrale è inquadrata in piccolo fondale architettonico palesemente ispirato alle serliane, il classicismo è mitigato dalla fine decorazione vegetale, reminiscenze della sua formazione accanto a scuole lombarde stabilitesi a Napoli, come anche è ben visibile nella ancona marmorea nella cappella di San Giovanni Battista nella medesima chiesa scolpito nel 1516. L'ancona presso San Domenico Maggiore mostra caratteri ancora più maturi. L'intera composizione, realizzata nel 1536, è racchiusa all'interno di una struttura templare che ricorda le edicole dei Lari. Correttamente costruito l'ordine dorico con architrave a metope e triglifi e timpano triangolare di chiusura, presenta a un terzo dei fusti la classica decorazione floreale cara allo scultore. La progressiva indipendenza figurativa degli altari e delle tombe a parete, venne raggiunta con il monumentale Sepolcro di Don Pedro de Toledo. Il lavoro ha una composizione piramidale e non è collocato a ridosso della parete della basilica di San Giacomo degli Spagnoli, ma bensì in uno spazio centrato alle spalle del presbiterio. La tomba, che condivide alcune analogie con il primitivo progetto di Michelangelo per il papa Giulio II, è invece influenzata dalle sepolture presenti nella Cappella Reale di Granada. L'opera non fu completata in tempo e fu un lavoro a più mani con l'aiuto di Annibale Caccavello e Giovanni Domenico D'Auria vedendo il completamento solamente nel 1570 dopo venti anni di lavoro. Il plausibile riferimento delle tombe reali spagnole può essere dovuto alla diretta conoscenza del luogo, a Bellpuig in Catalogna realizzò, molto probabilmente a Napoli e poi inviato via nave, il sepolcro di Don Raimondo de Cardona e datato intorno al 1525. L'opera marmorea, un arcosolio evoluitosi in un arco di trionfo di classica reminiscenza, del tutto indipendente come un modello di facciata sulla stessa parete di fondo, è insieme al sepolcro di Don Pedro, una delle più alte manifestazioni della scultura rinascimentale napoletana. La tomba spagnola condivide alcuni formalismi compositivi di Jacopo Sansovino per il sepolcro romano di Giovanni Michiel, solo che nell'opera spagnola del nolano viene raggiunta la compattezza della composizione attraverso un disegno di fusione completa tra l'architettura della tomba e il complesso sistema ornamentale e scultoreo che mette in stretta relazione le scene chiave narrate, come il delicato stiacciato della lunetta con la Pietà, il ritratto funereo del Viceré Raimondo de Cardona circondato da cariatidi addolorate e le due statue laterali poste nelle piccole nicchie dell'arco trionfale che rappresentano la Pace.

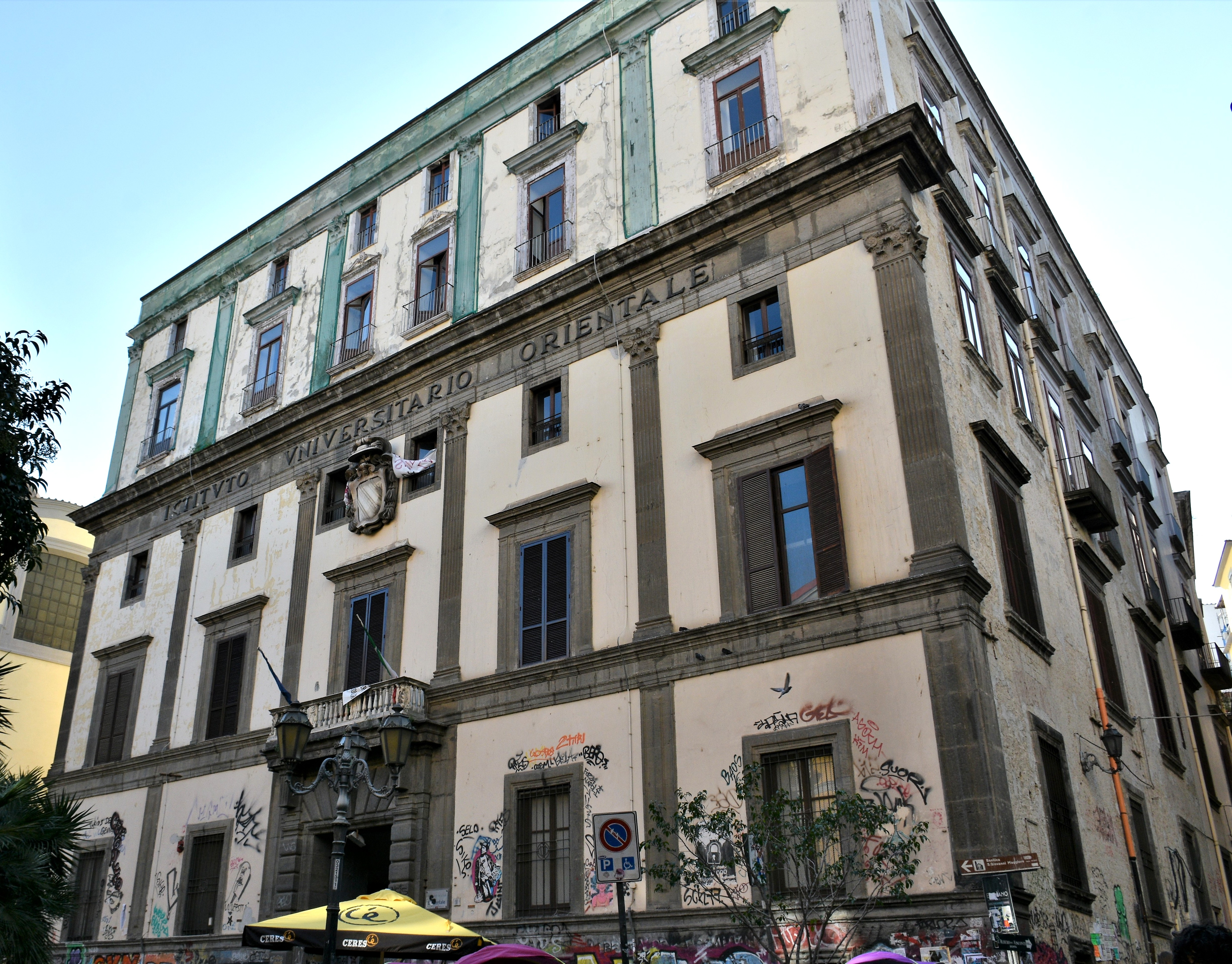
Palazzo Giusso, già Palazzo Filomarino della Torre

Interessante è invece il lavoro eseguito in San Lorenzo Maggiore, l'altare maggiore non è più rappresentato dalla semplice mensa, qui raggiunge un'indipendenza compositiva di elevato spessore. Il blocco, realizzato in marmo, si compone di tre nicchie, in cui sono collocati tre santi, tra questi il titolare della basilica. La composizione architettonica e la componente scultorea, al pari della tomba di Bellpuig, dialogano senza interruzione. Questo piccolo retablo risente delle composizioni introdotte dalla cultura iberica di stanza nella vice capitale. Con questi particolari esempi di scultura che intersecano l'aspetto architettonico e organizzativo dello spazio dove sono collocate può ritenersi, comune a molti artisti del Rinascimento, il graduale passaggio all'architettura vera e propria di edifici. Le scarse testimonianze, dovute alla distruzione di importanti carte di archivio durante l'ultimo conflitto bellico vissuto dalla popolazione italiana, non ci consentono di apprezzare al meglio il portato di molti artisti e architetti vissuti tra la meta del Quattrocento e i primi decenni del Cinquecento. La traccia sicura dove Giovanni da Nola è risultato progettista di due edifici sono il Palazzo di Sangro, completamente trasformato tra il Seicento e il Settecento per opera di don Raimondo di Sangro, e l'altro edificio è il Palazzo Giusso, attualmente sede dell'Università degli Studi di Napoli "L'Orientale". Quest'ultimo è quello che ha conservato tratti dell'originale fabbrica cinquecentesca lungo le sue facciate. La facciata principale è articolata nella maniera tradizionale del palazzo cinquecentesco codificato dal Mormando: un basamento di piperno fa da sostegno a un primo ordine architettonico ammezzato, una fascia marcapiano ne delimita il livello raggiunto e sul quale poggia un ordine gigante di lesene composite che ospita il piano nobile e un livello originariamente destinato alla servitù.

### Andrea Sabatini da Salerno e Marco Cardisco detto Marco Calabrese

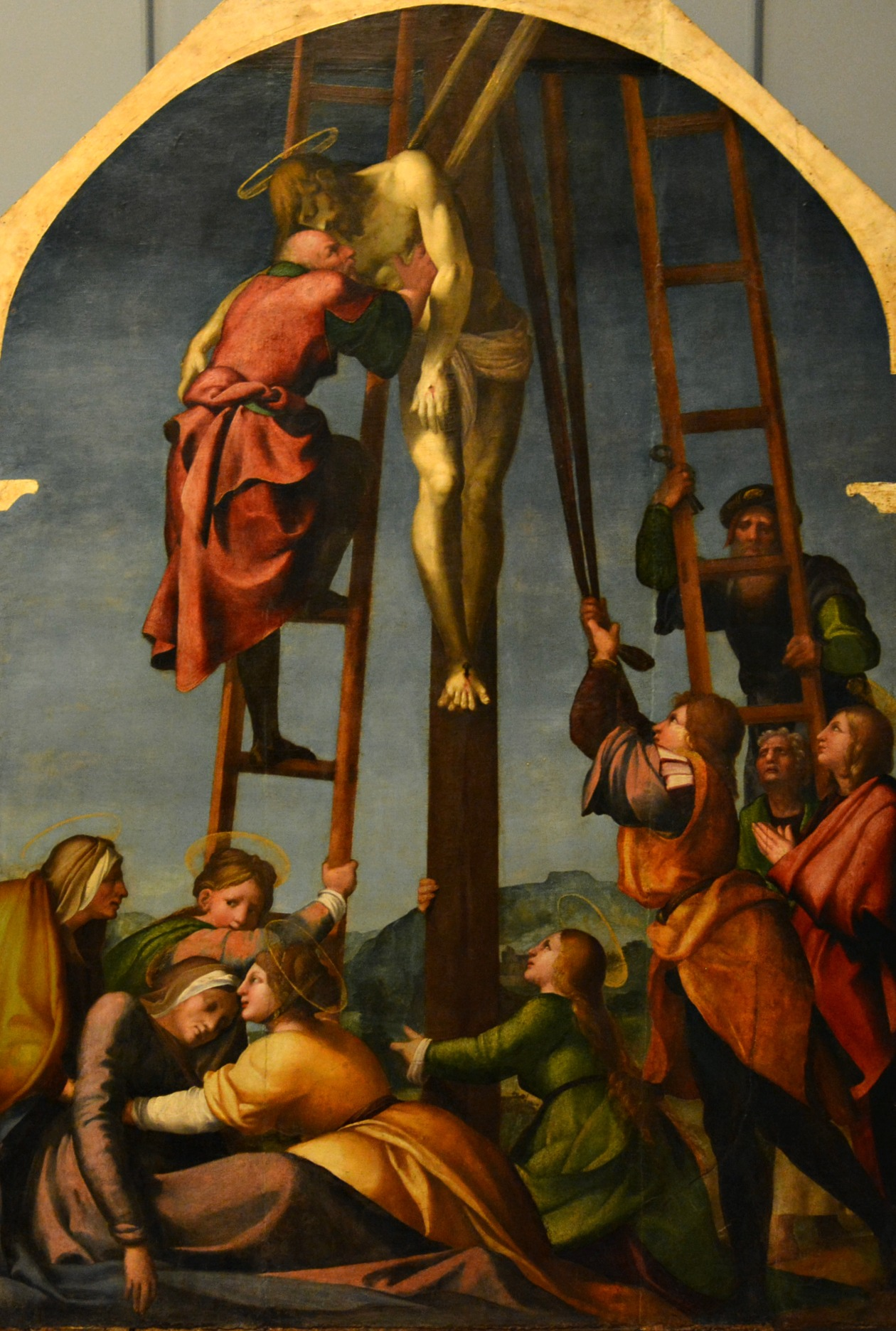
Andrea Sabatini, Deposizione dalla croce, 1520, Museo di Capodimonte, Napoli

Andrea Sabatini è considerato il principale pittore regnicolo del primo Cinquecento e rinnovatore della pittura meridionale in senso moderno e raffaellesco. Nel trittico dipinto nel 1508 per la chiesa di Teggiano non trapelano suggestioni raffaellesche, ma echi più arcaici nel solco della tradizione umbra del Perugino. Negli anni successivi l'opera teggianese si verificarono interazioni con il linguaggio di Cesare da Sesto che in quel periodo, soggiornò a Napoli per la realizzazione, nel 1515, del polittico da destinare all'Abbazia territoriale della Santissima Trinità di Cava de' Tirreni. L'influenza del pittore lombardo, educato presso la bottega di Raffaello, fu il primo contatto con la maniera moderna da parte del salernitano. Nella propria ricerca stilistica il Sabatini compì alcuni viaggi, probabilmente a Firenze per conoscere da vicino gli esiti della pittura contemporanea post-medicea, e tra il 1514 e il 1516 dipinse due tavole per l'Abbazia di Montecassino, il cui linguaggio risentiva delle influenze di Ridolfo del Ghirlandaio. Per approdare a una maturazione in seno al linguaggio di Raffaello Sanzio fu probabile un ulteriore viaggio, questa volta a Roma, sicuramente prima del 1519, data in cui dipinse un trittico per la chiesa di San Francesco a Nocera Inferiore e nella quale si evidenziano per la prima volta influenze raffaellesche pienamente compiute.
L'influenza di Sabatini sulla produzione pittorica del primo quarantennio del Cinquecento fu significativa per la formazione di pittori locali significativamente importanti per gli sviluppi della cultura manierista della metà del Cinquencento, tra questi si ricordano Giovanni Filippo Criscuolo, la cui formazione avvenne anche sotto la guida di Perin del Vaga a Roma, le opere in piena adesione al raffaellismo delle Logge Vaticane, sono conservate al Museo nazionale di Capodimonte. L'altra personalità educata al gusto di Raffaello per mano di Sabatini e il cognato Severo Ierace, le cui opere sono perlopiù conservate a Salerno, presso la Pinacoteca provinciale di Salerno.
Discorso a parte è da riservare a Marco Cardisco, la cui formazione pittorica avvenne in Calabria, sua terra d'origine, ma per questioni anagrafiche va accostato alla figura di Andrea Sabatini, suo contemporaneo, subendone l'influsso. Il pittore calabrese, unico degno nelle biografie di Giorgio Vasari, fu quello maggiormente influenzato dalla cultura di Polidoro da Caravaggio, il cui portato stilistico s'intravide già nell'Adorazione dei Magi del 1519.

### L'architettura tra l'ultimo decennio del XV al terzo decennio del XVI secolo: il cambio di riferimento da Firenze a Roma
Dopo la morte di Lorenzo il Magnifico, Firenze, gradualmente, perse la forza di continuare a essere il polo attrattore della penisola italiana nel campo dell'arte e della letteratura. La temporanea scomparsa sulla scena politica internazionale dei Medici causò un disorientamento nelle altre corti, a essa alleate, tra cui quella aragonese. I Medici, d'altro canto, assunsero nel tempo un prestigio tale da inserire nelle corti cardinalizie di Roma le figure di Giovanni di Lorenzo de' Medici, figlio de il Magnifico, e Giulio Zanobi di Giuliano de' Medici, figlio di Giuliano de' Medici. Entrambi salirono al soglio pontificio rispettivamente con i nomi di papa Leone X e papa Clemente VII. La presenza di queste due figure, educate al gusto del bello e votate al mecenatismo, divenne un punto cardine nell'accelerare la trasformazione di Roma nella città centrale del Cinquecento italiano. Il passaggio di testimone avvenne con il trasferimento, dalla fine del Quattrocento, di artisti ed architetti fiorentini, e non, nella città papalina.

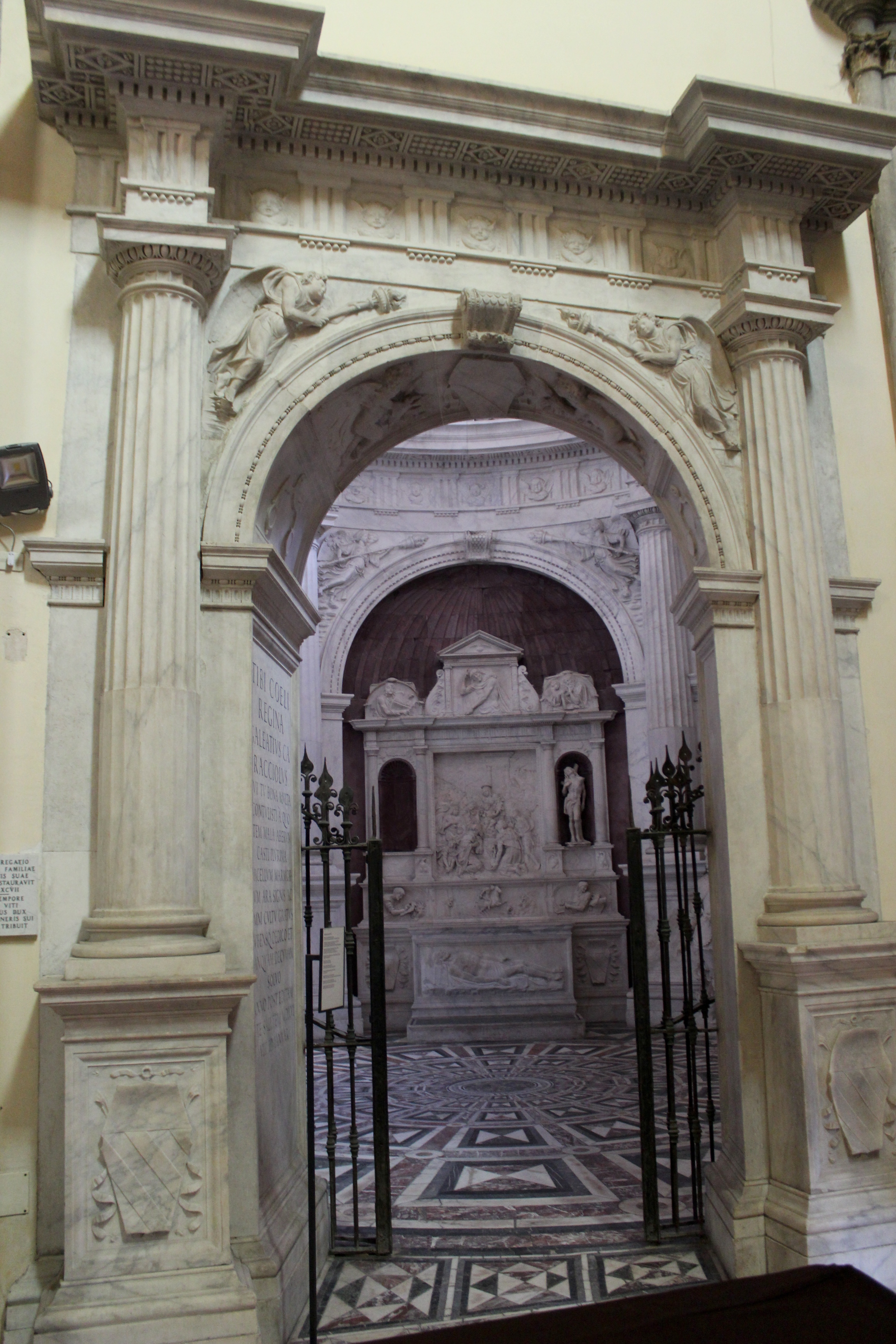
Ingresso alla cappella Caracciolo di Vico, chiesa di San Giovanni a Carbonara

Anche presso la corte aragonese si respirava questo cambiamento: il primo ad accorgersene fu il cardinale Oliviero Carafa, uno dei più noti mecenati della fine del Quattrocento. La sua posizione di alto prelato gli consentì quindi di assurgere alla figura di ponte tra Roma e Napoli. Il Carafa, nella città papalina, fece commissionare, tra le varie cose che portano il suo nome, il nuovo chiostro di Santa Maria della Pace a Bramante che da poco si trasferì da Milano a Roma al servizio di papa Borgia. Nelle vicende architettoniche del Regno di Napoli, la figura di Bramante nella capitale del Regno è stata dibattuta da molti storici che hanno accertato che l'architetto urbinate compì viaggi di breve e medio termine lungo la penisola prima di stabilirsi definitivamente nella città papalina. La Cappella del Succorpo, nella gotica cattedrale partenopea, rappresenta quindi il primo passo verso l'allontanamento del linguaggio strettamente fiorentino in una direzione stilistica lombardo-romana. La paternità, vera o presunta, a Bramante dell'opera è stata avanzata da Roberto Pane in più occasioni e successivamente da Arnaldo Bruschi nella sua opera. La cappella venne iniziata nel 1497, anno del ritorno delle spoglie di San Gennaro a Napoli, e i lavori furono affidati alla bottega più prolifica della città a cavallo dei due secoli: quella di Tommaso e Giovan Tommaso Malvito. I lavori si protrassero fino al 1508. La complessità esecutiva dell'intervento ricavò uno spazio sotto l'abside della cattedrale, rialzando di soli ottanta centimetri il pavimento absidale e scavando per quasi tre metri la zona di fondazione. Lo spazio risultava, quindi abbastanza angusto che per ovviare all'illuminazione si preferirono realizzare tagli di finestre negli intervalli dei contrafforti absidali. Il solaio della cappella è sostenuto da voltine ribassate che poggiano su colonne marmoree che suddividono l'invaso in tre piccole navate per ragioni statiche. Il sistema voltato è celato da un controsoffitto marmoreo appoggiato su un sofisticato sistema di travi rovesce con asola di appoggio su ambo i lati. Le ridotte dimensioni in altezza e con le conseguenti deroghe all'applicazione dell'ordine architettonico come la realizzazione del festone tra paraste al posto del fregio continuo in trabeazione, accreditano con maggior probabilità alla presenza di un regista occulto in grado di dare precise indicazioni esecutive generali.
L'influenza di Bramante, o di persone a lui vicine, sono riscontrabili anche nella Cappella Caracciolo di Vico, in San Giovanni a Carbonara, la cappella che planimetricamente si configura come un cerchio perfetto sostenuto da una cupola emisferica a cassettoni debitrice, in tono minore, di quella più maestosa del Pantheon. A differenza della cappella del Succorpo, dove sono ancora evidenti gli influssi di scuola lombarda, nella cappella di San Giovanni a Carbonara si avvertono echi del classicismo maturo del secondo decennio del secolo, infatti essa risultava compiuta, almeno nella parte architettonica, già nel 1516. Secondo Roberto Pane, l'architettura è ascrivibile a Giovan Tommaso Malvito, il cui nome è desumibile da alcune carte di archivio di Filangieri. 
Queste opere, paradigmatiche al passaggio verso il classicismo, si affiancarono numerose esecuzioni minori di architettura in tutta la città. La maggior parte di esse si sono perse con le successive trasformazioni barocche e demolizioni del risanamento. In linea di massima il Cinquecento, a differenza del secolo precedente, vede come protagonista l'architettura sacra, anche a seguito dei primi esiti della Riforma protestante di Martin Lutero, la Chiesa a livello istituzionale tenterà il suo rinnovamento interno che culminò a metà del secolo con la Controriforma. L'epopea dell'architettura rinascimentale classicista durò circa un trentennio, analogamente alle altre corti della Penisola, con strascichi fino alla metà degli anni quaranta del secolo in alcuni episodi per essere progressivamente soppiantata dalla maniera moderna che a Napoli e nel regno in generale trovò tratti di continuità con il classicismo, ma differendo da esso per l'impoverimento dei modelli archetipici di inizio secolo.

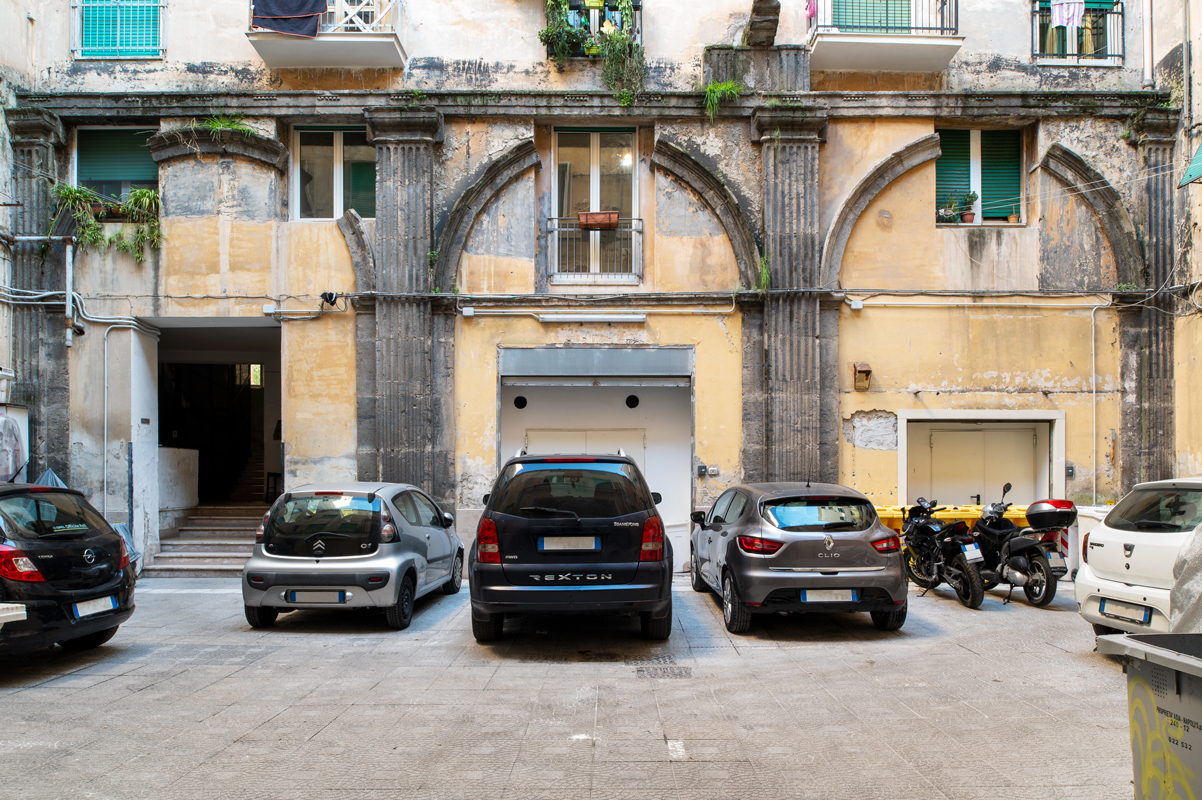
Arcate cinquecentesche superstiti di Palazzo De Scorciatis completamente sfigurate dalla ricostruzione

 Nell'ambito dell'edilizia civile il passaggio venne marcato dalla costruzione di Palazzo De Scorciatis, per opera del committente Julio de Scorciatis. Il palazzo, ormai completamente sfigurato dalle bombe e dalla scellerata ricostruzione postbellica del lotto, si conservano ancora degli elementi architettonici di elevato pregio come la sequenza di arcate di ordine dorico risalenti a un periodo di maturazione del linguaggio cinquecentesco. L'architetto delle arcate, quindi anche dell'edificio, non è pervenuto dalle documentazioni di archivio, ma sicuramente doveva trattarsi di una personalità edotta al gusto dei Peruzzi e dei Sangallo. In città opere civili risalenti al classicismo maturo non sono giunte nella loro interezza e possono essere apprezzate solamente attraverso elementi architettonici frammentari, quali portali e cornici modanate di finestre. Dei portali conservatisi dai successivi rifacimenti architettonici sono da segnalare quelli del palazzo Miroballo, attualmente secondo accesso della Basilica di San Pietro ad Aram, scolpito in piperno e affine al linguaggio della scultura malvitesca, oppure il portale dell'ex palazzo Pignone che nello schema compositivo generale richiama il tipo di portale di Palazzo Baldassini a Roma per opera di Antonio da Sangallo il Giovane. Nel portale napoletano, attualmente a garanzia del secondo accesso alla Basilica di San Lorenzo Maggiore, lo schema applicato risulta più sciatto e meno elaborato. Altri due portali, della tipologia ad arco trionfale, sono quelli di palazzo De Liguoro in via Costa e quello di palazzo Caravita, attualmente collocato a guardia di villa Leonetti in via Aniello Falcone. Del primo, d'impostazione tipicamente romana, è in ordine corinzio e presenta caratteri più maturi nella composizione generale rispetto a quello di palazzo Pignone; il portale di palazzo Caravita, di ordine dorico, si discosta dall'austerità del figurativismo romano, ibridandolo con il linguaggio tardo-lombardo caratterizzato dall'avvilupparsi di elementi fitomorfici sulle superfici in piperno. Un terzo portale, analogo a quello di palazzo Liguoro è in via Santa Maria la Nova. Esso apparteneva all'antico palazzo dei Medici di Ottaviano sito nei paraggi dell'attuale collocazione dello stesso e ricollocato come secondo ingresso dell'ex complesso monastico di Santa Maria la Nova dopo le demolizioni dell'antico rione Carità. I due portali presentano analogie con la riproposizione classica dell'arco trionfale romano a singolo fornice. Questa componente, assai rara in città, dove si preferiva ancora disegnare portali piatti di gusto tardo fiorentino e lombardi, indica che agli inizi del secolo ci fossero personalità colte in ambito architettonico, e ancora non indagate fino in fondo per la scarsità di informazioni al riguardo. Le sostanziali differenze invece che separano i portali di Palazzo De Liguoro e quello di Santa Maria la Nova riguardano il trattamento ornamentale delle superfici in piperno: il portale De Liguoro presenta un'ornamentazione molto più completa che lo farebbe datare ai primissimi anni del Cinquecento, l'arco infatti presenta una decorazione a fasce simile per qualità esecutiva all'arco di accesso di Cappella del Doce in San Domenico Maggiore; mentre il Portale Medici di Ottaviano presenta linee più asciutte e semplificate che fanno supporre a una tarda esecuzione, forse imitativa, di altri portali analoghi presenti in città oltre palazzo De Liguoro, e che Pane ipotizza che sia stato realizzato a metà del secolo.
È da segnalare la costruzione e il completamento dei palazzi Filomarino e Palazzo del Panormita, in entrambe le fabbriche è documentato il nome di Giovanni Francesco Di Palma, continuatore del linguaggio mormandeo fino al terzo quarto del Cinquecento e che si rimanda all'approfondimento dell'architettura manierista a Napoli.

### L'architettura sacra minore e media dei primi tre decenni del XVI secolo

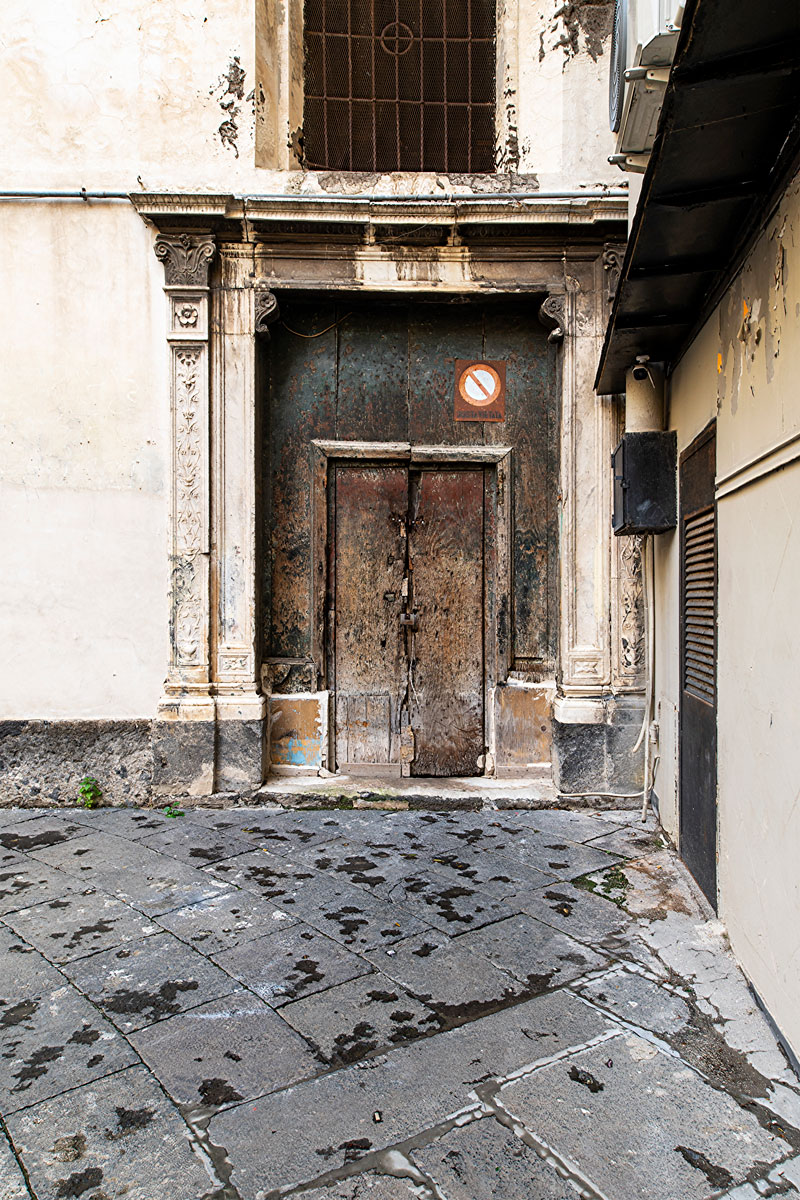
Portale malvitesco della piccola chiesa di Santa Maria dell'Arco a Portanova

Nell'edilizia sacra sono da segnalare alcune delle opere più significative di questa fase. Il Cinquecento, a differenza del secolo precedente, segna il trionfo della Chiesa cattolica, sia prima della riforma protestante sia dopo il concilio di Trento. Opere prettamente rinascimentali fanno riferimento a un arco di tempo ristretto. Se nel Quattrocento gli episodi sono molto limitati e circoscritti ai restauri del dopo terremoto avvenuto nel 1456, in questa fase s'inizio a teorizzare nuove tipologie planivolumetriche degli spazi sacri. La pianta a croce latina resta il perno principale nelle nuove, e sporadiche, edificazioni sacre di inizio secolo. Sin dalla fine del Quattrocento si preferiva allestire piccoli spazi di supporto alle basiliche principali, sotto forma di cappelline gentilizie private, ma che costituiscono esempi a sé di piccole architetture a pianta centrale, come prototipi per quello che venne a definirsi alla fine del secolo come base di supporto per l'architettura barocca. 

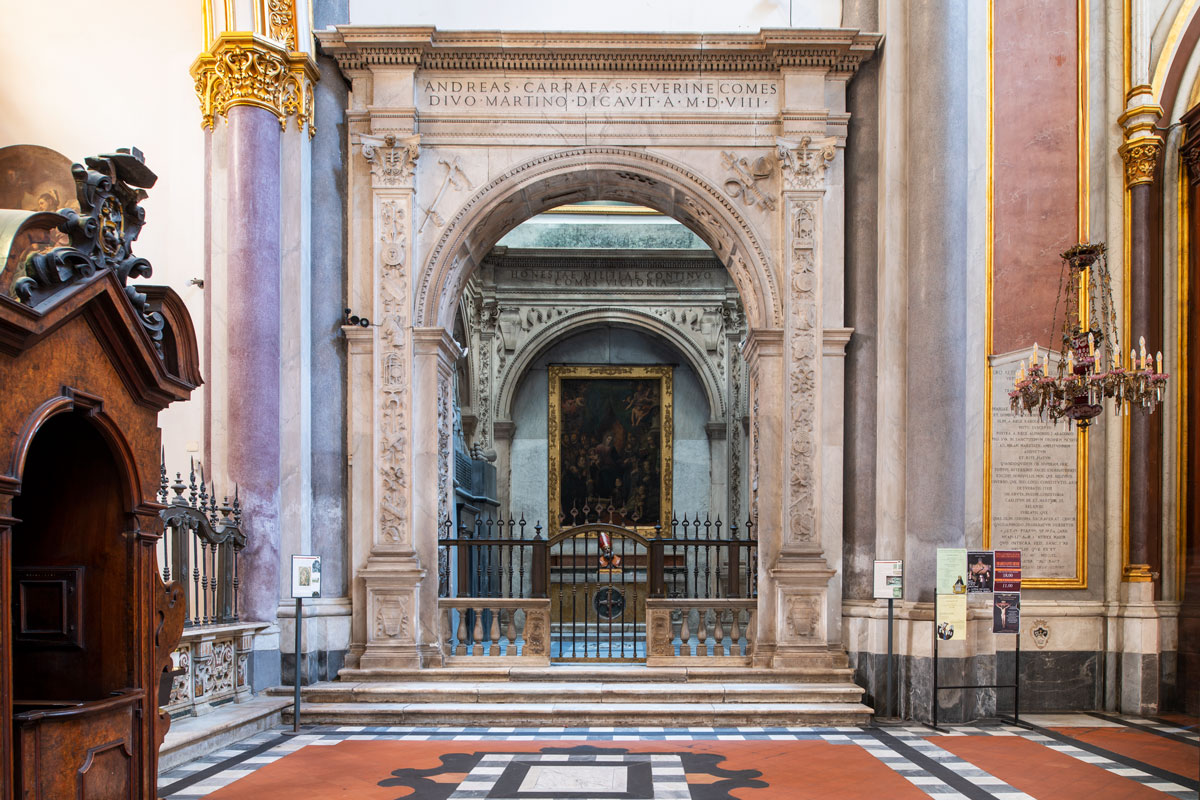
Cappella di San Martino in San Domenico Maggiore

Come per l'edilizia civile, anche in quella sacra restano pochi elementi che possono raccontare la magniloquenza dei luoghi raggiunta in questo periodo e celata da restauri posteriori di epoca barocca, come ad esempio la chiesa di San Pietro Martire, completamente celata dietro gli stucchi di Astarita della seconda metà del Settecento: solo dopo i danni bellici dell'ultima guerra sono riapparse due arcate cinquecentesche incorniciate da paraste corinzie su alti basamenti, in pieno stile mormandeo. Ancora una volta i portali sono la testimonianza di questa fase storica che in città ha avuto poca considerazione critica nel corso dei decenni successivi. La bottega dei Malvito, Tommaso Malvito e Giovanni Tommaso Malvito, hanno rappresentato a pieno il passaggio stilistico tra i due secoli. La chiesa di Sant'Agrippino a Forcella, sebbene restaurata a partire dal 1476, secondo Roberto Pane essa presenta alcuni tratti stilistici, seppur nella sua incompletezza esteriore della fabbrica, con la chiesa di Santa Maria delle Nevi di Francesco di Giorgio Martini. In tal contesto, che la copiosa produzione dei Malvito si muove, forti del decorativismo di matrice lombarda importata dagli scultori attivi presso la corte aragonese. Già risalente alla produzione cinquecentesca è il portale con lesene a candeliera della piccola chiesa di Santa Maria dell'Arco a Portanova. Il portale, per le sue caratteristiche figurative, doveva essere stato eseguito intorno ai primi anni del secolo. Oltre all'affermarsi di un linguaggio austero e classico di matrice romana, i primi decenni sono caratterizzati da altrettante forme di decorativismo di matrice centro-italiana e lombarda.

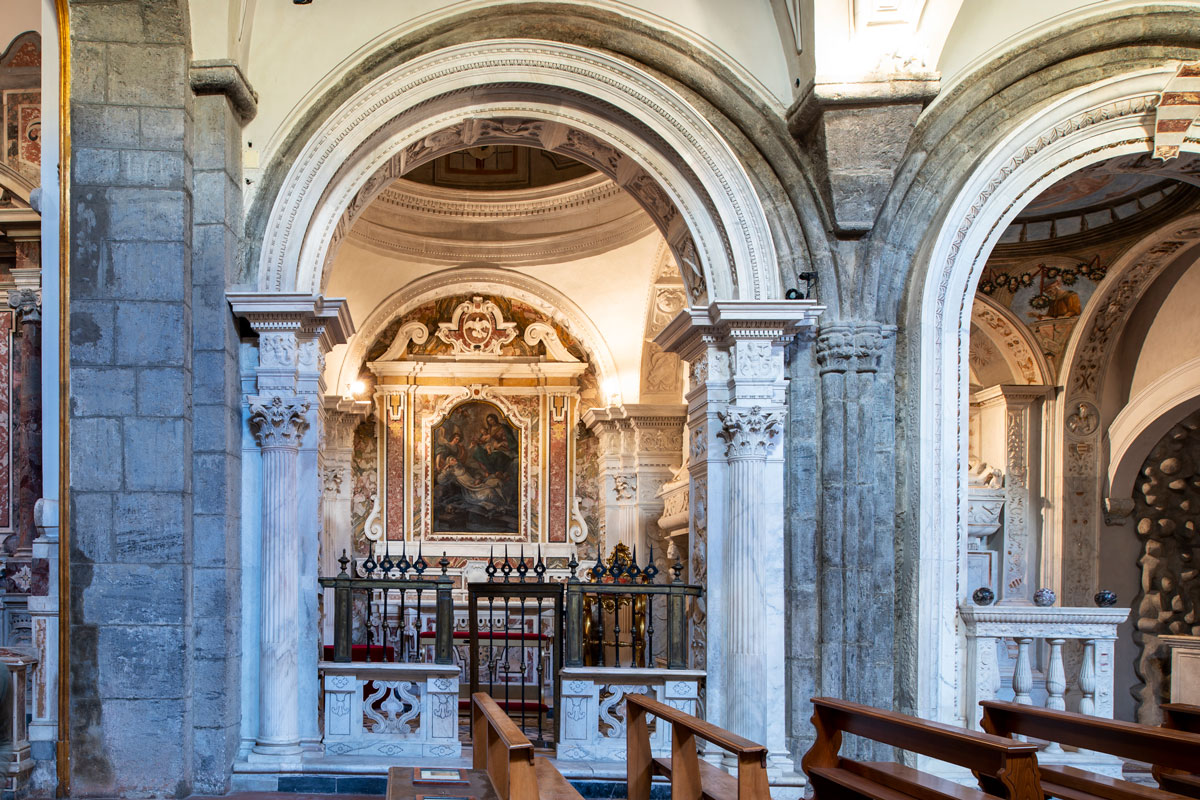
Cappella del Doce in San Domenico Maggiore

La basilica di San Domenico Maggiore è il luogo che rappresenta meglio la produzione architettonica e scultorea a cavallo tra i due secoli. La chiesa domenicana venne eletta a luogo di sepoltura di una delle più prestigiose casate del regno di Napoli: i Carafa. La famiglia nobile, che aveva membri nelle più alte sfere della società dell'epoca, per rimarcare il suo prestigio assunto e l'attitudine al mecenatismo trasformò le cappelle laterali in veri e propri allestimenti che fondevano architettura e scultura rinascimentale fino alla metà degli anni trenta del Cinquecento. I rimaneggiamenti barocchi prima e i restauri ottocenteschi di Federico Travaglini hanno alterato la lettura e la qualità figurativa degli spazi originari, probabilmente in stile rinasimentale dopo il terremoto del 1456. Uno degli ambienti più organicamente conservati è il cappellone del Crocifisso. Esso si configura come un ambiente a navata unca e due cappelle sul lato sinistro. Le pareti dell'invaso centrale sono coperte da monumenti sepolcrali della famiglia Carafa. I diversi sepolcri rappresentano una delle più singolari antologie della scultura napoletana dalla fine del Quattrocento alla fine del Cinquecento. All'interno del cappellone sono interessanti le due cappelle minori dette cappella del Doce e Cappella della Natività. Entrambe rappresentano una delle più alte forme del rinascimento a Napoli, la prima si configura come un piccolo spazio a pianta centrale, il cui accesso è garantito da un mirabile arco in ordine corinzio, coevo ad alcune esperienze di ambito romano, l'apparato scultoreo e architettonico fu affidato a Girolamo Santacroce, aiutato da Giacomo da Brescia e Antonino de Marco. La confinante cappella della Natività invece fu affidata alla bottega dei Malvito ed è di poco successiva alla realizzazione del Succorpo nel Duomo. 

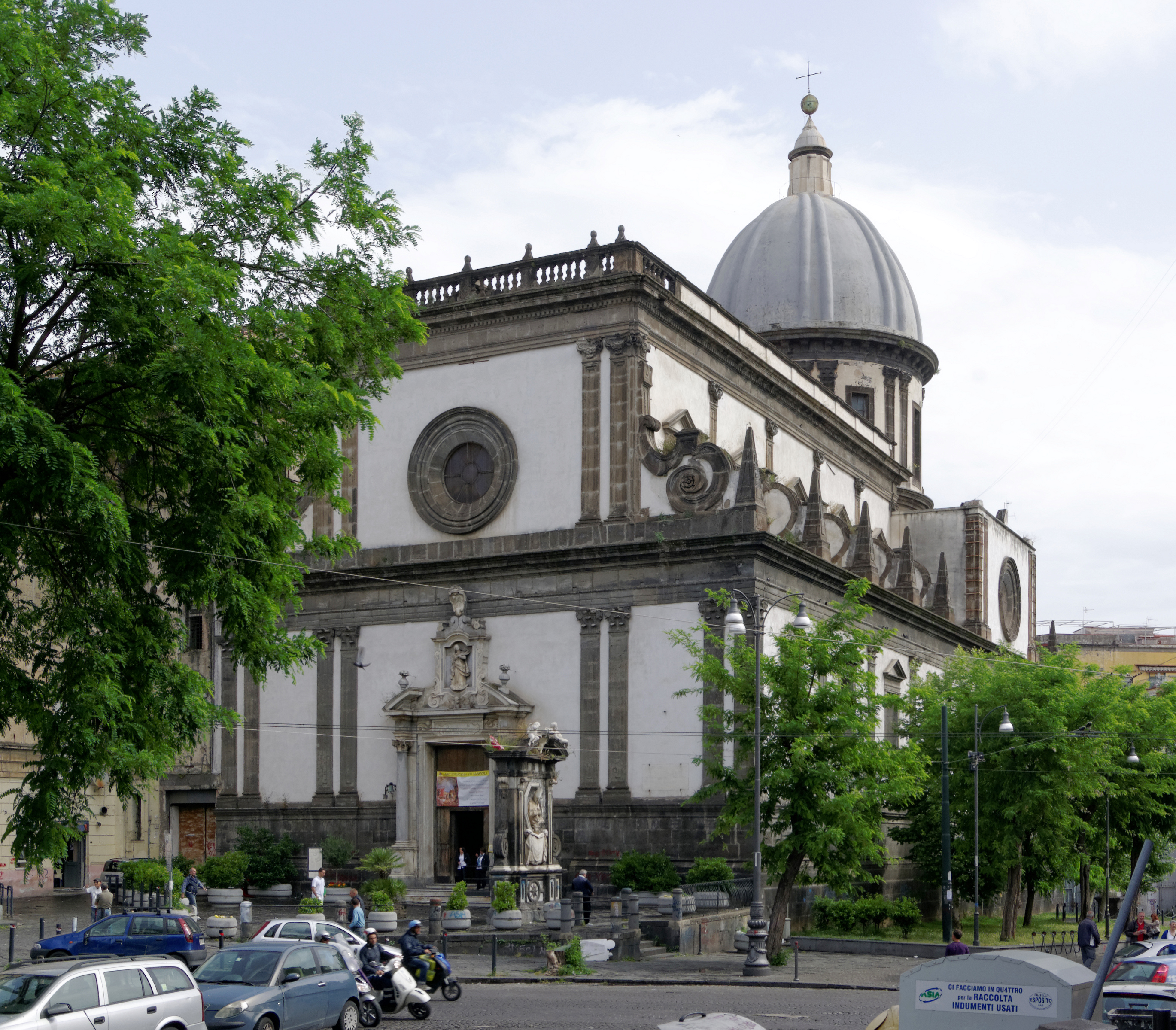
La chiesa di Santa Caterina a Formiello

L'altra cappella rinascimentale più rappresentativa del primo trentennio del secolo è quella dedicata a San Martino, sempre in San Domenico Maggiore. La cappella fu commissionata da Andrea Carafa di Santa Severina. Il Summonte, già all'epoca della sua celeberrima lettera a Marcantonio Michiel, attribuì l'opera ad Andrea da Fiesole e a un certo Matteo Lombardo, ma ricerche postume condotte dal Filangieri hanno decretato la paternità ad Andrea da Fiesole e il suo allievo Romolo Balsimelli. Il fronte è composto da un'elegante arcata racchiusa da due lesene corinzie su piedistallo. Anche in questa opera dei primi del secolo, sul fregio c'è la data 1508, l'influenza della scuola malvitesca è sentita nel partito decorativo degli elementi architettonici. L'invaso della cappella doveva avere analogie con la cappella Tolosa in Monteoliveto, ma per adattamenti successivi perse questa lettura organica dello spazio, mutilandola della percezione originaria.
La figura di Balsimelli, poco indagata e approfondita dalla critica specializzata, apparve nel cantiere della erigenda chiesa di Santa Caterina a Formiello. La notizia è relativa a un contratto stipulato nel 1519 per la fornitura di piperno da impiegare nell'ampliamento della chiesa. La chiesa, a croce latina inscritta in un rettangolo, nonostante la ridecorazione barocca fatta di pitture e indorature mantiene ancora intatta le sue proporzioni classiche. La facciata, rettangolare, mantiene ancora le sue proporzioni originarie anche dopo il completamento della stessa nel secolo successivo, la presenza di volute di raccordo con l'ordine superiore richiama, secondo Pane, l'incompiuta facciata della basilica di Santo Spirito. Il registro inferiore e il fianco su Porta Capuana è impostato su un alto stilobate che sostiene l'ordine composito alternato a finestre a tabernacolo con timpano triangolare, di chiara derivazione martiniana, ripreso anche al secondo ordine. L'ipotesi avanzata fu che Francesco di Giorgio Martini, nei suoi viaggi a Napoli abbia fornito disegni di elementi architettonici finiti e la pianta di una chiesa, visto che la chiesa napoletana presenta similitudini con la chiesa di Santa Maria delle Grazie al Calcinaio a Cortona. La presenza di finestre a tabernacolo, nella prima metà del secolo, è alquanto rara. Il cappellone di San Giacomo della Marca in Santa Maria La Nova, datato 1508, e attribuito all'oscuro Epifanio Raimo. Una terza finestra a tabernacolo presente in città è quella della Cappella dell'arte della Lana in chiesa di Santa Maria delle Grazie Maggiore a Caponapoli e inquadrabile sempre allo stesso periodo.
La chiesa di Santa Maria delle Grazie a Caponapoli è l'altra chiesa più rappresentativa e meglio conservata del primo Cinquecento napoletano. Compiuta in un arco temporale piuttosto ampio che va dal 1516 al 1560. La chiesa, a croce latina con navata unica e copertura in legno, presenta uno dei massimi esempi dell'architettura decorativa del secolo. L'influenza è ancora lombarda nel trattamento delle superfici che passano dal miglior repertorio della scuola malvitesca, di sapore già manieristico.

### L'architettura nei centri periferici del regno: Tra il linguaggio classico e gli echi catalani
Nelle province del regno lo sviluppo architettonico oscillava tra le pulsazioni classiciste legate agli eventi culturali che avvenivano a Napoli e ciò che restava della cultura catalana che ancora era fortemente radicata nei feudi. Questo lento sviluppo fu quindi legato al progressivo trasferimento della nobiltà, che fin dall'ultimo decennio del Quattrocento, iniziava a popolare la capitale del regno e con essa anche diversi intellettuali, artisti e umanisti, lasciando quindi nei loro feudi come residenze temporanee e senza impiantare corti stabili che aiutassero allo sviluppo e al progresso culturale le aree periferiche, lasciandole arretrate di qualche decennio.
Il palazzo Orsini a Nola ne è un esempio. Edificato negli anni sessanta del XV secolo, fu ampliato e ridecorato dopo circa un quarantennio. Nel palazzo, l'opera catalana si mescola con quella rinascimentale. La facciata fu impostata su uno zoccolo di tipica derivazione catalana che ricorda quello di Palazzo Sanseverino caratterizzato da una fascia toroidale. Gli elementi decorativi minori, quali stipiti di finestre e altri che contraddistinguono l'immagine architettonica complessiva del monumento nolano, rendono l'edificio singolare per la sua fisionomia strettamente composita, dovuta all'inscindibile fusione di elementi ancora arcaici con elementi classici.  
Analogo discorso vale per il Palazzo Pinto a Salerno dove agli inizi del Cinquecento sono ancora ravvisabili elementi pienamente catalani nel nucleo originario del palazzo. 
Più maturo nella sua composizione è il palazzo Albertini a Nola. Costruito al principio del Cinquecento dalla famiglia Albertini e successivamente passato alla famiglia Covoni (o Govoni). Nonostante le trasformazioni avvenute nel corso dei secoli l'immobile ha mantenuto i suoi caratteri artistici ed architettonici originari. Lo stile è ascrivibile a maestranze vicine a Giovanni Francesco Mormando. La facciata infatti ripercorre quasi pedissequamente la composizione del napoletano Palazzo Marigliano; un doppio ordine di lesene scandisce il ritmo della lunghezza del fronte principale su via Giordano Bruno. La sostanziale differenza tra il palazzo napoletano e quello nolano è l'inversione degli ordini architettonici, in quest'ultimo, secondo la regolare disposizione vitruviana, corinzio al piano terra e composito al piano nobile. L'insieme del palazzo napoletano risulta più proporzionato e compatto secondo un corretto schema del rinascimento maturo del primo Cinquecento, mentre in quello nolano le membrature in piperno sembrano fluttuare sulla parete piana,senza essere in grado di trasmettere quella tensione che sapeva impimere il Mormando. Non a caso manca della fascia di piperno sotto le lesene che garantiscono un delicato passaggio dagli elementi che disegnano lo spartitio e le specchiature ad intonaco bianco e gli stessi elementi risultano sproporionati rispetto al canonico dimensionamento degli ordini classici. Elemento di notevole interesse è il portale mormandeo in stile ionico che a dfferenza dei portali originali dell'architetto questo si manifesta con una sottile variante del capitello maggiormente schiacciato. Il basamento a toroide, arcaismo proveniente dalle esperienze catalane, ingloba resti di una trabeazione proveniente dall'antica Nola. 

Una maturazione del linguaggio rinascimentale iniziò a manifestarsi nel secondo decennio del XVI secolo con l'implementazione di elementi classici. Uno degli edifici più maturi realizzati nell'entroterra campano è il cosiddetto Palazzo del Cappellano a Lauro. La costruzione, voluta da Giovanni Cappellani, vescovo di Bovino e cameriere segreto di Papa Giulio II, fu iniziata nel 1513 ed è proseguita per almeno un quindicennio, esso rappresenta un riuscito esempio di architettura rustica del periodo. La facciata ispirata dall'edificio napoletano dei Sanseverino, è caratterizzata dall'uso massiccio di punte di diamante al primo livello e da bugne a cuscino lisce al pian terreno intervallate da una trabeazione marcapiano tra i due trattamenti di superficie, mentre il basamento è distinto da una fascia toroidale di chiara ispirazione catalana. Significativo è il portale, realizzato in tufo grigio, presenta un'apertura a tutto sesto a fasce racchiusa tra due paraste corinzie trabeate. Secondo alcuni studiosi, la presenza di Giovanni Cappellani presso corte papale romana sia stata determinante per le scelte architettoniche adottate nel suo edificio. Si è ipotizzato che nei mesi immediatamente successivi alla morte di Giulio II, il Cappellani abbia svolto un ruolo di rilievo nel curare il conclave per l'elezione del successivo papa e in questa fase potrebbe essere entrato in contatto con Giuliano da Sangallo che attraverso il disegno della ricostruzione della Porta augustea di Fano abbia dato l'ispirazione al vescovo di Bovino, mentre non è pervenuto l'architetto esecutore della fabbrica che secondo altri studiosi potrebbe essere stato Gabriele d'Agnolo.

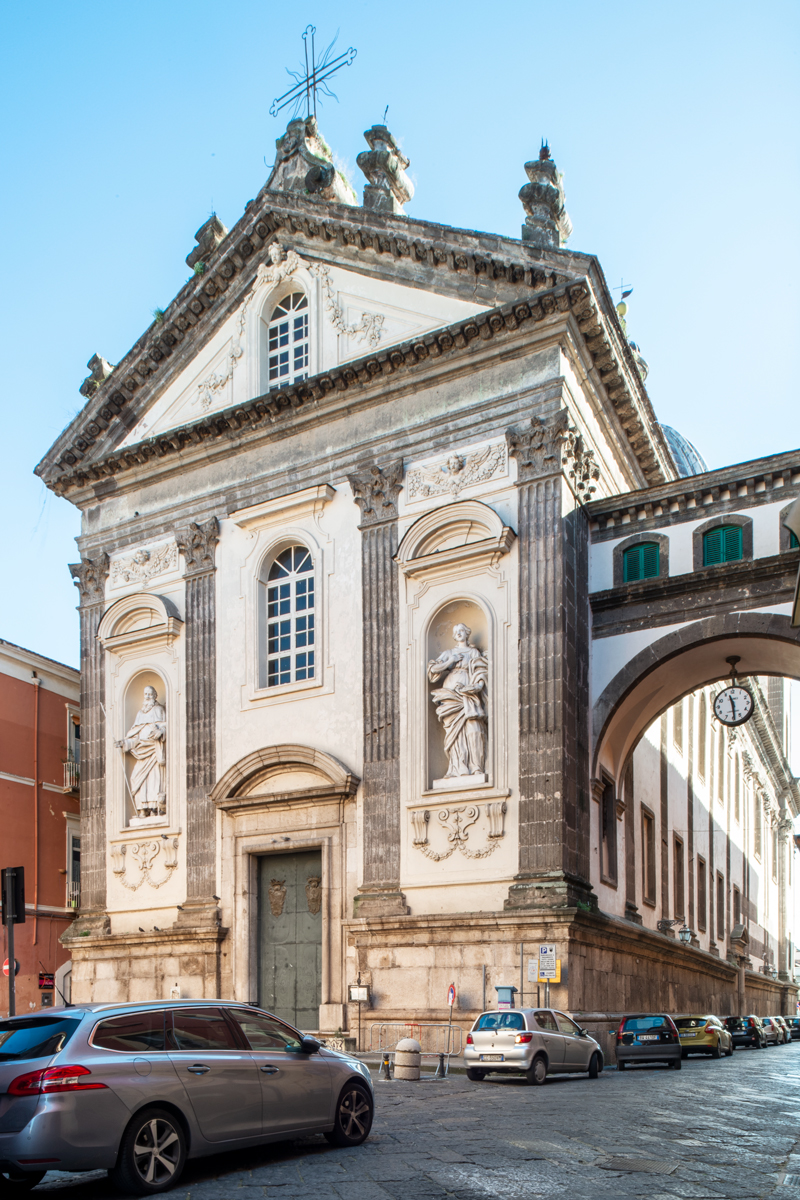
Chiesa dell'Annunziata, Capua

 A Capua, nonostante la presenza di residuali esempi architettonici ancora legati alle contaminazioni catalane degli anni centrali del XV secolo, il passaggio a uno stile più maturo avvenne attraverso la costruzione del palazzetto in via Pier della Vigna. Il palazzetto, edificato negli ultimi anni del Quattrocento, ha due facciate rappresentative lasciate incompiute, e un cortile quadrato che è una delle più pure e belle composizioni del rinascimento napoletano. Il cortile si svolge con un'arcata su ogni lato, contenuta entro lesene angolari. Il carattere spiccatamente fiorentino della costruzione fece supporre a Roberto Pane nel suo libro sul rinascimento napoletano della presenza di Giuliano da Maiano nel capoluogo della Terra di Lavoro.
La chiesa dell'Annunziata, sempre nella stessa città, rappresenta la più alta manifestazione dell'architettura rinascimentale nel territorio comunale. La chiesa, di origine medioevale, venne dichiarata pericolante e necessitò di una radicale ricostruzione in stile rinascimentale a partire dal 1521. Il nuovo edificio venne concepito a immagine di un tempio classico poggiato su alto stilobate in pietra calcarea proveniente dal vicino anfiteatro campano sul quale si dispiegano le lesene corinzie che sostengono una trabeazione continua che sul fronte principale assume la forma di un timpano. La facciata principale, scompartita in tre specchiature tra lesene, presenta un portale centrale sovrastato da un finestrone, mentre ai lati si aprono due grandi nicchie. Fu alterata con il rifacimento barocco settecentesco che ha cancellato l'originale decorazione, eccetto l'intelaiatura in piperno degli elementi caratterizzanti originari. L'assetto generale della costruzione, richiama in una lettura ingigantita la piccola chiesetta delle Paparelle a Napoli, questo aspetto farebbe ipotizzare che con molta probabilità che a fornire un primitivo progetto potrebbe essere stato lo stesso Mormando, che già alla fine del Quattrocento aveva lavorato presso la Casa dell'Annunziata di Capua per la realizzazione di due organi, ampiamente documentati, e alla morte di questi completata da altri. La presenza del Mormando in Terra di Lavoro è documentata anche dai contratti stipulati con la Casa dell'Annunziata ad Aversa, dove a partire dal 1520 fornì disegni per l'ampliamento dell'ospedale connesso al monastero. Attualmente tracce rinascimentali della fabbrica non sono pervenute dopo i ripetuti rifacimenti nei secoli successivi.

### L'evoluzione della scultura in seno al classicismo: gli scambi con le altre matrici classiciste della penisola
Il panorama della scultura tra la fine del Quattrocento e gli inizi del Cinquecento fu particolarmente variegato. Le influenze toscane progressivamente iniziano ed essere assorbite dal crogiolo artistico presente in città generando brani scultorei originali. La scultura cinquecentesca vide come figura archetipica il già visto Giovanni da Nola.
Interessante è la questione che lega l'attività dei toscani a Napoli alla fine del Quattrocento e agli inizi del successivo strettamente connessi alla corte aragonese e alla presenza di importanti famiglie fiorentine dedite all'attività bancaria, garantendo loro i pagamenti delle opere realizzate. La presenza degli Strozzi e molto probabilmente dei Gondi nella capitale mediterranea della penisola favorì sul sorgere del nuovo secolo un proficuo mercato dell'arte di maestranze fiorentine. Con tali premesse, la presenza di artisti fiorentini contribuì alla diffusione del linguaggio maturo della fine del secolo, accanto a questi si sviluppò anche la formazione di scultori di "seconda generazione", ovvero toscani che non si formarono in madrepatria, ma a Napoli stessa, servendo nei loro anni giovanili le botteghe di questi maestri.
Uno degli scultori più rappresentativi di questa stagione fu lo scultore Andrea Ferrucci. Egli s'impiantò in città a partire dal 1487 al 1493, le cui date rappresentano gli estremi di documenti che testimoniano la sua presenza. Un secondo soggiorno dello stesso avvenne circa un quindicennio dopo, di durata molto più breve e destinato solamente al completamento della Cappella Carafa di Santa Severina in San Domenico Maggiore. La vicinanza di parentela con Antonio Marchesi da Settignano, di questi sposò la figlia, e quindi anche con i fratelli Giuliano e Benedetto da Maiano, tutti legati intorno alla famiglia toscana dei Gondi, influenzò notevolmente il linguaggio del Ferrucci, nelle cui opere d'intaglio s'intravedono i modi dei due fratelli fiesolani come ad esempio nel ciborio della Concattedrale di Castellammare con quello della Badia a Settimo eseguito da Giuliano circa un cinquantennio prima.
Nella sua parentesi napoletana realizzò il Sepolcro di Giovanni Battista Cicaro, realizzato negli anni del completamento della Cappella di Santa Severina in San Domenico. È conservato nell'antisagrestia della chiesa dei Santi Severino e Sossio, mostra nella sua composizione generale un linguaggio maturo e distante da quello maianesco d'origine. La composizione, di tipo piramidale, rappresenta nel panorama napoletano un fattore di novità che verrà successivamente da altri scultori della sua cerchia. L'ampio basamento con iscrizione dedicatoria è completamente lavorato a grottesca, agli estremi poggiano statue di santi che inquadrano l'urna sepolcrale sormontata da putti e al centro lo stemma nobiliare della famiglia, quest'ultimo, al vertice, sormontato da un putto in piedi. Lo storico dell'arte Riccardo Naldi, definì questa scultura sepolcrale "Tomba-Tabernacolo" poiché gli aspetti che compongono l'insieme potevano essere desunti da altari e tabernacoli. Uno dei seguaci del Ferrucci fu Romolo Balsimelli, che venne chiamato dal fiesolano come aiutante alle sculture nel 1505.
Tra i toscani presenti nell'ex capitale del regno c'è la figura di Vittorio di Buonaccorso Ghiberti, bisnipote di Lorenzo Ghiberti. La sua presenza fu documentata per un breve periodo di tempo a partire dal 1521, le scarse informazioni biografiche non consentono di ricostruire esaustivamente il profilo artistico dello scultore, che era ricordato come artista completo nella scultura, nella pittura e nell'architettura nella più classica tradizione rinascimentale. Il Ghiberti realizzò con certezza una serie di busti, inseriti nella facciata di Palazzo Orsini di Gravina. Probabilmente suoi sono anche i medaglioni presenti tra le arcate della corte del medesimo palazzo. 

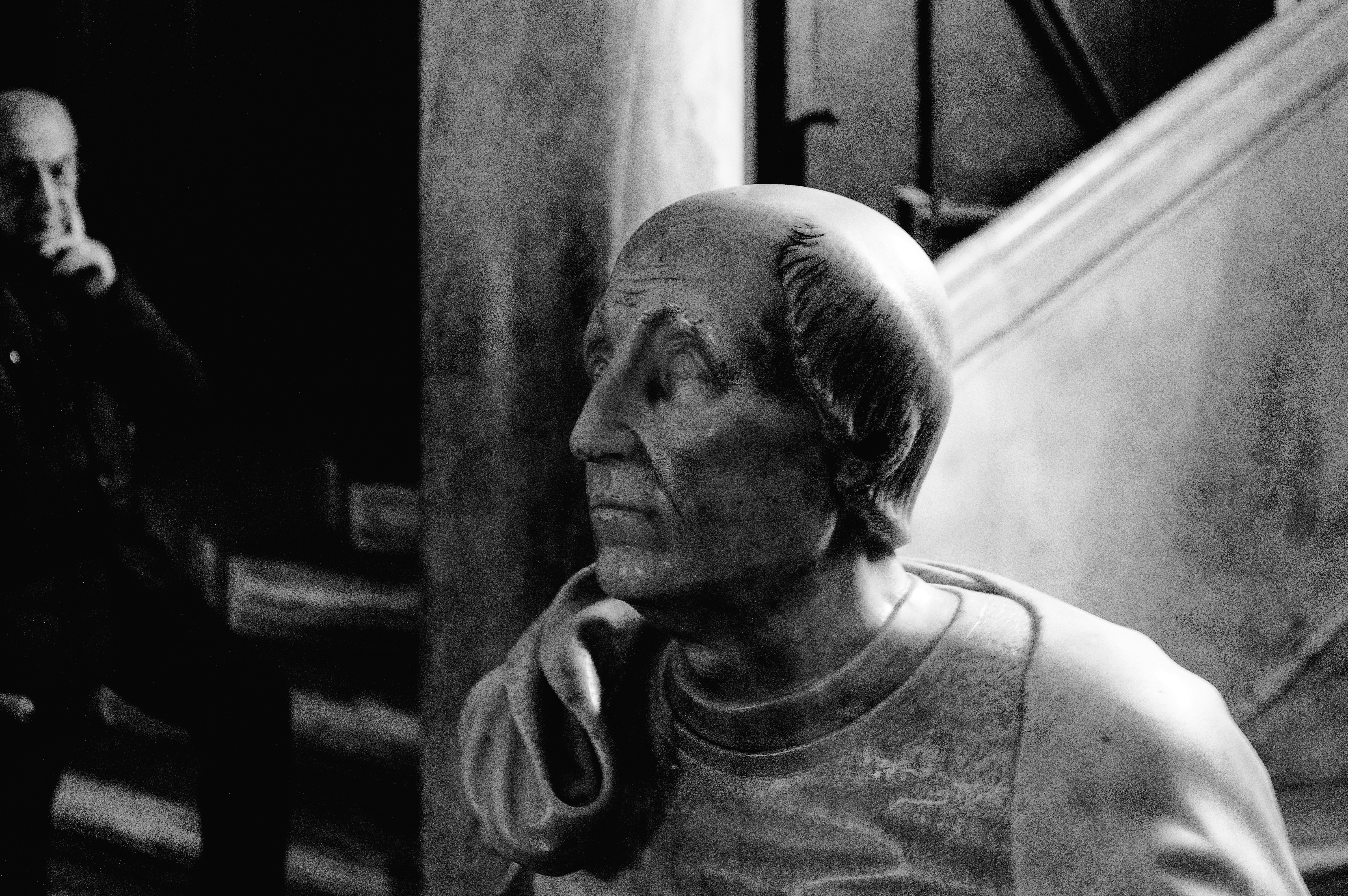
Giovan Tommaso Malvito, Oliviero Carafa nella Cappella del Succorpo, 1508

Il secondo filone, quello più produttivo artisticamente, è legato alla scuola lombarda. Continuatrice dei modi di Jacopo della Pila e di Tommaso Malvito trovò il suo riferimento cardine nel lavoro di Giovan Tommaso Malvito, figlio di Tommaso. La bottega dei Malvito fu considerata tra le più prolifiche presenti in città. La capacità di influenzare interi scultori al classicismo lombardo, caratterizzato dal decorativismo fitomorfico esasperato. La produzione della bottega fu così numerosa che potrebbe dividersi in quella quattrocentesca dove padre e figlio collaborarono spesso insieme e la fase cinquecentesca che vide quasi sempre Giovan Tommaso come protagonista dopo la morte del padre nel 1508. L'attività dei Malvito è sinteticamente esposta nel Cappellone del Crocifisso in San Domenico Maggiore, dove Giovan Tommaso eseguì il Sepolcro di Ettore Carafa, insieme al padre, e il Sepolcro di Troilo Carafa, entrambi realizzati tra il primo e il secondo decennio del Cinquecento. Risultò nota, da atti notarili dell'epoca, invece la collaborazione tra Giovanni da Nola e la bottega dei Malvito per la realizzazione del Sepolcro di Galeazzo Pandone, sempre in San Domenico. L'opera è datata al 1514. L'attività fiorente della bottega interessò anche opere scultoree al di fuori della capitale del viceregno, nel 1518 venne eseguito il portale di accesso al Complesso dell'Annunziata di Aversa, su commissione di Jacopo Mormile.

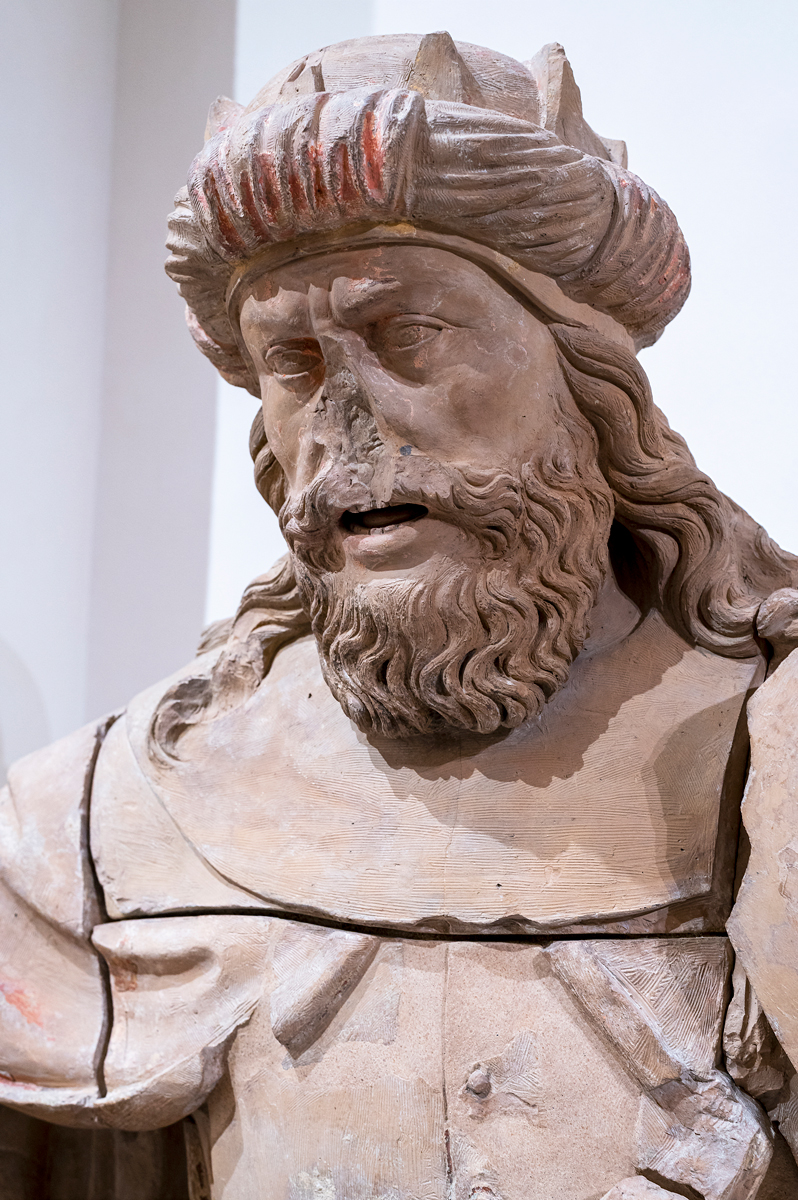
Domenico Napoletano, dettaglio di Re Salomone, dalla Cona dei Lanii, 1508-1517, Museo nazionale di San Martino

Le opere più mature della bottega retta da Giovan Tommaso furono il Sepolcro del vescovo Giovan Maria Poderico del 1525 in San Lorenzo Maggiore, il Sepolcro di Giovan Jacopo del Tocco nel Duomo e infine la cappella di San Rocco in chiesa di Santa Maria delle Grazie Maggiore a Caponapoli, realizzata tra il 1517 e il 1524 come luogo di sepoltura di Giovannello de Cuncto e la moglie Lucrezia Filangieri di Candida. In quest'ultima opera il Malvito si occupò di realizzare sia i sepolcri dei defunti, sia l'apparato architettonico del sacello, nelle più compiute forme del linguaggio rinascimentale classico.
Nel solco della cultura lombardo-napoletana è da inserirsi il filone degli scultori locali. Una delle caratteristiche del linguaggio degli scultori locali fu quello di riuscire a ibridare tecniche scultoree e linguaggi espressivi completamente diversi. La scultura in terracotta, arrivata in città con Guido Mazzoni sul finire del Quattrocento, divenne subito oggetto di attenzione da parte di mecenati e artisti per comprendere le potenzialità della terracotta in ambito scultoreo. Uno degli scultori più abili a modellare questo materiale fu Domenico Napoletano, artista poco indagato della storiografia dell'arte napoletana a cavallo tra Quattrocento e Cinquecento. Di dubbia attribuzione è l'Altare di San Rocco in San Lorenzo Maggiore, l'opera completamente in terracotta presenta caratteristiche tipiche del linguaggio lombardo di fine Quattrocento. Questo aspetto denota la formazione dello scultore presso botteghe lombarde presenti in città o al massimo un'influenza indiretta di tali cantieri hanno favorito l'assorbimento di quei modelli compositivi.
(Pietro Summonte, Lettera a Marcantonio Michiel, 1524)

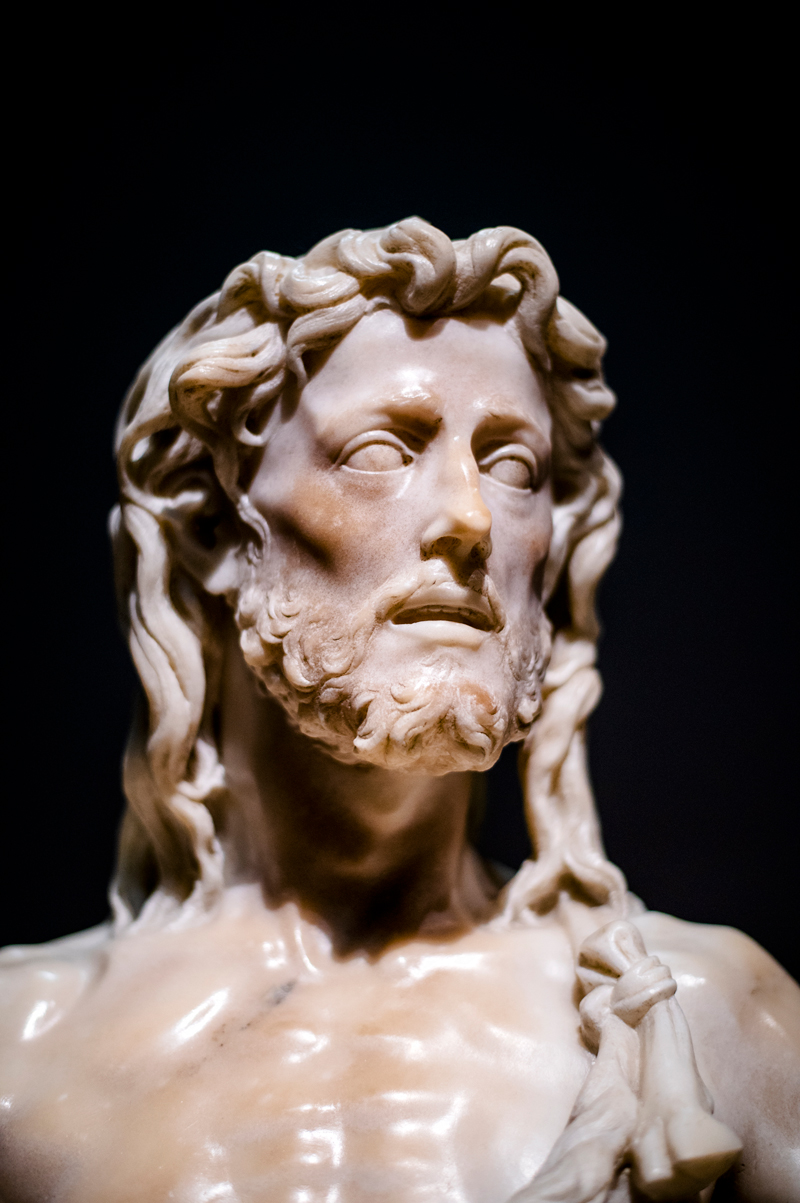
Girolamo Santacroce, Ecce Homo Agnus Dei. Dettaglio del San Giovanni Battista.

L'opera più importante, e quella certamente attribuita, è la Cona dei Lanii, realizzata a partire dal 1508 e conclusa nel 1517. L'opera fu voluta dalla corporazione dei Lanii, ovvero i macellai, per la loro cappella in Sant'Eligio. L'opera è conservata presso il Museo nazionale di San Martino. La scultura, nelle sue linee generali, risente ancora dell'influsso lombardo: l'apparato architettonico ricorda molto le cornici e le porte realizzate dalla bottega dei Malvito. I singoli elementi ornamentali che compongono le scene presenti nell'elaborata composizione presentano tratti più maturi e vicini a ciò che si stava producendo contemporaneamente a Roma, in ambito scultoreo e pittorico. La Madonna con il bambino presenta influenze raffaellesche, ciò denota una capacità dello scultore partenopeo di sapersi aggiornare al cambio dei linguaggi a cavallo dei secoli.
In ambito della scultura in legno è da menzionare la presenza presso gli olivetani di fra Giovanni da Verona che nel 1506 eseguì gli stalli lignei per la cappella Tolosa e in seguito riadattati nella sagrestia di Sant'Anna dei Lombardi. La perizia del veronese nell'eseguire delicate prospettive con le diverse essenze lignee, regalando un senso pittorico alla composizione, è indice dell'elevato grado raggiunto durante il rinascimento italiano della padronanza delle tecniche e delle teorie messe a punto un secolo prima.
Un terzo filone della scultura napoletana è caratterizzato dallo scultore napoletano Girolamo Santacroce. Appartenente alla schiera degli artisti che gravitano intorno alla figura di Giovanni da Nola, egli seppe, in modo originale interpretare e sintetizzare gli influssi della scultura contemporanea che si realizzava nelle altre corti italiane, in particolare quella fiorentina dopo la prima stagione medicea e quella papalina. Tale attenzione fu dovuta al costante aggiornamento attraverso viaggi e frequentazioni di artisti provenienti dalla città eterna e operativi a Napoli nei primi tre decenni del secolo.
(Pietro Summonte, Lettera a Marcantonio Michiel, 1524)
Santacroce proveniva da una famiglia di orafi, lui stesso fu educato all'arte orafa. Analogamente a Giovanni da Nola, si convertì alla scultura marmorea durante i lavori di ornamentazione della cappella Caracciolo di Vico in San Giovanni a Carbonara, dove eseguì la statua del San Giovanni Battista. Nella scultura presente nella cappella dei Caracciolo, il Santacroce mise in evidenza il suo precoce talento artistico nel definire la trama superficiale del marmo con particolare sensibilità e realismo
Intorno al 1520 eseguì uno dei capolavori della scultura cinquecentesca napoletana, la pala d'altare della Madonna delle Grazie in Sant'Aniello a Caponapoli. Per la realizzazione dell'ancona marmorea è probabile che lo scultore sia stato condizionato da Raffaello Sanzio attraverso la sua Madonna di Foligno eseguita circa un decennio prima. Tale aspetto è frutto della rielaborazione di modelli formali ricavati dalla frequentazione di Bartolomé Ordóñez e Diego de Siloé, sulla base di una sintassi raffaellesca.
Tra il 1521 e il 1522 soggiornò a Carrara, insieme con Giovan Giacomo da Brescia per concludere le opere lasciate incompiute dal de Siloé, al suo ritorno eseguì un altro capolavoro della scultura napoletana della prima metà del secolo, l'Altare del Pezzo nella chiesa di Sant'Anna dei Lombardi. In quest'opera il Santacroce adattò schemi compositivi desunti dalla scultura funeraria di Andrea Sansovino, in particolare nei Monumenti funebri dei cardinali Ascanio Sforza e Girolamo Basso della Rovere in Santa Maria del Popolo a Roma.
La maturità compositiva raggiunta dal Santacroce sia nell'esecuzione di sculture a tutto tondo, sia nella realizzazione di opere scultoree complesse come ancone e altari furono oggetto di profonda ammirazione da parte di Giorgio Vasari che arrivò a includerlo nelle sue Vite.
Con la scultura di Giovanni da Nola e di Girolamo Santacroce, si arrivò a definire una scuola di scultura napoletana pienamente formata e caratterizzata da personaggi originali in grado di contendere una posizione chiave all'interno dei flussi artistici della vice capitale e all'interno del Regno costantemente minati dal richiamo di artisti forestieri. La flessibilità delle nuove personalità autoctone fu in grado di assorbire gli influssi esterni come stimolo al rinnovamento e contemporaneamente creare un legame con la tradizione consolidatasi nel primo cinquecento. Questi nuovi artisti diedero vita alla scultura di maniera napoletana.

### Napoli crocevia del rinascimento in ambito mediterraneo: le figure di Bartolomé Ordóñez e Diego de Siloé

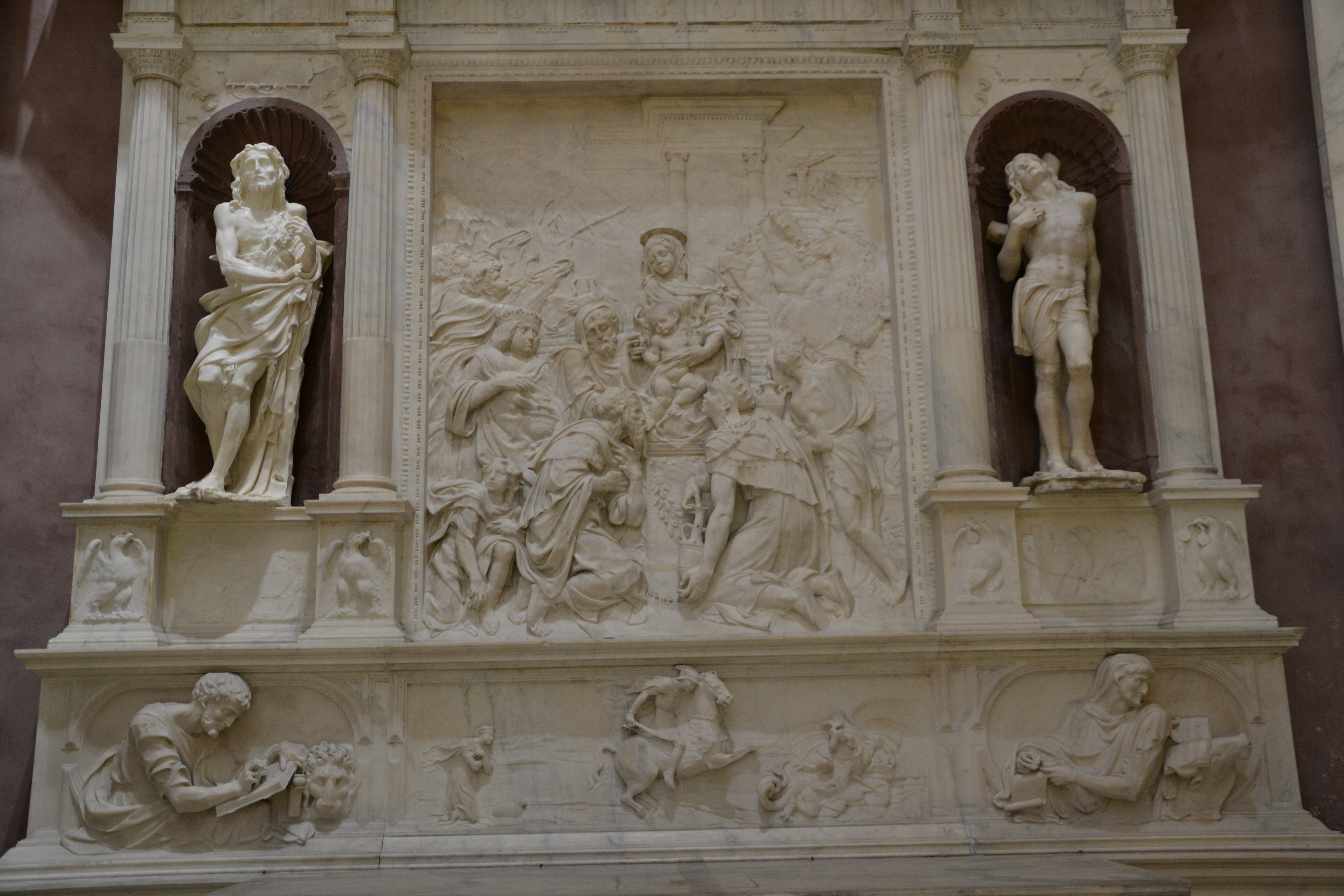
Diego de Siloé e Bartolomé Ordóñez, dettaglio dell'Altare dell'Epifania in San Giovanni a Carbonara

La Napoli della fine del Quattrocento e gli inizi del Cinquecento si affermò come importante snodo commerciale con gli Stati europei del medierraneo occidentale, privilegiando il canale spagnolo. La Spagna, inoltre, era molto ben inserita nella società italiana preunitaria, in particolare a Roma dove i Borgia s'insediarono nella Città Eterna dalla metà del XV secolo con Papa Callisto III, al secolo Alonso Borgia. La presenza di nobili spagnoli nel Regno di Napoli e nello Stato Pontificio fece da vettore per continui e costanti scambi culturali. Nel 1548, il pittore e teorico portoghese Francisco de Hollanda nei suoi Dialoghi in Roma redasse l'elenco dei principali artisti europei del suo periodo, citando gli scultori Bartolomé Ordóñez e Diego de Siloé e i due pittori Alonso Berruguete e Pedro Machuca. I quattro artisti divennero, successivamente, i principali ambasciatori del classicismo italiano in Spagna.
Poco si sa della formazione spagnola di Ordóñez e di de Siloé, entrambi originari di Burgos. Agli inizi del Cinquecento essi lasciarono la madrepatria per stanziarsi in Italia e prima di stabilirsi nella capitale del Regno soggiornarono sicuramente a Firenze e Roma, dove entrarono in contatto con l'alta scultura del tempo, imparandone i trucchi. A Napoli condussero una parte fondamentale della loro attività giovanile durata poco più di un decennio, ma molto densa e stimolata di impegni prima della loro partenza quasi contemporanea; Ordóñez partì per Carrara verso la fine degli anni Dieci del Cinquecento e trovò morte prematura nel 1520; de Siloe partì per la Spagna nel 1519 senza farvi più ritorno e diventando il principale riferimento della scultura e dell'architettura all'italiana durante l'impero di Carlo V nella sua terra natia.

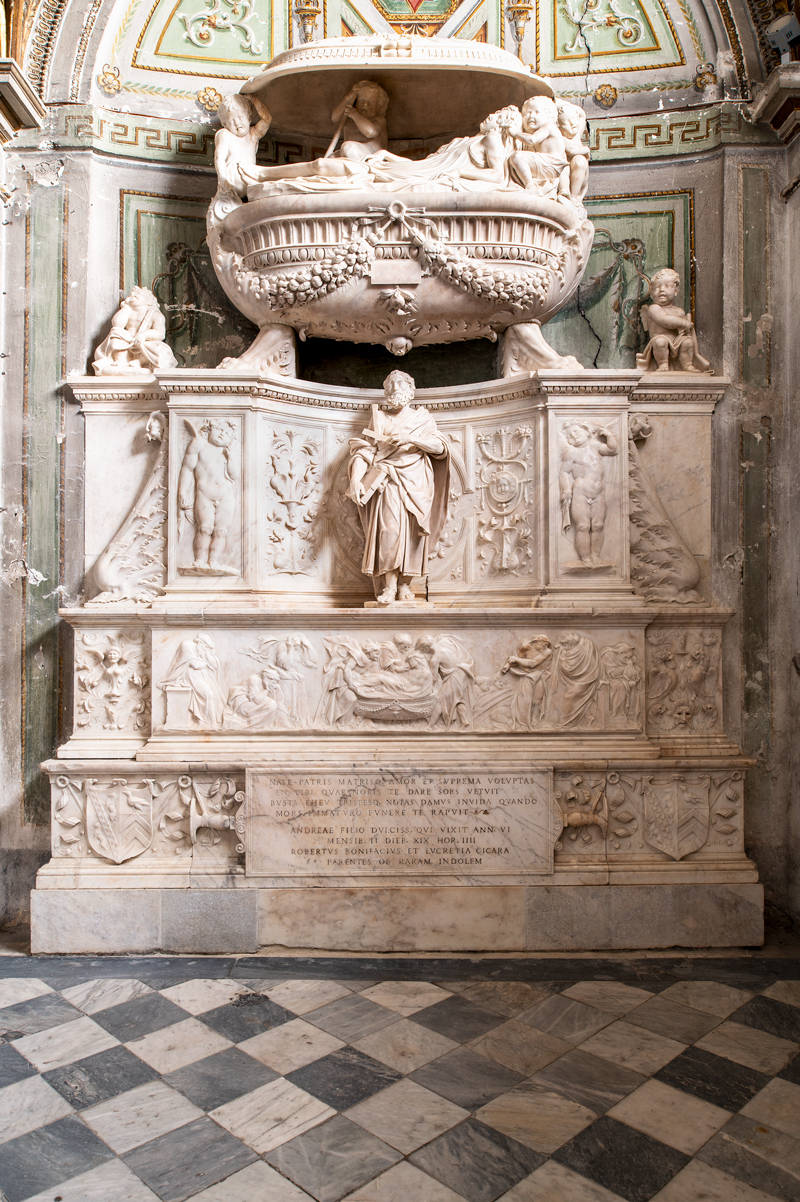
Bartolomé Ordóñez, Sepolcro di Andrea Bonifacio

L'opera dei due spagnoli a Napoli venne ricordata qualche decennio più tardi da Giorgio Vasari quando l'artista aretino soggiornò in città nel 1545 e visitò il convento di San Giovanni a Carbonara e in particolare nella Cappella Caracciolo di Vico dove s'imbatté nel lavoro più importante di Ordóñez, la tavola marmorea con l'Adorazione dei Magi. L'aretino lasciò il ricordo di questa visita già nella prima edizione de Le vite de' più eccellenti pittori, scultori e architettori date alla luce nel 1550.
(Giorgio Vasari, Le Vite, 1550 ed. 1878)

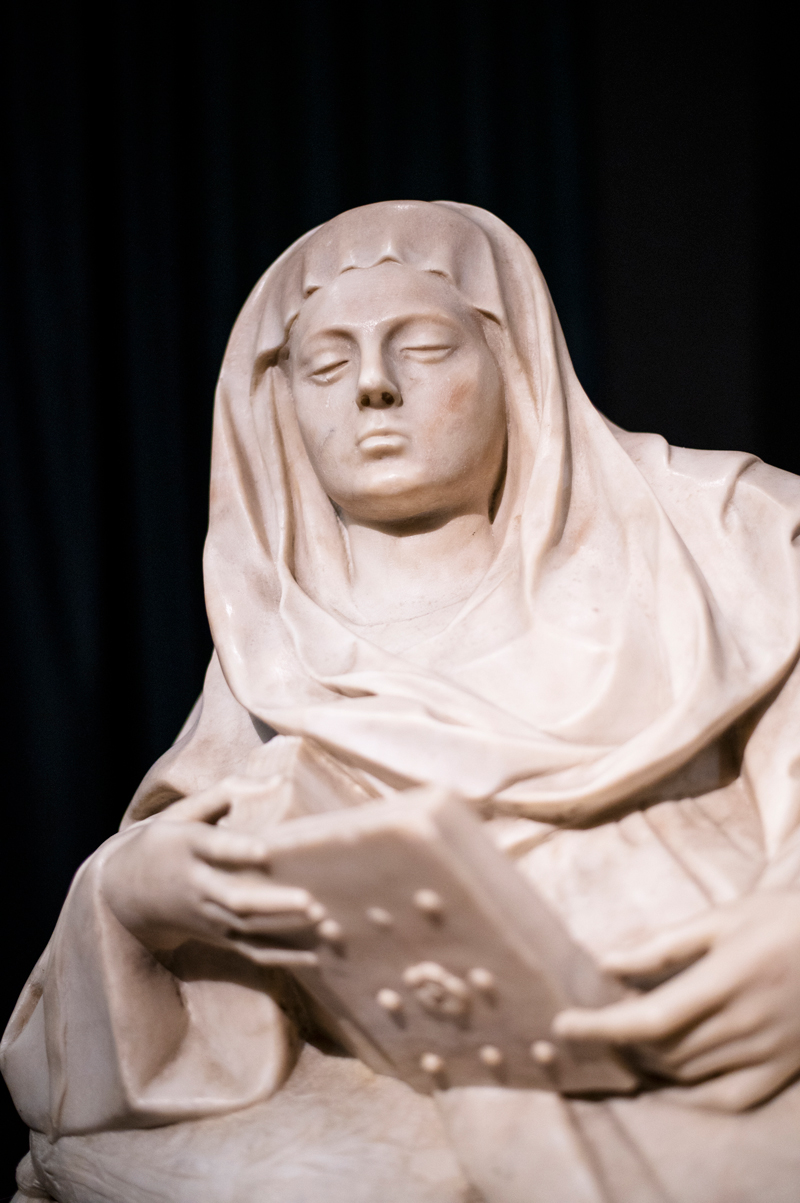
Diego de Siloe, Ritratto femminile (chiesa di Santa Maria Assunta dei Pignatelli)

La testimonianza vasiariana si fermò alla sola citazione della nazionalità dell'Ordóñez senza approfondire più ampiamente l'attribuzione completa dell'opera. Nel Seicento lo scrittore Cesare D'Engenio, nella sua Napoli Sacra lo identificò in Pietro di Piata, uno scultore di cui restano alcune attestazioni documentarie, ma difficile da collocare negli anni in cui era operativo Ordóñez. Da documentazioni archivstiche sparse tra l'Italia e la Spagna si è potuto ricostruire il percorso di Ordóñez sulla sua attività di scultore e di imprenditore nelle cave della Lunigiana. Il soggiorno napoletano di Ordóñez è databile intorno alla metà del secondo decennio del Cinquecento, anche se gli estremi della sua presenza affermano un confine molto labile della datazione precisa. La capitale del vice regno, nel frattempo, si stava aggiornando alle nuove tendenze della Firenze post medicea e della Roma di Giulio II, memore di questi eventi fu la tavola commissionata da Girolamo del Doce, nella propria cappella in San Domenico Maggiore, a Raffaello Sanzio, la cosiddetta Madonna del Pesce. L'opera divenne fonte d'ispirazione per molti artisti che iniziarono ad abbracciare la maniera moderna. Anche i due spagnoli soggiornanti in città restarono a studiare la composizione raffaellesca della tavola. Opera cardine dell'Ordóñez è il San Matteo e l'Angelo nella chiesa di San Pietro Martire, la scultura alta 130 cm doveva essere posta in uno spazio dedicato. Lo scultore raffigura il santo in atteggiamento dinamico, tipico delle invenzioni figurative contemporanee di Michelangelo Buonarroti nella figura della Madonna del Tondo Doni confrontabile con la torsione della mano dell'angelo che regge il libro. Ulteriore modello di riferimento potrebbe essere stato anche Sacrificio di Isacco di Donatello e la figura di Pitagora della Scuola di Atene di Raffaello nell'espressione rilassata del santo nell'atto di scrivere. Con quest'opera, ricca di riferimenti raffaelleschi, michelangioleschi e donatelliani, Ordóñez fu in grado di spingere la statuaria napoletana a cavallo dei secoli oltre i formalismi quattrocenteschi, aprendo la strada a Girolamo Santacroce e Giovanni da Nola. 
Alla metà del secondo decennio del Cinquecento erano riconducibili i lavori relativi alla prima fase dell'impianto decorativo della Cappella Caracciolo di Vico, al biennio 1514 - 1515 risaliva il portale di accesso, in tale cantiere Ordóñez collaborò con Diego de Siloé. Il lavoro del secondo è ben comparabile nelle decorazioni del fornice di accesso in ordine dorico con la Madonna con il bambino presso la piccola chiesa di Santa Maria Assunta dei Pignatelli, la cui paternità non è ancora del tutto certa, ma per alcuni studiosi, confrontando date ed eventi dei primi anni del Cinquecento, hanno attribuito l'opera al De Siloe anche sulla base di sculture realizzate prima del soggiorno napoletano dello scultore e opere minori realizzate in città dove possono trovarsi tratti più o meno accentuati del suo modus operandii. Alla luce delle considerazioni di Giovanni Pontano sul tema della magnificenza, legata dalla qualità esecutiva dell'opera e dall'eccellenza della materia lavorata, Galeazzo Caracciolo, committente del proprio sacello, affidò la realizzazione dell'altare principale alla coppia di scultori spagnoli aiutati, tra l'altro, da un giovanissimo Girolamo Santacroce. Elemento focale dell'altare è pala marmorea al centro della composizione che tra l'altro segue i precetti, sempre filtrati dalla mente del Pontano, intimo amico del mecenate committente dell'opera, di Leon Battista Alberti dove nel suo De re aedificatoria consiglia di preferire l'ornato scultoreo, piuttosto quello pittorico, alle pareti dei templi. A differenza delle pale di altare realizzate dai da Maiano e da Rossellino in Monteoliveto, nell'ancona di San Giovanni a Carbonara si evidenzia il senso di continuità dell'elemento scultoreo con la cornice architettonica classica in un unicum di rara compattezza. La tavola centrale con l'Adorazione dei Magi dell'Ordóñez richiama, nella sua composizione, riferimenti leonardeschi alla sua Adorazione dei Magi e a quella di Filippino Lippi, indice che lo scultore spagnolo sapeva bene cogliere e sintetizzare modelli e riferimenti contemporanei e di saperli reinterpretare secondo una personale visione. Tra le sculture a tutto tondo che sono a contorno della pala d'altare è da segnalare il San Sebastiano morente di De Siloé, nell'opera napoletana si possono intravedere chiari riferimenti al giovane Michelangelo Buonarroti dello Schiavo morente, realizzato quasi in contemporanea con le sculture della cappella Caracciolo e alla testa dell'Alessandro morente del I secolo a.C. conservato a Firenze (attualmente agli Uffizi).
Il Sepolcro di Andrea Bonifacio rappresentò, negli anni della sua realizzazione, una delle massime vette poetiche della scultura di Ordóñez. Originariamente nella chiesa inferiore dei Santi Severino e Sossio e alla fine del medesimo secolo spostata, insieme al sepolcro del Cicaro di Ferrucci, nello spazio antistante la Cappella Medici destinato ad anti sacrestia. La scultura dell'Ordóñez, di poco successiva alle realizzazioni della cappella Caracciolo di Vico, mostra la capacità inventiva dell'artista di reinterpretare il tema della sepoltura concependo uno schema libero dalla struttura dell'arcosolio che fino a quel momento era ancora in voga presso le sepolture nobiliari. La vicinanza a modelli michelangioleschi, in particolare a soluzioni ornamentali della Tomba di Giulio II, fanno supporre che lo scultore spagnolo abbia avuto frequentazioni con lo stesso Buonarroti o che comunque sia stato a diretta conoscenza dei progetti del toscano. La presenza di citazioni ad altre opere, in particolare quelle pittoriche di Sandro Botticelli, il defunto è ricordato nella stessa posizione di Marte nel Venere e Marte, e richiami a pose di soggetti nelle stanze vaticane di Raffaello Sanzio legano ancora una volta lo scultore a influenza centro-italiana relativa agli esiti innovativi della maniera moderna in campo plastico.

### La pittura napoletana del Cinquecento fino agli esiti della maniera moderna

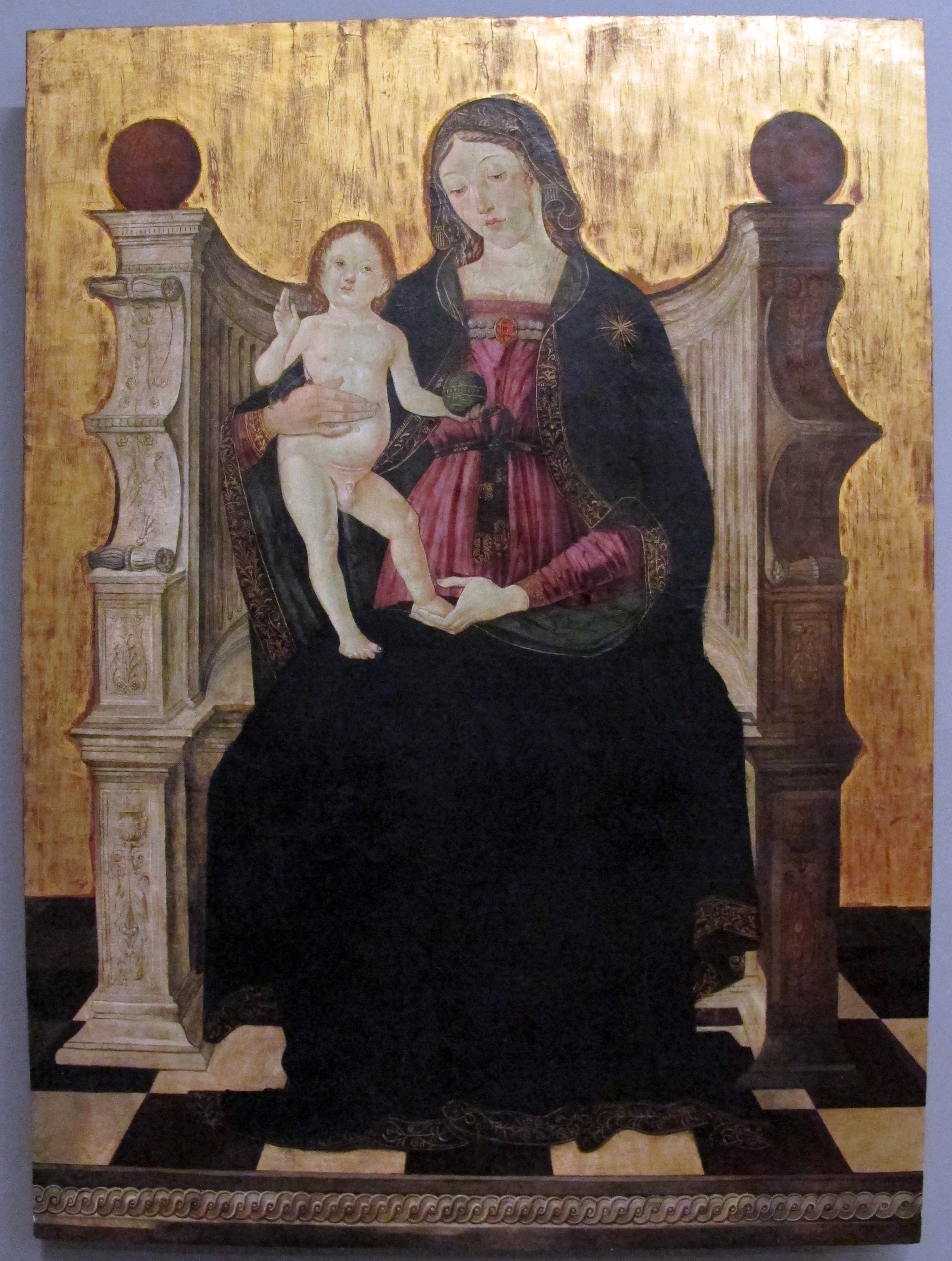
Cristoforo Faffeo,Madonna con il Bambino, Galleria Napoletana, Museo di Capodimonte.

La pittura a cavallo dei due secoli, a differenza degli esiti in architettura e in scultura che già formarono scuole autoctone di elevato spessore artistico, fu ancora legata a personalità forestiere. Inoltre la caratteristica più marcata di quest'arte fu quella di diffondersi maggiormente nelle province del Regno a differenza dell'architettura e della scultura, che ritenute più nobili, si concentravano inevitabilmente, nella capitale e nei centri più prossimi a essa. I portati veneto-lombardi di Cristoforo Scacco di Verona e di Antonio Solario o quelli umbro-romani di Antoniazzo Romano, che vivranno ancora una loro intensa stagione, prima che l'avanzare della cultura raffaellesca, nelle sue varie accezioni, tra cui quella di altissima derivazione iberica, finiscano per relegarli, vitali ancora, ma ormai irrimediabilmente invecchiati, nelle aree periferiche del regno.
Il filone umbro-romano fu quello che trovò maggior proselitismo fino al primo ventennio del Cinquecento presso autori locali come Cristoforo Faffeo, Francesco Cicino e Stefano Sparano, entrambi da Caiazzo in Terra di Lavoro, Francesco da Tolentino, Giovanni Luce e Alessandro Buono. Ad artisti locali si affiancò anche l'arrivo di importanti commissioni, di opere dei due caposcuola di quel filone figurativo, Perugino e Pinturicchio, realizzando due Assunzione della Vergine. Il primo su commissione del cardinale Oliviero Carafa per il Duomo di Napoli, mentre il secondo per cappella Tolosa su commissione di Paolo Tolosa, facoltoso mercante catalano.
Faffeo fu l'interprete più valido del lavoro di Antoniazzo, il suo stile restò comunque personale e sintetico in grado di incorporare elementi iberici introdotti da pittori come Francesco Pagano e Paolo da San Leocadio. Il caiatino Francesco Cicino, anch'egli diffusore dei modi di Antoniazzo, realizzò opere in cui si discostava dal Faffeo per abbracciare una composizione tendenzialmente più classicheggiante. Stefano Sparano, che da carte d'archivio, risultò pittore già affermato con committenze prestigiose come il polittico nella cappella Sersale nella Cattedrale dei Santi Filippo e Giacomo di Sorrento, datato 1509 e andato perduto in seguito. Opere certe del maestro caiatino sono il Dittico con Sant'Agostino e San Giovanni Evangelista nella chiesa di San Michele Arcangelo a Padula, originariamente per la chiesa di Sant'Agostino e la Madonna con il Bambino tra i Santi Francesco e Giovanni Battista per la chiesa di Sant'Antonio a Portici.
Francesco da Tolentino, la cui formazione è sconosciuta prima del trasferimento nel Regno di Napoli, ma è possibile immaginarla con gli esiti perugineschi assai diffusi anche nelle Marche. Il percorso del pittore marchigiano è assai sintomatico delle dinamiche, delle alternative e delle occasioni di lavoro che contraddistinguono la produzione di questo come di altri pittori di cultura centro-italiana e solo marginalmente toccati dall'affermarsi della raffaellesca maniera moderna. L'operato artistico si svolse inizialmente a Napoli, per poi spostarsi sempre più internamente nei centri di Nola, Liveri e Palma Campania e ancora oltre in Lucania e in Puglia dove esistono opere risalenti agli anni Trenta del Cinquecento a Serracapriola. La sua produzione si dipanna lungo un percorso stilistico dalle caratteristiche univoche con scarsa attitudine agli aggiornamenti e quindi via via più stereotipata, e con inevitabili oscillazioni, a seconda dell'importanza dell'impegno. Proveniente dal salernitano è Giovanni Luce da Eboli, la cui opera di diffusione del linguaggio umbro-marchigiano si limitò prevalentemente tra il principato salernitano e la Lucania. L'opera più rappresentativa realizzata e documentata, ma ormai perduta, fu la decorazione ad affresco di ambienti del palazzo Sanseverino a Napoli

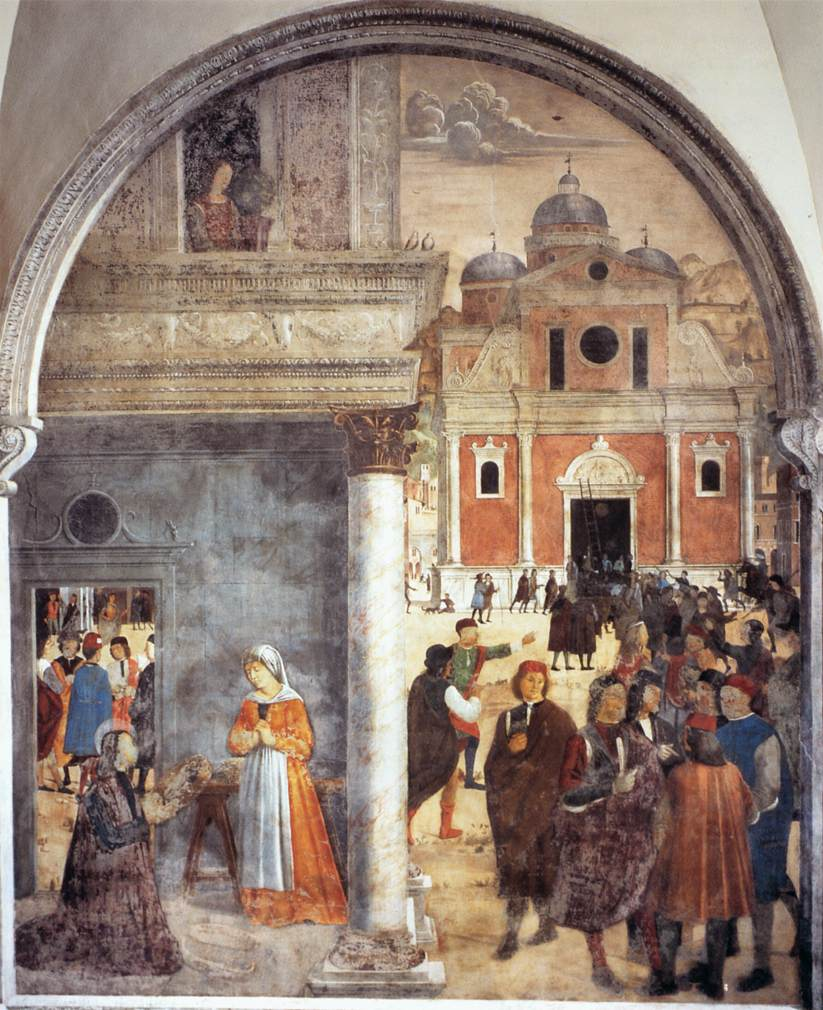
Antonio Solario, detto lo Zingaro, Storie della vita di San Benedetto, Chiostro del Platano

Il pittore più interessante di questa cerchia è indubbiamente Alessandro Buono, figlio del pittore Pietro Buono. La sua capacità di sintetizzare, sul volgere del Quattrocento, la cultura figurativa paterna, caratterizzata dal gusto iberico, viene adesso ad accompagnarsi con le suggestioni di Scacco, Pinturicchio e dal primo Raffaello. Intorno al 1510 fu eseguita, da Antonio Rimpatta, altro autore di estrazione centro-italiana, la pala d'altare con Madonna e Santi per la Basilica di San Pietro ad Aram.
Il rappresentante della scuola lombardo-veneta più rilevante e anche quello più rappresentativo e denso è lo Zingaro. L'opera più importante lasciata a Napoli è il ciclo affrescato delle Storie di San Benedetto nel Chiostro del Platano, oggi sede dell'Archivio di Stato. La datazione del lavoro è frutto di ipotesi non accreditate da fonti certe, in quanto le notizie sul pittore, da dopo il suo soggiorno marchigiano avvenuto tra il 1502 e il 1506, sono pressoché assenti. Le influenze sono debitrici del suo soggiorno marchigiano in quanto al figurato umano con chiari riferimenti, come asserisce Fausto Nicolini, al Perugino e al Pinturicchio, mentre traspaiono le origini venete nel trattamento dei paesaggi e delle scene architettoniche che ricordano i modi di Mauro Codussi a Venezia. I modi marchigiani sono rintracciabili anche in opere minori disseminate nel regno come una Madonna con Bambino e committente conservata a Napoli, il San Francesco d'Assisi conservato presso il Museo provinciale campano di Capua e la Madonna con Bambino e Santi ad Atri, in provincia di Teramo.

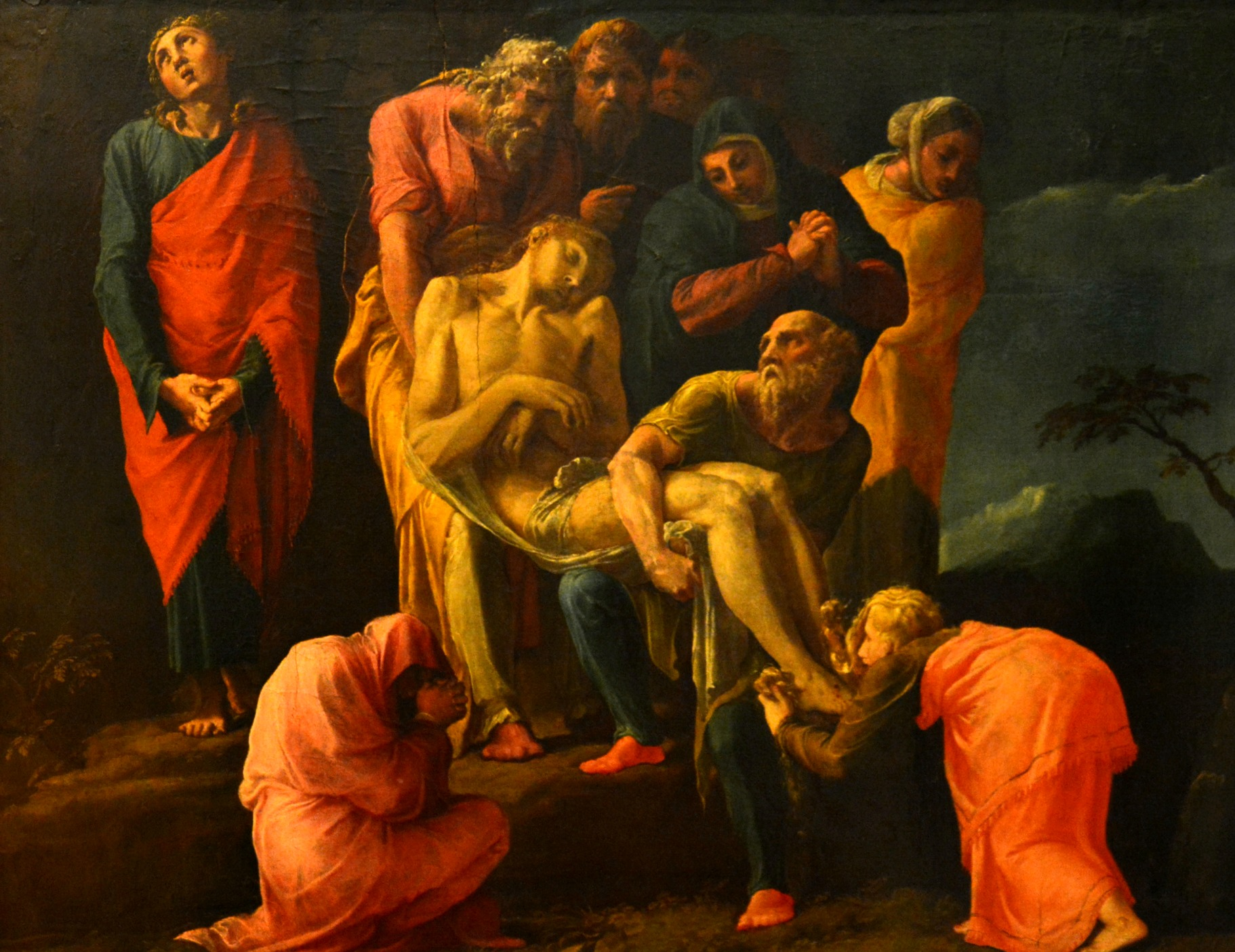
Polidoro da Caravaggio, Trasporto di Cristo nel sepolcro, Museo nazionale di Capodimonte - datato 1524-1527

Nel frattempo si lasciò spazio all'arrivo di autori più aggiornati alla corrente romana che iniziò a diffondersi a partire dall'ultimo decennio del Quattrocento. Il soggiorno di Polidoro da Caravaggio fu significativo per aver introdotto, nel terzo decennio del Cinquecento, il linguaggio raffaellesco e michelangiolesco presso le corti nobiliari cittadine. I soggetti, nella più classica tradizione rinascimentale, era tratti dalla mitologia romana. Polidoro fu anche un prolifico pittore di temi sacri. Nelle scene di carattere religioso traspare maggiormente una visione più naturalistica della pittura, accostandosi forse a quella veneta di Giorgione e alla scuola del Tonalismo, come ben si evidenzia Trasporto di Cristo nel sepolcro realizzato nel suo secondo soggiorno napoletano tra il 1524 e il 1527.
Come già accennato, altro fattore a introdurre il gusto della maniera moderna, è l'arrivo della pala di Raffaello a San Domenico Maggiore. Le novità introdotte dall'urbinate furono notevoli e aprirono al dibattito con artisti locali più giovani che diedero vita alla pittura del Cinquecento manierista napoletano.

## Conclusioni
Il Cinquecento segnò il picco della cultura classica che ebbe avvio nei primi decenni del secolo precedente, ma allo stesso tempo anche il declino di quell'armonia culturale che si raggiunse dopo la Pace di Lodi. I primi segnali di questa fase calante fu legata alle Guerre d'Italia, la discesa dei sovrani francesi sulla penisola, e in particolare le pretese di regnare sull'antico regno angioino di Napoli, divennero la causa principale di instabilità politica e culturale su tutto il territorio italiano.
La riconquista del Regno di Napoli nel 1503 da parte della Corona di Spagna fu il colpo di grazia per l'autonomia di Napoli e dei suoi territori che divennero, al pari delle Americhe, da poco scoperte, possedimento di Ferdinando il Cattolico e successivamente degli Asburgo di Spagna con Carlo V. La subalternità imposta attraverso nomina regia declassò in un solo colpo le autonomie delle famiglie nobiliari che con successivi editti vicereali furono costretti, inevitabilmente, a trasferirsi in massa nella vice-capitale con lo scopo di essere controllati dal potere centrale ed evitare eventuali focolai di congiure, che, come avvenne per quella dei Baroni, originavano nei feudi lontani da Napoli. La conseguenza di questo inurbamento di massa provocò anche una scadente qualità edilizia con edifici realizzati in fretta e furia saturando le aree superstiti a giardino dei grandi palazzi nobiliari costruiti tra la fine del Quattrocento e i primi due decenni del successivo. In generale l'architettura subì un impoverimento stilistico, semplificando notevolmente il linguaggio albertiano e bramantesco metabolizzato agli inizi del secolo. Le costruzioni civili di rilievo divennero meno numerose, gli architetti di questa stagione provenivano dalle file di antiche famiglie di capomastri, ben lontani dal concetto aulico di artisti intellettuali impostato nel Quattrocento. Tra i pochi architetti che poterono vantare di una formazione umanista furono Giovanni Francesco di Palma e Pirro Ligorio, entrambi rampolli di nobili famiglie del regno. Il primo avviò un discepolato sotto la guida del Mormando, continuandone i modi del cosentino, ma in una forma più dimessa e meno carica, mentre il secondo entrò nelle grazie della corte papale di Roma, segnando una delle pagine più interessanti dell'architettura manierista, Villa d'Este.
Sul versante religioso, la Riforma protestante e la Controriforma, portarono a un progressivo rafforzamento della Chiesa cattolica che iniziò un lento, ma poderoso, programma edilizio, moltiplicando la costruzione di nuovi complessi religiosi per opera dei nuovi ordini religiosi che iniziarono a diffondersi dalla metà del secolo. La costruzione di nuovi complessi comportò una drastica riduzione dei terreni edificabili sfociando in una forma di edilizia illegale, alle norme di allora, di costruire in prossimità dei sistemi di difesa aragonesi. Per tentare di arginare il problema, il viceré Don Pedro di Toledo operò il più importante intervento urbanistico, dopo l'addizione erculea di Ferrara, creando a ovest, dal nulla, il primo nucleo dei Quartieri Spagnoli.
In scultura e in pittura iniziarono a emergere le prime scuole di artisti locali educati dalle botteghe di Giovanni da Nola, Marco Cardisco, Andrea Sabatini e del Criscuolo. La pittura della metà del Cinquecento iniziò a confrontarsi con il lavoro di artisti nord europei che iniziarono sistematici viaggi di aggiornamento della maniera moderna che nei Paesi d'Oltralpe non ebbe seguito dopo la riforma luterana che condannava anche gli eccessi artistici di Michelangelo e Raffaello. La nuova ondata di artisti fiamminghi, dopo quella della metà del quattrocento con la Congiuntura Nord - Sud, fu occasione di sviluppare modelli pittorici alternativi al manierismo romano e toscano già presente in città. In scultura invece i modelli di riferimento provenivano dalla bottega di Giovanni da Nola con gli allievi Annibale Caccavello e Giovanni Domenico D'Auria e che a loro volta furono maestri dei primi scultori che aprirono la pista al Barocco napoletano. Gli scultori e pittori locali dovettero affrontare una nuova ondata di artisti italiani forestieri accorsi in occasione del fervente programma edilizio e decorativo delle nuove fondazioni religiose, nonché delle committenze di stato volute dai viceré per loro prestigio personale.
La stagione manierista, più dimessa rispetto al fervore umanista e rinascimentale, divenne occasione di un vivo dibattito culturale e artistico che non fece retrocedere il vice regno a una semplice periferia artistica, ma al contrario aprì la strada ai successivi due secoli che portarono, poi in età borbonica, Napoli e i suoi territori tra le capitali europee dell'illuminismo.

## Galleria d'immagini

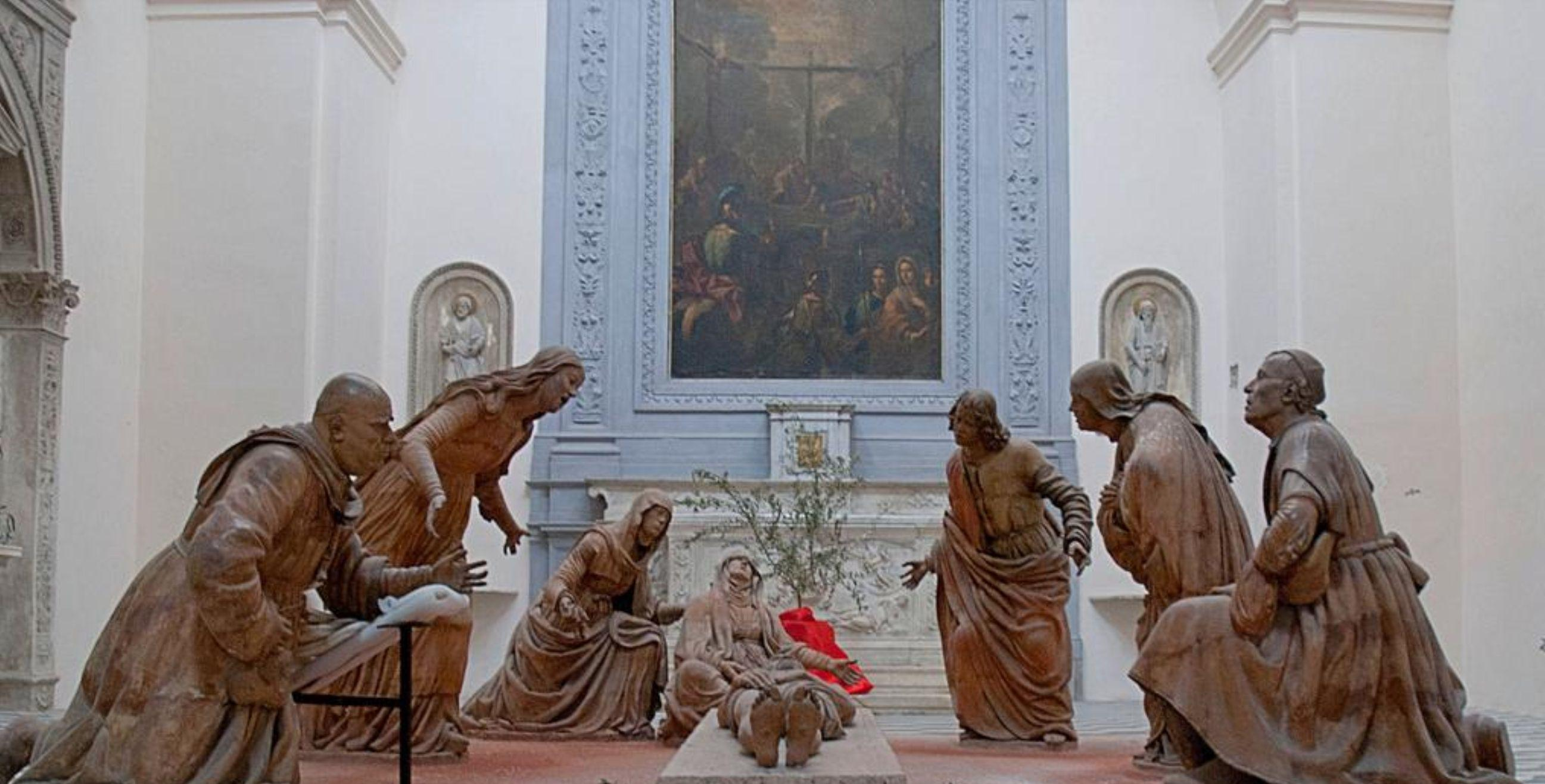
Compianto sul Cristo morto (Guido Mazzoni), chiesa di Sant'Anna dei Lombardi, Napoli
Ritratto di Alfonso II d'Aragona
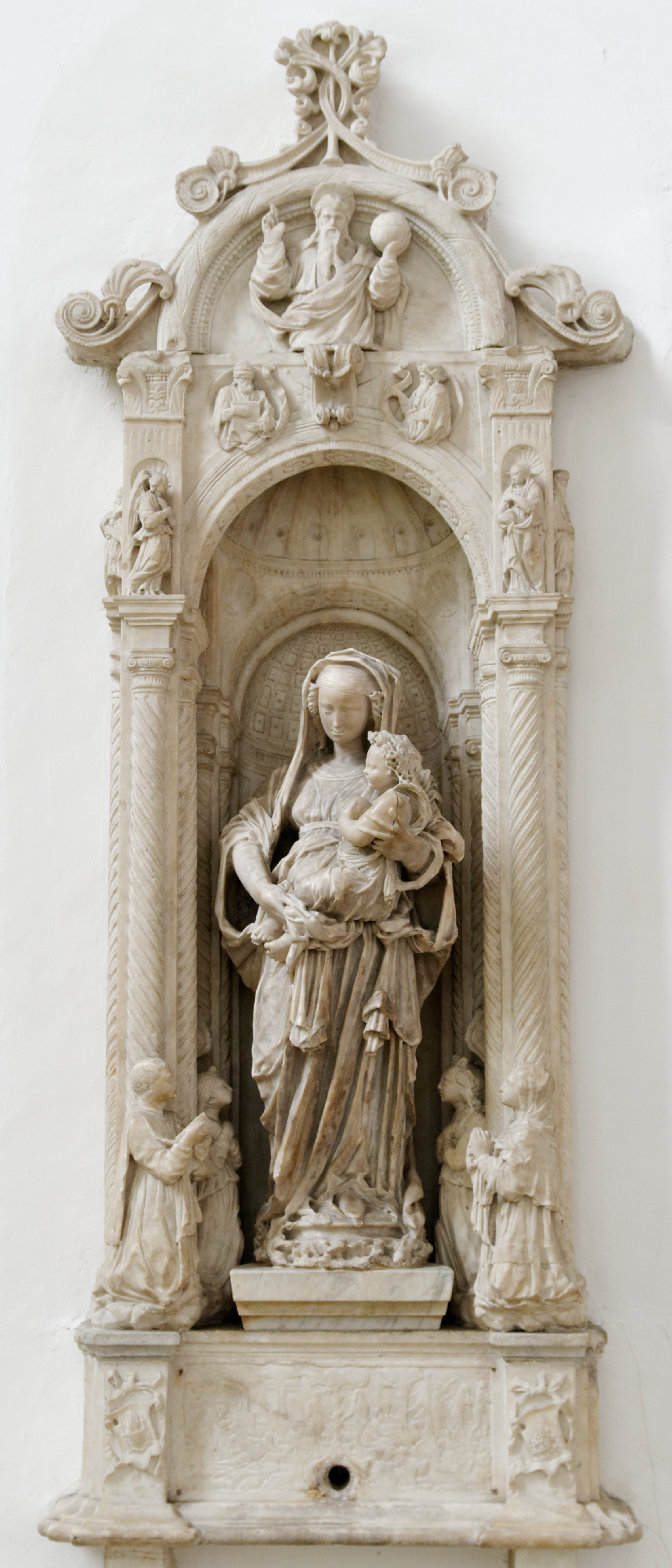
Domenico Gagini, Tabernacolo con Madonna col Bambino (museo civico di Castel Nuovo)
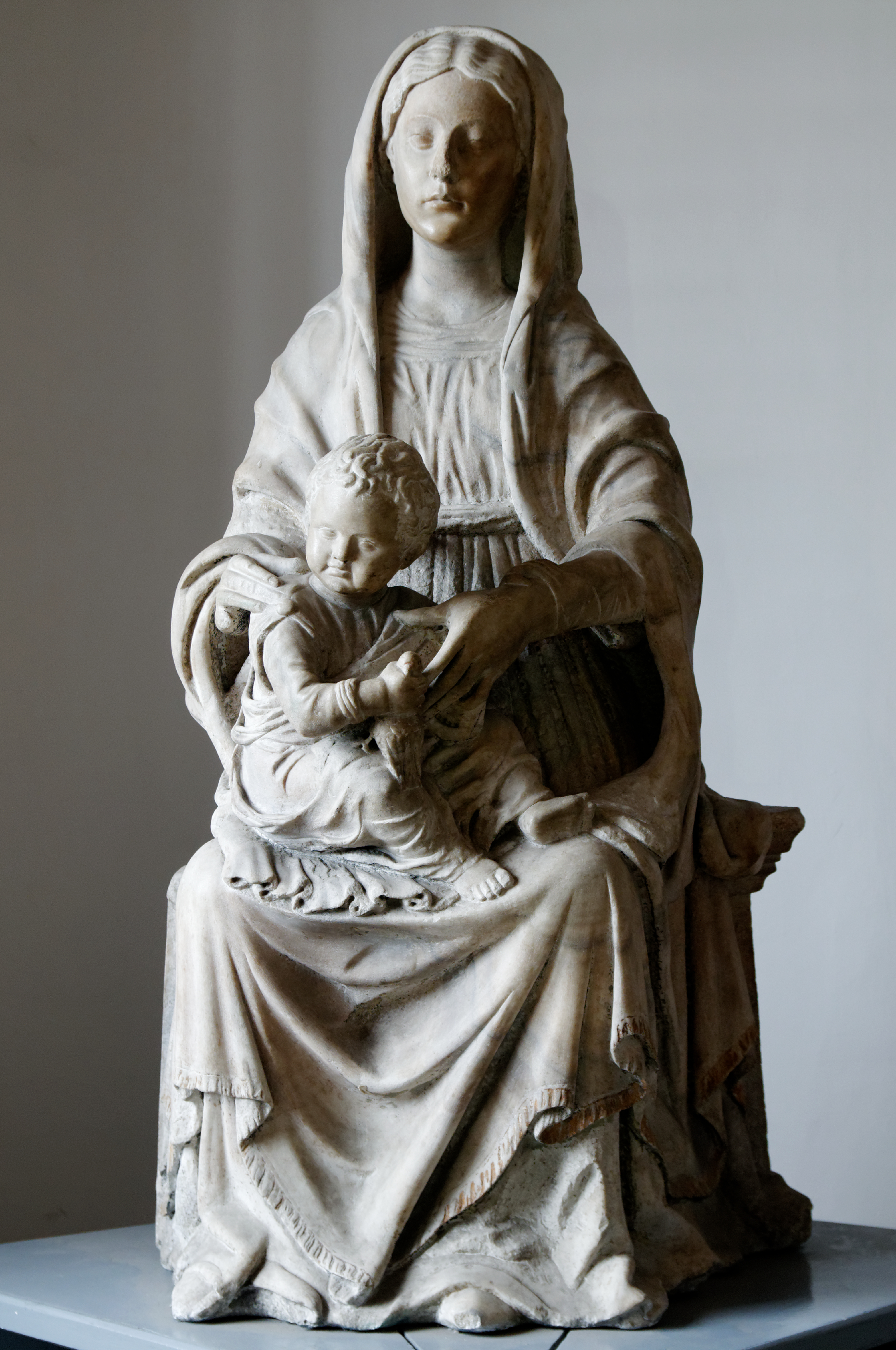
Francesco Laurana, Madonna in trono col bambino proveniente dalla chiesa di Sant'Agostino alla Zecca
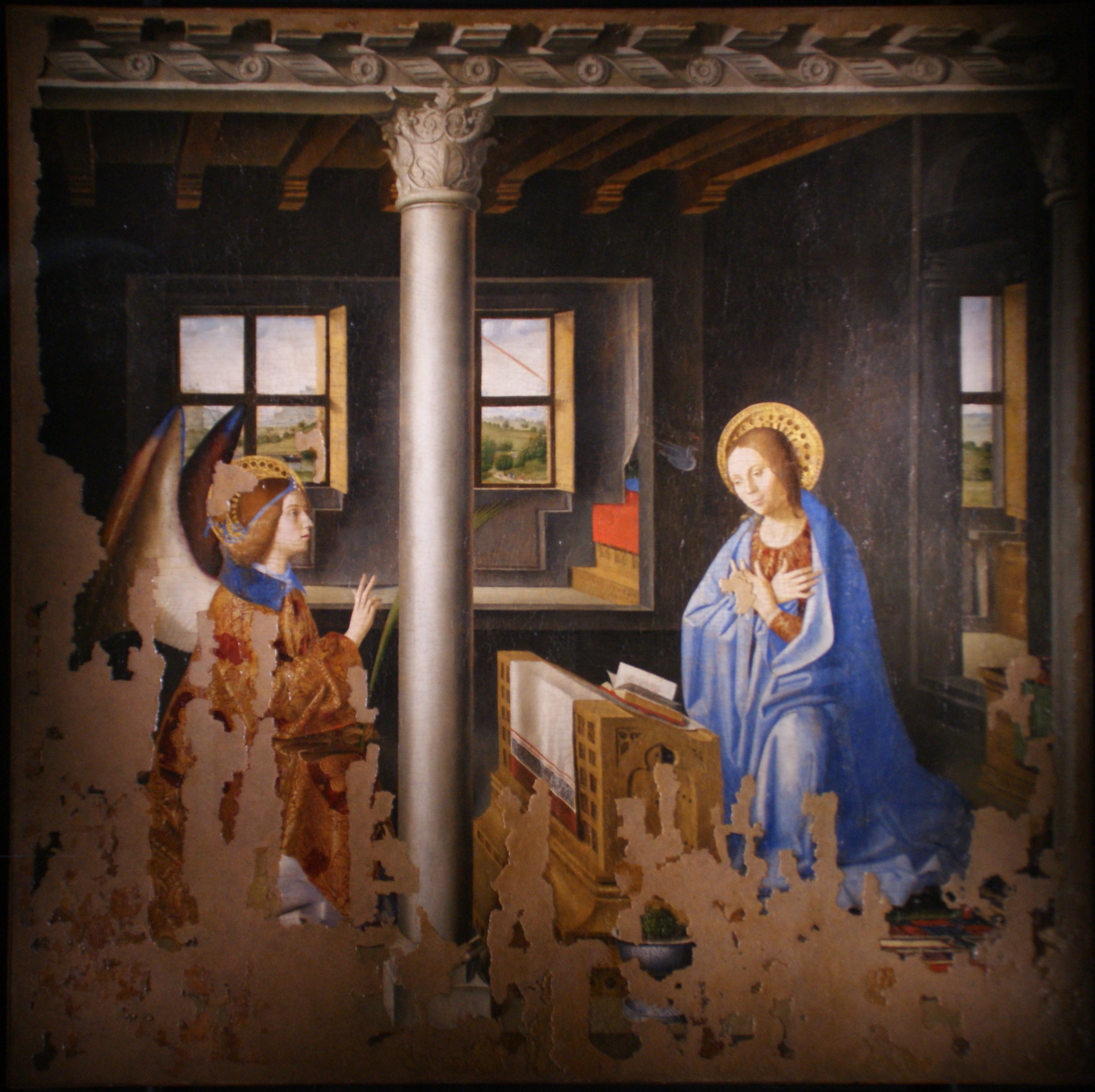
Antonelo da Messina, L'Annunciazione
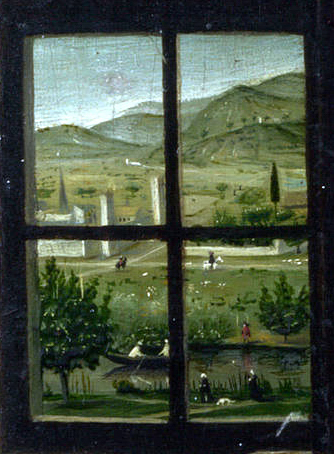
Antonello da Messina, dettaglio della finestra guelfa con paesaggio, San Girolamo nello Studio, XV secolo
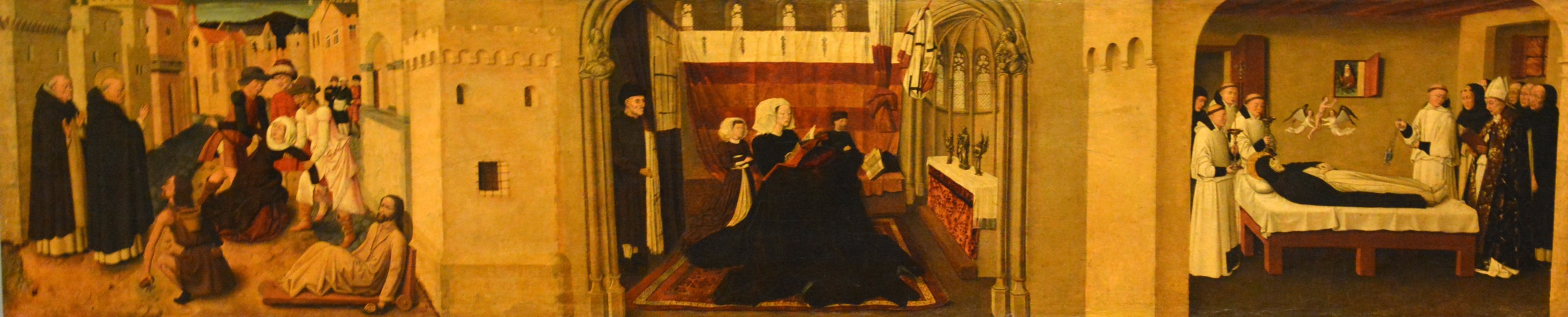
San Vincenzo Ferrer e le sue storie, Colantonio, XV secolo
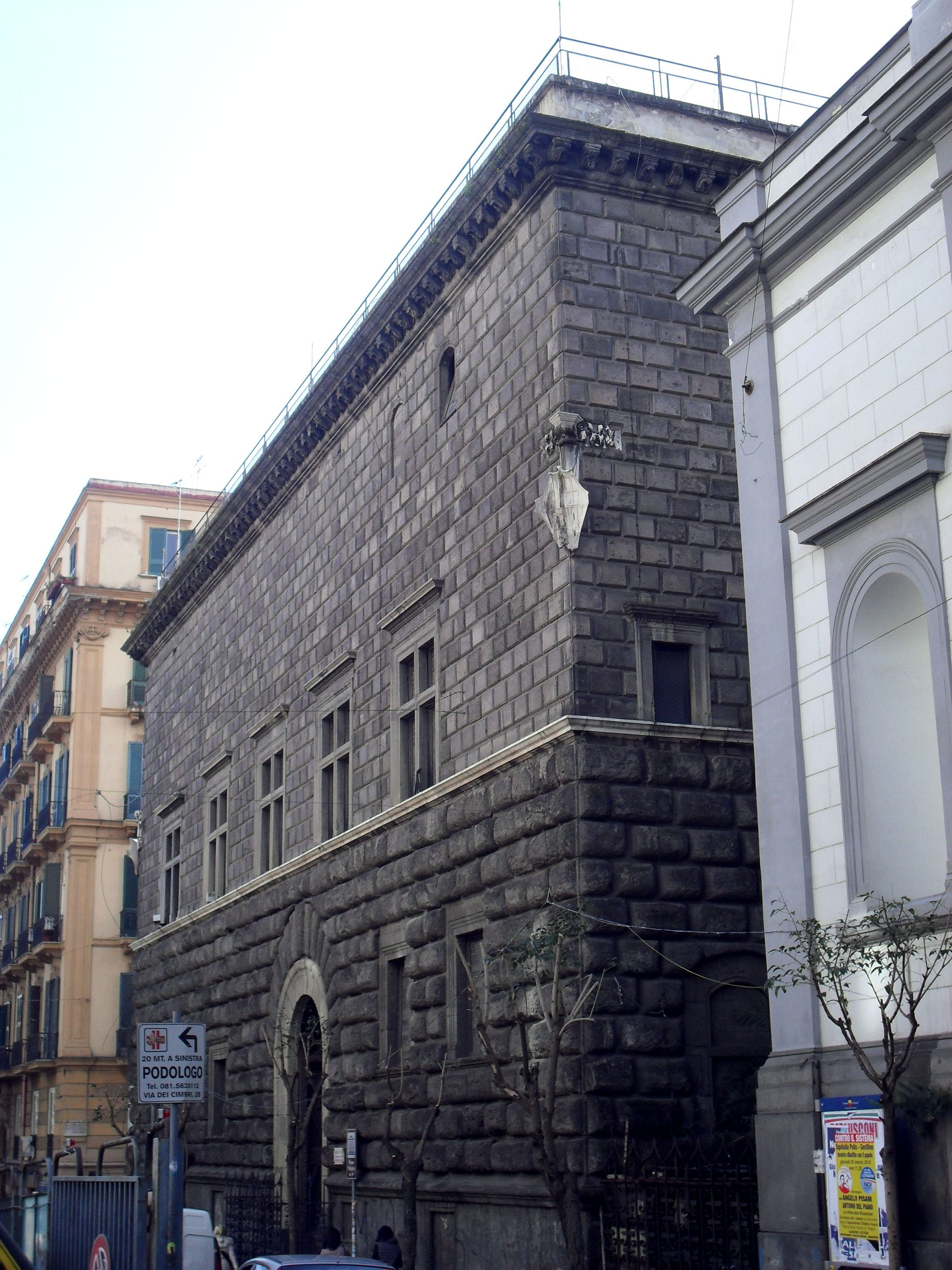
Palazzo Como
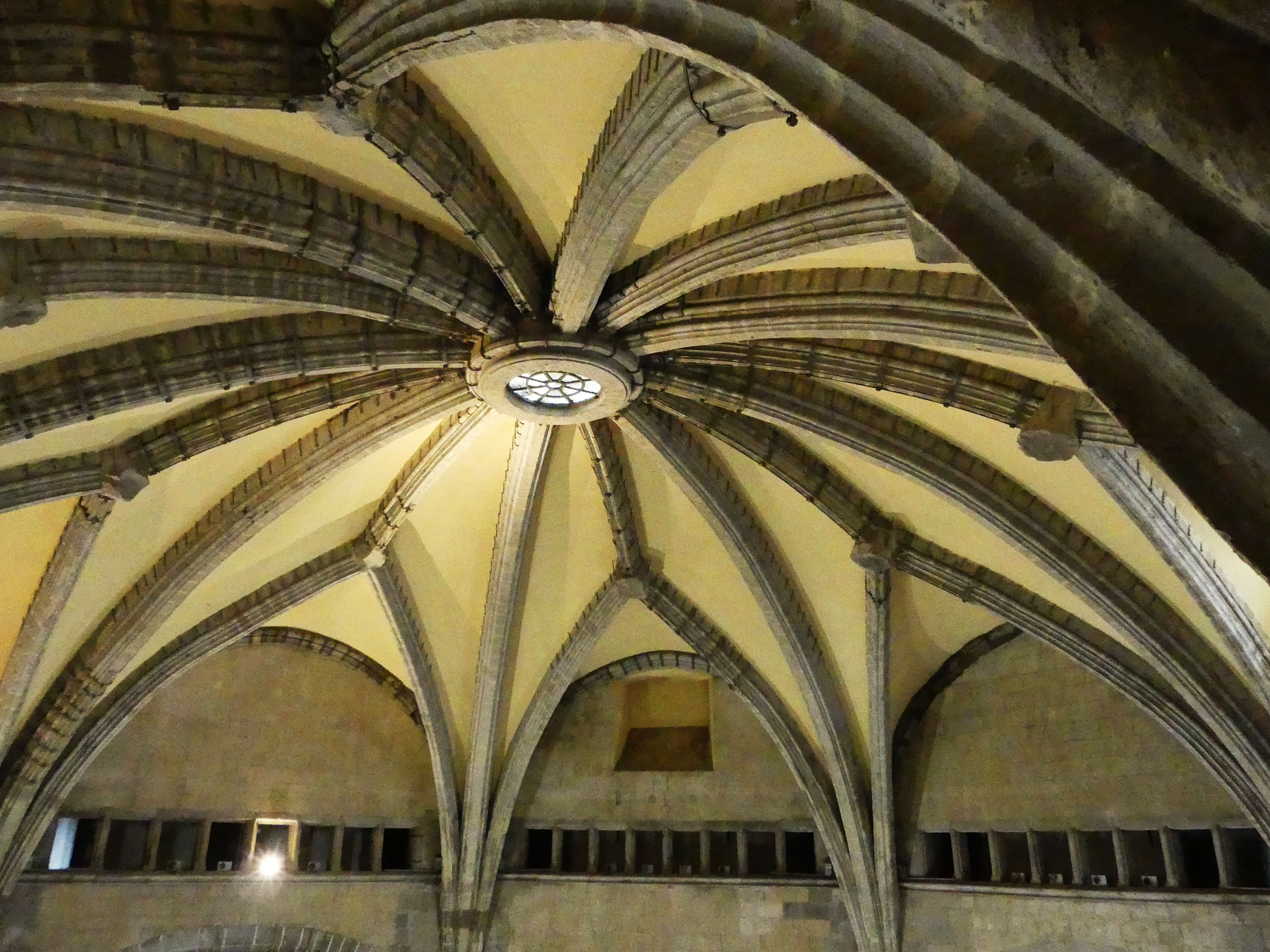
Sala dei Baroni (metà XV secolo) Castel Nuovo, Napoli
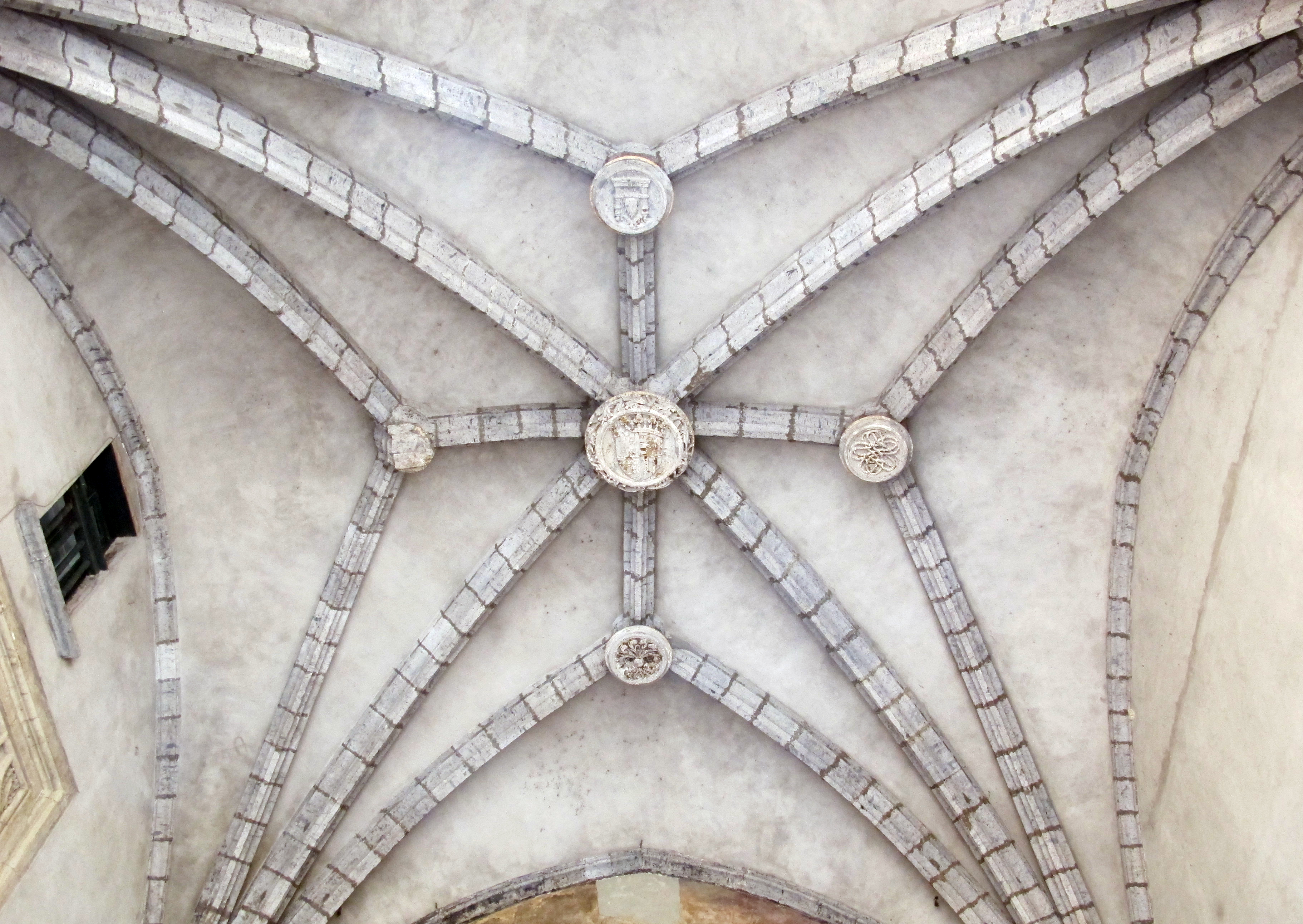
Androne Maschio Angioino, Napoli metà XV secolo
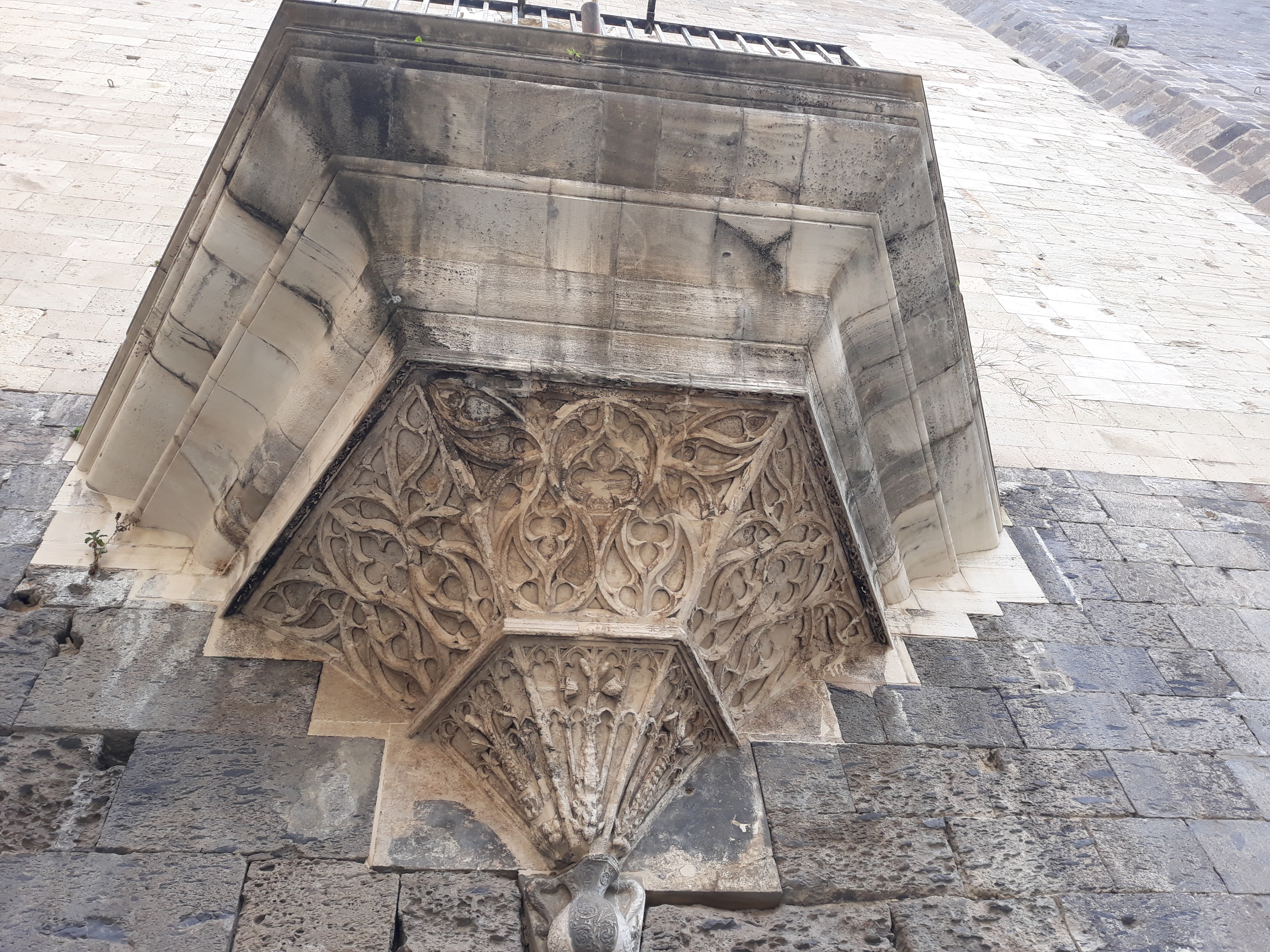
Napoli, Maschio Angioino, decorazioni in stile gotico-rinascimentale (verso il 1450-60) presenti sotto il balconcino di re Ferrante